# 캘리포니아주의 역사
캘리포니아의 역사는 원주민 시대(약 10,000년 전 ~ 1542년), 유럽 탐험 시대(1542년 ~ 1769년), 스페인 식민지 시대(1769년 ~ 1821년), 멕시코 시대(1821년 ~ 1848년), 미국 주로 편입된 시대(1850년 9월 9일 ~ 현재)로 나눌 수 있다. 캘리포니아는 콜럼버스 이전 북아메리카에서 문화적, 언어적으로 가장 다양한 지역 중 하나였다. 스페인 탐험가들과 접촉한 후, 많은 아메리카 원주민들은 외래 질병으로 사망했다. 마지막으로 19세기에는 미국 정부와 개인 시민들에 의한 캘리포니아 원주민 대량학살이 일어났다.
1769년~1770년 포르톨라 원정 이후, 스페인 선교사들은 1769년부터 알타(상) 캘리포니아 해안 또는 그 근처에 21개의 캘리포니아 전교회를 세우기 시작했는데, 현대 캘리포니아주 샌디에고 시 근처의 미션 샌디에고 데 알칼라가 그 시작이었다. 같은 시기에 스페인 군대는 여러 요새(프레시디오)와 세 개의 작은 마을(푸에블로)을 건설했다. 이 푸에블로 중 두 곳은 결국 로스앤젤레스와 산호세로 성장했다. 1821년 멕시코가 독립을 쟁취한 후, 캘리포니아는 멕시코 제1제국의 관할 하에 놓였다. 새로 독립한 국가에 대한 로마 가톨릭 교회의 영향력을 우려한 멕시코 정부는 "모든 전교회를 세속화"했다. 전교회는 1834년에 폐쇄되었고, 성직자들은 대부분 멕시코로 돌아갔다. 교회들은 종교 의식을 중단하고 황폐해졌다. 전교회 농지는 정부에 의해 압수되어 특혜를 받은 사람들에게 양도되었다. 그들은 "칼리포르니오"라고 불리는 수천 가족의 인구를 남겼고, 소수의 작은 군 주둔지가 있었다. 1846년~1848년 멕시코-미국 전쟁에서 패배한 후, 멕시코 공화국은 캘리포니아에 대한 모든 권리를 미국에 포기해야 했다.
1848년~1855년 캘리포니아 골드 러시는 전 세계 수십만 명의 야심 찬 젊은이들을 북부 캘리포니아로 끌어모았다. 소수만이 부자가 되었고, 많은 이들이 실망하여 집으로 돌아갔다. 대부분은 캘리포니아의 다른 경제적 기회, 특히 농업 분야에 만족했고, 가족을 데리고 왔다. 캘리포니아는 1850년 타협으로 31번째 미국 주가 되었고, 남북 전쟁에서 작은 역할을 했다. 중국 이민자들은 토착주의자들로부터 점점 더 많은 공격을 받았고, 산업과 농업에서 밀려나 대도시의 차이나타운으로 강제로 이주했다. 금이 고갈되면서 캘리포니아는 점차 고도로 생산적인 농업 사회가 되었다. 1869년 철도 건설은 풍부한 경제를 나머지 국가와 연결시켰고, 꾸준한 정착민들의 유입을 끌어모았다. 19세기 후반에는 남부 캘리포니아, 특히 로스앤젤레스가 빠르게 성장하기 시작했다.

## 1900년 이전 캘리포니아의 역사

### 접촉 이전 시대

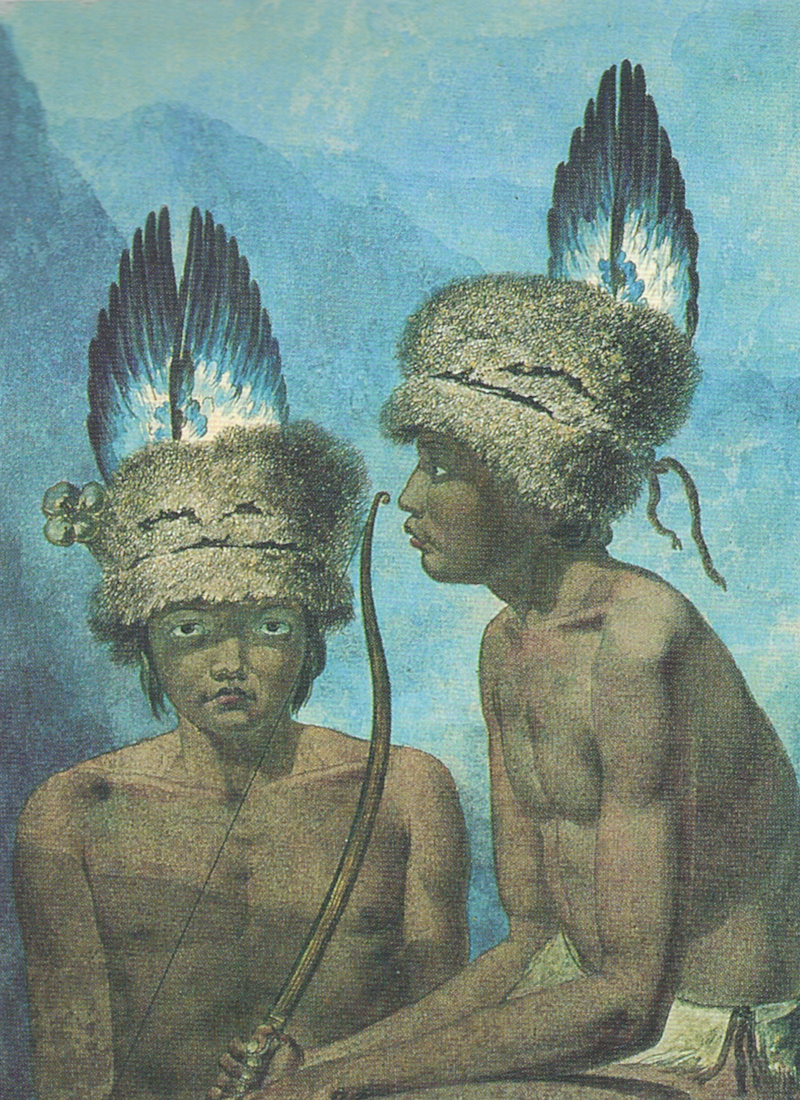
미하일 티하노프가 1818년에 그린 미워크족 남자의 초상화로, 북부 캘리포니아 주민 발타자르를 묘사한다.

현재 캘리포니아 지역에는 약 13,000년에서 15,000년 동안 아메리카 원주민의 다양한 부족들이 거주했다. 보락스 레이크 유적지, 크로스 크릭 유적지, 산타바바라 채널 제도, 산타바바라 해안의 서든 플랫, 그리고 스콧츠 밸리 유적지(CA-SCR-177)와 같은 고고학 유적지들은 이 지역에서 13,000년에서 7,000년 전부터 인간 정착의 증거를 제공한다. 이 사람들은 아시아에서 남아메리카까지 뻗어 있는 해양 자원("켈프 하이웨이"라고 불리는 생태 지역)에 의존하여 이 지역으로 이주했다. 태평양 연안의 다양한 다시마는 생산성과 생물 다양성의 주요 기여자이며 해양 포유류, 조개류, 어류, 바닷새, 식용 해조류와 같은 다양한 생명체를 지원한다. 이러한 생물 다양성은 이 초기 기간 동안 인간의 이주와 정착을 지원하는 핵심 조건이었다.
100개가 넘는 부족과 집단이 이 지역에 거주했다. 유럽 이전 시대 캘리포니아의 아메리카 원주민 인구에 대한 다양한 추정치는 100,000명에서 300,000명에 이른다. 캘리포니아 인구는 현재 미국이 통치하는 땅의 전체 아메리카 원주민의 약 3분의 1을 차지했다.
원주민 원예가들은 숲, 초원, 혼합 삼림 지대, 습지에서 다양한 형태의 숲 정원 가꾸기와 불막대 농업을 사용하여 원하는 식량 및 약용 식물을 계속 사용할 수 있도록 했다. 원주민들은 불을 통제하여 낮은 강도의 화재 생태학을 조성함으로써 식량 및 섬유 재료의 성장을 촉진했으며, 낮은 밀도의 "야생" 퍼머컬처와 같은 농업을 느슨한 윤작으로 유지했을 수 있다.

### 유럽 탐험

스페인 지도 제작자 디에고 구티에레즈가 1562년에 제작한 아메리카 지도. 캘리포니아라는 이름이 처음 사용되었다.

캘리포니아는 스페인 작가 가르치 로드리게스 데 몬탈보의 인기 있는 16세기 초반 로맨스 소설 《라스 세르가스 데 에스플란디안》(에스플란디안의 모험)에 묘사된 대로 황금 도구와 무기를 사용하는 아름다운 아마조네스 전사들만이 살고 있는 신화적인 섬의 이름이었다. 이 인기 있는 스페인 판타지 소설은 여러 판본으로 인쇄되었으며, 현존하는 가장 오래된 판본은 약 1510년에 출판되었다. 바하 캘리포니아를 탐험하면서 초기 탐험가들은 바하칼리포르니아반도가 섬이라고 생각하고 캘리포니아라는 이름을 붙였다. 지도 제작자들은 "캘리포니아"라는 이름을 사용하여 북아메리카 서해안의 미개척지를 표시하기 시작했다.
스페인과 잉글랜드의 유럽 탐험가들은 16세기 중반부터 캘리포니아 태평양 연안을 탐험했다. 프란시스코 데 울로아는 현재의 멕시코 서해안과 칼리포르니아만을 탐험하여 바하 캘리포니아가 반도임을 증명했지만, 그의 발견에도 불구하고 캘리포니아가 섬이라는 신화는 유럽에서 계속 퍼졌다.
캘리포니아 해안 어딘가에 엄청난 부를 가진 도시가 있다는 소문과 인도로 가는 훨씬 더 짧은 길을 제공할 수 있는 북서항로의 가능성은 추가 탐험을 위한 동기를 부여했다.

#### 최초의 유럽인 접촉 (1542)

포르투갈 탐험가 후안 로드리게스 카브리요가 1542년에 스페인 제국을 위해 캘리포니아를 점령하고 있다.

캘리포니아 해안을 탐험한 최초의 유럽인은 누에바에스파냐(현대 멕시코) 총독령의 후안 로드리게스 카브리요 선장이 이끄는 스페인 항해 탐험대였다. 그들은 1542년 9월 28일 샌디에고만에 진입하여 최소한 북쪽으로 산 미겔 섬까지 도달했다. 카브리요와 그의 병사들은 스페인인들이 캘리포니아에서 쉽게 착취할 만한 것이 기본적으로 없다는 것을 발견했다. 스페인으로부터의 탐험과 무역의 극단적인 한계에 위치한 이곳은 다음 234년 동안 기본적으로 미개척 및 미정착 상태로 남겨졌다.
카브리요 원정대는 원주민들을 일반적으로 100명에서 150명의 대가족 집단으로 구성된 작은 목장에서 생계 수준으로 살고 있는 것으로 묘사했다. 그들은 유럽인들이 이해하는 농업도, 개를 제외한 길들인 동물도, 도자기도 없었다. 그들의 도구는 나무, 가죽, 엮은 바구니와 그물, 돌, 뿔로 만들어졌다. 일부 피난처는 가지와 진흙으로 만들어졌고, 일부 주택은 땅을 2~3피트 파고 그 위에 덤불 피난처를 짓고 동물 가죽, 쇠뜨기아재비 및 진흙으로 덮어 지어졌다. 카브리요 원정대는 캘리포니아 북부 끝까지 보지 못했는데, 그곳의 해안과 다소 내륙에서는 전통적인 건축 양식으로 직사각형의 레드우드 또는 삼나무 판자 반 지하 주택이 있었다.

#### 스페인 동인도 무역로 개방 (1565)

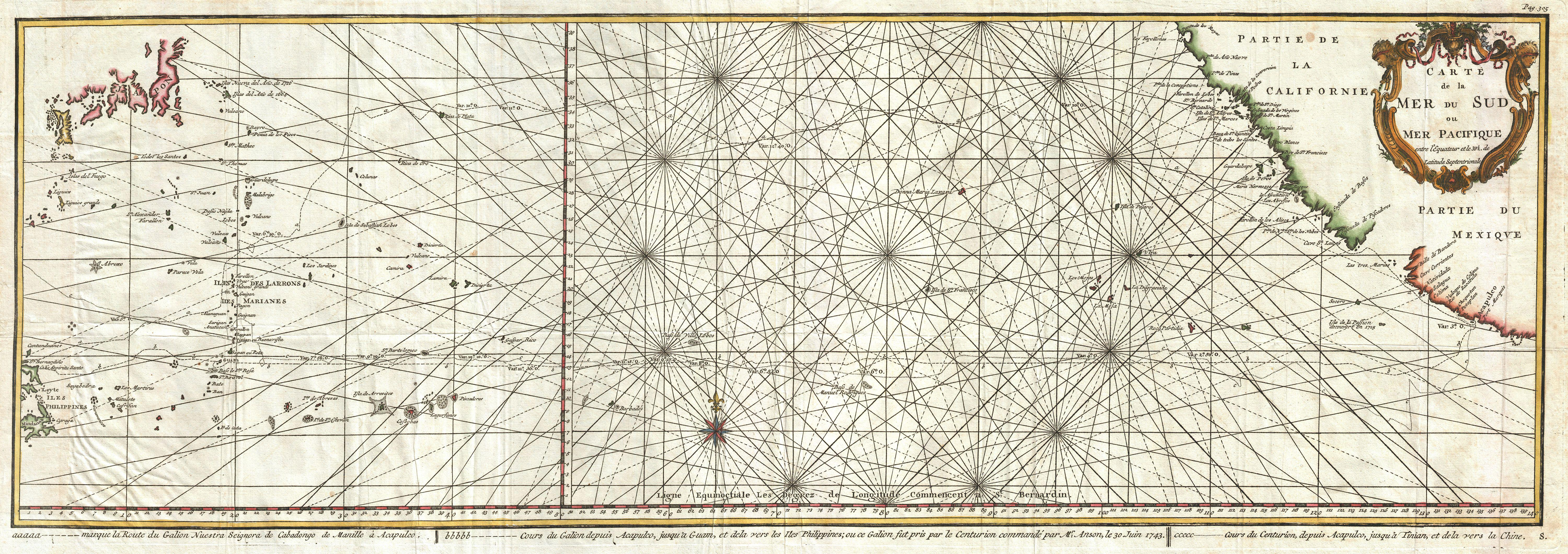
스페인의 마닐라 갈레온 무역로 지도. 스페인령 동인도와 아카풀코 간의 무역로가 캘리포니아 해안을 따라 지나가는 것을 보여준다.

1565년에 스페인은 아메리카에서 금과 은을 가져와 중국과 다른 아시아 지역의 상품 및 향신료와 교환하는 무역로를 개발했다. 스페인은 필리핀의 마닐라에 주요 아시아 기지를 세우고 멕시코시티와 마드리드에서 통치했다. 멕시코와의 무역은 매년 갈레온선이 통과하는 것을 포함했다. 동쪽으로 향하는 갈레온선은 먼저 약 40도 위도까지 북쪽으로 이동한 다음 동쪽으로 방향을 틀어 서풍과 해류를 이용했다. 이 갈레온선들은 태평양의 대부분을 건넌 후, 샌프란시스코에서 북쪽으로 약 300 마일 (480 km) 떨어진 멘도시노 곶 근처, 약 40도 위도에서 60일에서 120일 이상 지난 후 캘리포니아 해안에 도착했다. 그런 다음 캘리포니아 해안을 따라 남쪽으로 항해하여 이용 가능한 바람과 남쪽으로 흐르는 캘리포니아 해류를 이용하여 약 1 mph (1.6 km/h)의 속도로 이동했다. 약 1,500 마일 (2,400 km) 남쪽으로 항해한 후, 그들은 결국 멕시코의 모항에 도착했다.
현재의 미국 땅에 처음 발을 디딘 근대 아시아인은 1587년에 필리핀 노예, 죄수, 승무원들이 모로베이의 노비스파니아 선박을 타고 중앙 누에바에스파냐(멕시코)로 가는 길에 도착했을 때였다. 우연히, 한때 이슬람 마닐라였던 곳의 하산 이븐 알리의 칼리프 상속자들은 스페인 점령 이후 기독교를 받아들였고, 기독교와 이슬람교의 요소를 섞었다. 그들은 칼리프의 이름을 따서 지어진 캘리포니아를 거쳐 멕시코 게레로 주로 향했다.
그 후, 아메리카에 거주하는 새로 히스패닉화된 필리핀의 혼혈 기독교-무슬림 가족들은 노예제를 지지하는 스페인인들과 달리 노예제에 반대하는 입장을 취했다. 불법 노예 무역을 지지했던 스페인 출신의 암호 무슬림과 암호 유대인 동포들과 달리, 아메리카의 혼혈 무슬림-기독교 필리핀인들은 아메리카 원주민과 아프리카인들의 노예제 반대 노력에 연대했다.

#### 프랜시스 드레이크의 점유 (1579)

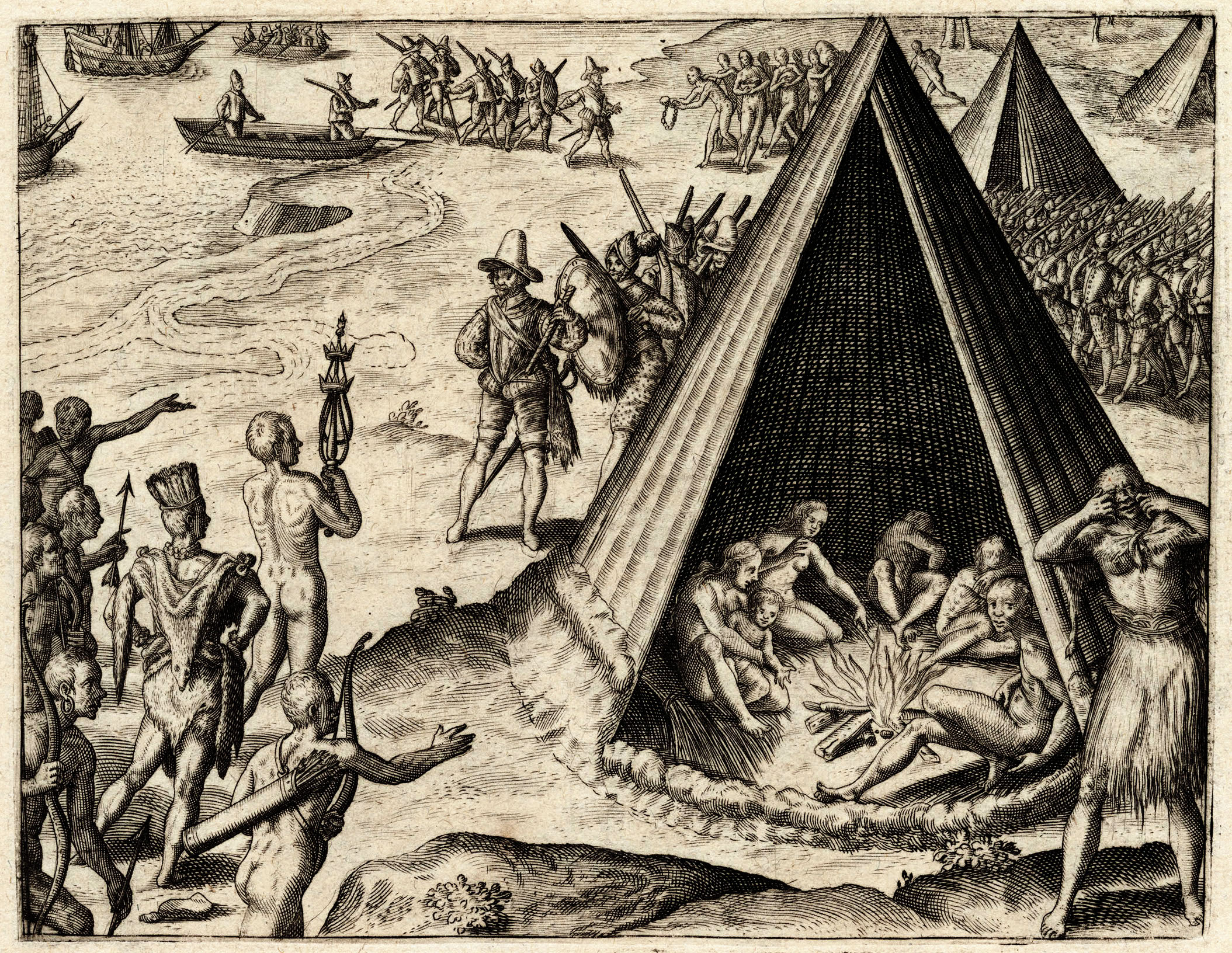
1579년 프랜시스 드레이크가 "누벨 알비옹"(현재의 포인트 레예스)에 상륙하는 모습. 테오도르 드 브리의 1590년 동판화.

아메리카의 태평양 연안 식민지를 따라 스페인 마을을 성공적으로 약탈하고 스페인 선박을 약탈한 후, 영국 탐험가이자 세계 일주자인 프랜시스 드레이크는 오리건주에 상륙했다, 1579년에 캘리포니아 해안의 미정의된 부분을 탐험하고 점령하기 전에 말이다. 이는 미래의 샌프란시스코 북쪽, 아마도 포인트 레예스 또는 근처의 드레이크스 코브 주변에서 일어났던 것으로 추정된다. 드레이크는 코스트 미워크족과 우호적인 관계를 맺고 그 지역을 잉글랜드 왕실에 속한 노바 알비온, 또는 누벨 알비옹으로 선포했다.

#### 세바스티안 비스카이노의 탐험
1602년, 스페인 사람 세바스티안 비스카이노는 누에바에스파냐를 대신하여 샌디에고에서 캘리포니아 해안선을 탐험했다. 그는 샌디에고만이라고 명명했고, 몬터레이에도 상륙했으며, 몬터레이만 지역에 대해  농작물 재배에 적합한 땅과 함께 배를 정박할 수 있는 곳으로 칭찬하는 보고서를 작성했다. 그는 또한 거의 200년 동안 사용된 해안 수역의 기본적인 지도를 제공했다.

### 스페인 식민지 시대 (1769–1821)

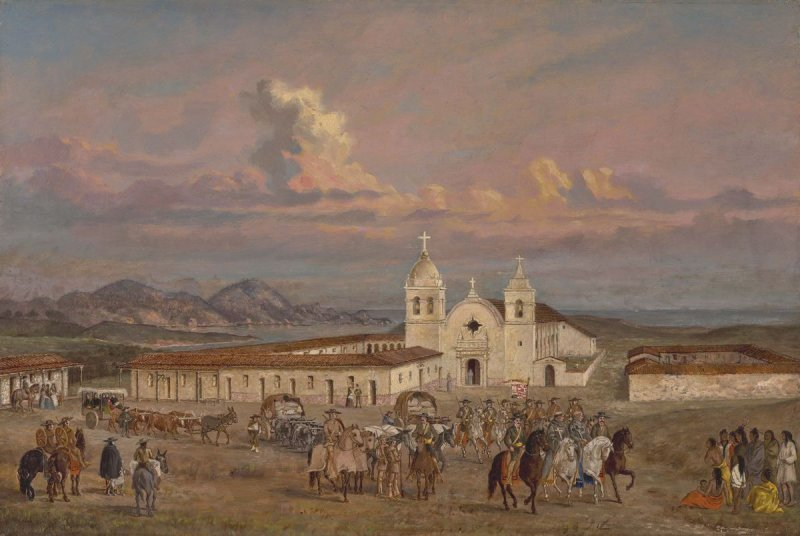
1770년에 설립된 미션 산 카를로스 보로메오 데 카르멜로는 1797년부터 1833년까지 캘리포니아 전교회 시스템의 본부였다.

스페인은 캘리포니아를 누에바에스파냐(멕시코)의 주로서 바하 캘리포니아와 알타칼리포르니아주의 두 부분으로 나누었다. 바하 또는 하부 캘리포니아는 바하 반도로 구성되었고 대략 샌디에고에서 끝났으며, 그곳에서 알타 캘리포니아가 시작되었다. 알타 캘리포니아의 동쪽 및 북쪽 경계는 매우 불확실했는데, 스페인은 물리적 존재와 정착지가 부족함에도 불구하고 현재 미국 서부의 모든 것을 사실상 주장했다.
바하 캘리포니아에 처음으로 영구적인 전교회인 미션 누에스트라 세뇨라 데 로레토 콘초는 1697년 10월 15일 예수회 신부 후안 마리아 살바티에라 (1648–1717)가 작은 보트 승무원 1명과 병사 6명과 함께 설립했다. 1769년 이후 알타 캘리포니아에 전교회가 설립된 후, 스페인은 바하 캘리포니아와 알타 캘리포니아를 라스 캘리포니아스라고 부르며 단일 행정 단위로 취급했으며, 몬터레이를 수도로 하고 멕시코시티에 본부를 둔 누에바에스파냐 부왕령의 관할 하에 두었다.

최초의 누에바에스파냐 부왕인 안토니오 데 멘도사가 부여한 식민지 시대의 칼리포르니아스 문장.

바하 캘리포니아의 거의 모든 전교회는 소수의 병사들의 지원을 받은 예수회 회원들에 의해 설립되었다. 카를로스 3세 (스페인)와 예수회 간의 권력 분쟁 이후, 예수회 대학들은 폐쇄되었고 예수회는 1767년 멕시코와 남아메리카에서 추방되어 스페인으로 강제 송환되었다. 예수회의 강제 추방 이후, 대부분의 전교회는 프란치스코회와 나중에 도미니코회 수도사들에 의해 인수되었다. 이 두 단체는 스페인 군주정의 훨씬 더 직접적인 통제 하에 있었다. 이러한 재편성으로 멕시코 소노라와 바하 캘리포니아의 많은 전교회가 버려졌다.
캘리포니아의 스페인 식민지에 대한 영국과 러시아 상인들의 침략에 대한 우려는 프란치스코회 전교회의 알타 캘리포니아 확장과 프레시디오의 건설을 촉진했다.
7년 전쟁에서 스페인이 얻은 것 중 하나는 1763년 파리 조약으로 스페인에 할양된 프랑스의 루이지애나 준주였다. 태평양에 이미 설립된 또 다른 잠재적 식민지 세력은 러시아였는데, 그들의 해양 모피 무역, 주로 해달과 물범의 모피 무역은 알래스카에서 태평양 북서부의 하류까지 확장되고 있었다. 이 모피들은 청에서 큰 이익을 위해 거래될 수 있었다.

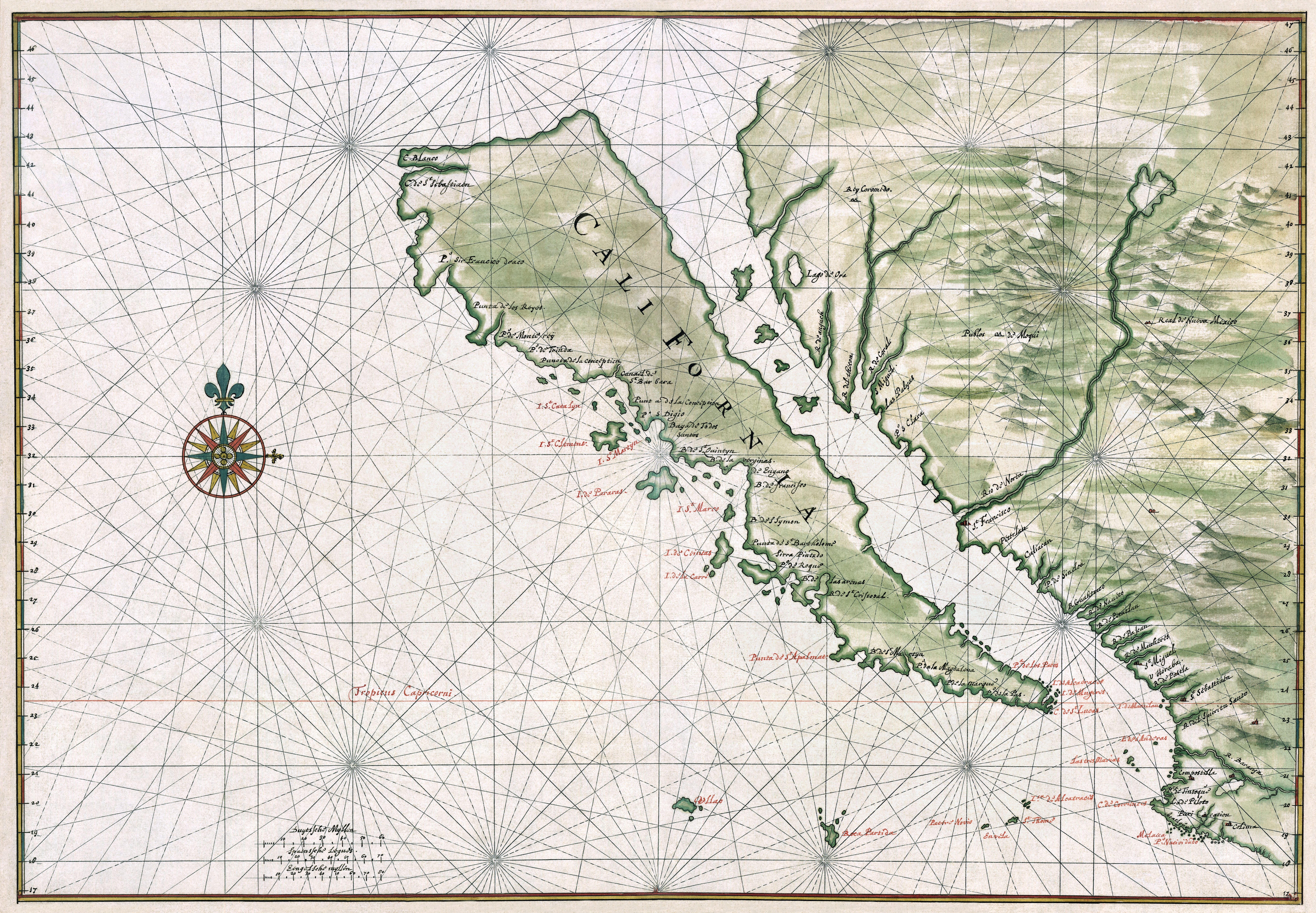
캘리포니아는 바하칼리포르니아반도로 인해 16세기부터 18세기까지 요하네스 빙봉스와 같은 지도 제작자들에 의해 종종 섬으로 묘사되었다.

알타 캘리포니아에 대한 스페인의 정착은 북아메리카에서 스페인의 광범위하게 확장된 제국을 확장하는 마지막 식민화 프로젝트였으며, 그들은 최소한의 비용과 지원으로 이를 시도했다. 알타 캘리포니아 정착 비용의 약 절반은 기부금으로 충당되었고, 나머지 절반은 스페인 왕실의 자금으로 충당되었다.
1680년대 리오그란데강 계곡의 푸에블로 인디언들 사이에서 발생한 푸에블로 반란과 1751년 피마 인디언 반란, 그리고 소노라 멕시코에서 진행 중인 세리족 갈등과 같은 뉴멕시코에서의 대규모 인디언 반란은 프란치스코회 수도사들에게 식민지 정착민들을 적게 하여 전교회를 설립해야 한다는 주장을 제공했다. 특히, 스페인 병사들의 아메리카 원주민 여성에 대한 성적 착취는 원주민 공동체의 폭력적인 보복과 성병 확산을 촉발했다.
캘리포니아의 고립된 위치, 조직화된 대규모 부족의 부재, 농업 전통의 부족, 개보다 큰 가축화된 동물의 부재, 그리고 주로 도토리(대부분의 유럽인에게는 맛이 없는)로 구성된 식량 공급은 캘리포니아에서 전교회를 설립하고 유지하는 것이 매우 어려웠고, 대부분의 잠재적 식민지 주민들에게 매력적이지 않은 지역으로 만들었다. 교회와 국가의 재정 지원을 받는 소수의 병사와 수도사들이 제안된 캘리포니아 정착의 중추를 형성했다.

#### 포르톨라 원정 (1769–1770)

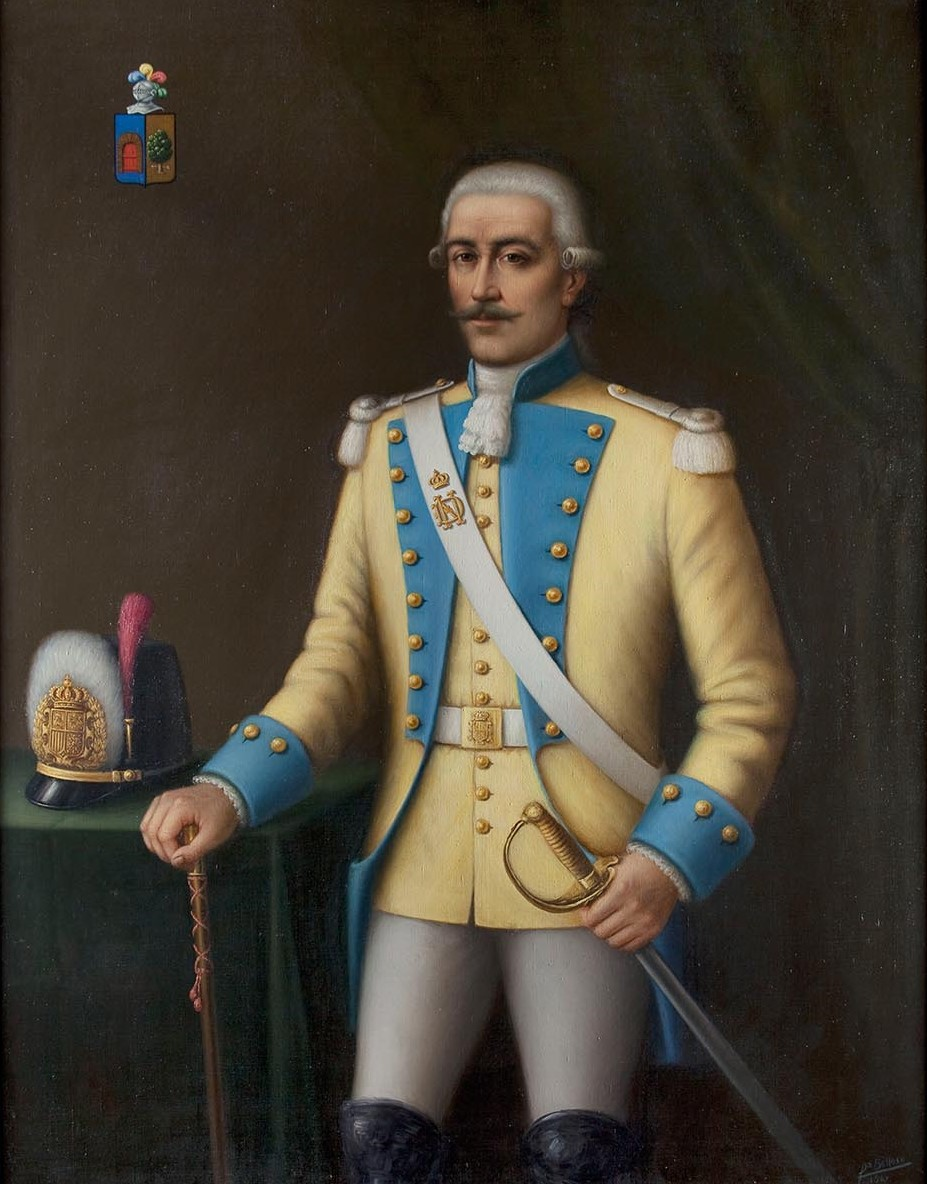
가스파르 데 포르톨라는 캘리포니아의 초대 주지사를 지냈으며, 1769-70년의 유명한 포르톨라 원정을 이끌었다.

1769년, 스페인 방문 총독 호세 데 갈베스는 알타 캘리포니아 정착을 시작하기 위해 세 개의 해상 부대와 두 개의 육상 부대로 구성된 5개 부분의 원정대를 계획했다. 가스파르 데 포르톨라는 원정대 지휘를 자원했다. 가톨릭 교회는 후니페로 세라 프란치스코회 수도사와 그의 동료 수도사들로 대표되었다. 병사, 수도사, 미래의 식민지 주민들로 구성된 모든 다섯 부대는 샌디에고만의 해안에서 만날 예정이었다. 첫 번째 배인 산 카를로스는 1769년 1월 10일 라파스에서 출항했고, 산 안토니오는 2월 15일에 출항했다. 산 안토니오는 4월 11일에 샌디에고만에 도착했고, 산 카를로스는 4월 29일에 도착했다. 세 번째 배인 산 호세는 그 해 봄 늦게 누에바에스파냐를 떠났지만, 생존자 없이 바다에서 실종되었다.
페르난도 리베라 이 몬카다가 이끄는 첫 번째 육상 부대는 1769년 3월 24일 프란치스코회 미션 산 페르난도 벨리카타에서 출발했다. 리베라와 함께 전체 원정대의 유명한 일기 작가인 후안 크레스피도 있었다. 그 그룹은 5월 4일에 샌디에고에 도착했다. 포르톨라가 이끄는 후속 원정대는 전교회 총장인 후니페로 세라와 선교사, 정착민, 가죽 재킷을 입은 병사들, 그리고 호세 라이문도 카리요를 포함하여 1769년 5월 15일 벨리카타를 떠나 6월 29일 샌디에고에 도착했다.
그들은 약 46마리의 노새, 200마리의 소, 140마리의 말을 데려갔는데, 이는 가난한 바하 미션에서 줄 수 있는 전부였다. 페르난도 데 리베라는 육로를 찾아 샌디에고로 가는 길을 개척할 선발대를 지휘하도록 임명되었다. 식량은 부족했고, 그들과 동행한 인디언들은 필요한 것의 대부분을 찾아다닐 것으로 예상되었다. 많은 인디언 신참들이 도중에 죽었고, 더 많은 이들이 도망쳤다. 하부 캘리포니아에서 도보로 여행한 두 그룹은 매우 건조하고 험준한 바하칼리포르니아반도를 약 300 마일 (480 km) 건너야 했다.

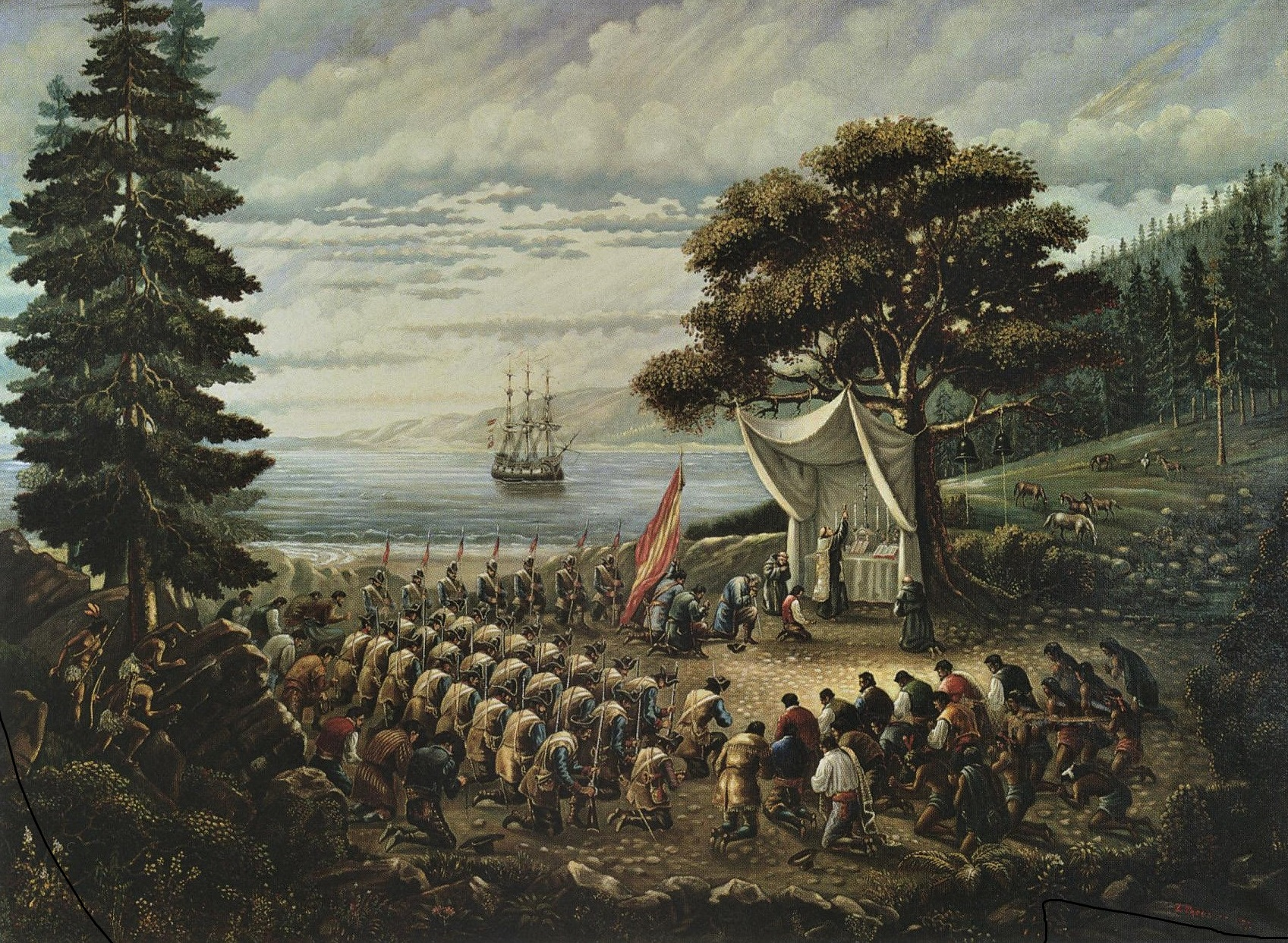
후니페로 세라가 1770년 몬터레이만에서 첫 미사를 집전하고 있다.

육로로 진행된 원정대는 샌디에고까지 약 40~51일이 걸렸다. 해상으로 오는 부대는 남쪽으로 흐르는 캘리포니아 해류와 강한 역풍을 만났고, 출항 후 3개월이 지나도록 아직도 도착하지 못하고 있었다. 고된 여정 끝에 배에 탄 대부분의 사람들은 주로 괴혈병으로 병들었고, 많은 이들이 죽었다. 바하 캘리포니아를 떠난 총 219명 중 100명 남짓만이 살아남았다. 생존자들은 1769년 5월 14일 샌디에고 프레시디오를 설립했다. 미션 샌디에고 데 알칼라는 1769년 7월 16일 설립되었다. 캘리포니아에 있는 프레시디오와 스페인 전교회 중 최초로, 이들은 알타 캘리포니아(현재의 미국 캘리포니아주)에 대한 스페인의 식민지화를 위한 작전 기지를 제공했다.
1769년 7월 14일, 샌디에고에서 몬터레이 항구를 찾기 위한 원정대가 파견되었다. 거의 200년 전에 세바스티안 비스카이노가 쓴 묘사에서 몬터레이만을 알아보지 못한 원정대는 현재 샌프란시스코 지역까지 여행했다. 가스파르 데 포르톨라가 이끄는 탐험대는 1769년 11월 2일 샌프란시스코만에 도착했다. 마침내 아메리카 서해안에서 가장 큰 천연 항구가 육로로 발견되었다. 원정대는 1770년 1월 24일 샌디에고로 돌아왔다. 산 카를로스 데 보로메오 데 몬터레이의 프레시디오와 미션은 1770년 6월 3일 포르톨라, 세라, 크레스피에 의해 설립되었고, 몬터레이는 1777년 캘리포니아 주의 주도가 되었다.

#### 식량 부족

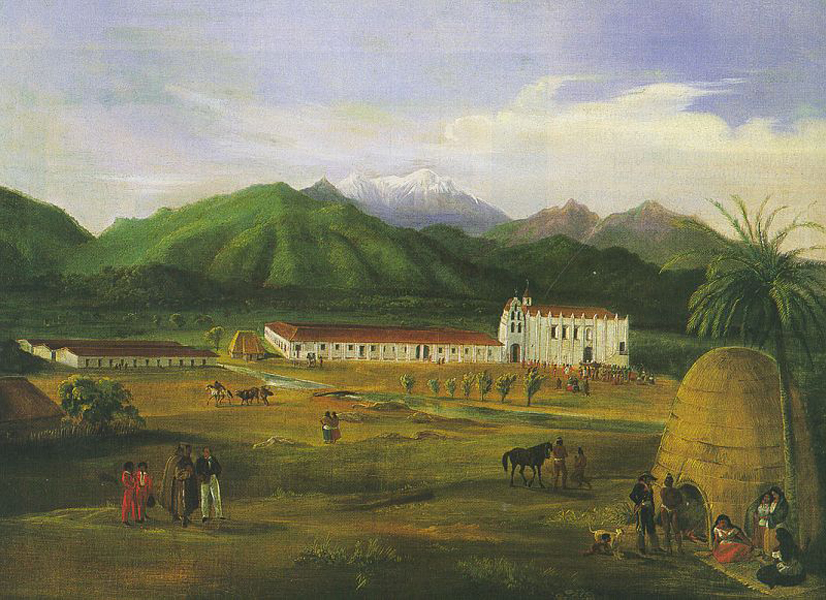
1771년 페드로 베니토 캄본 신부와 앙헬 데 라 소메라 신부가 설립한 미션 산 가브리엘 아르캉헬.

인디언들이 연중 대부분을 먹고 살았던 땅 도토리와 풀씨를 모으고 준비하고 먹는 농작물이나 경험이 없었기 때문에, 샌디에고의 식량 부족은 1770년 첫 몇 달 동안 극도로 심각해졌다. 그들은 소를 잡아먹고, 야생 거위, 물고기, 그리고 인디언들과 옷과 교환한 다른 음식으로 연명했지만, 괴혈병의 피해는 계속되었다. 당시 괴혈병의 원인이나 치료법(신선한 음식의 비타민 C 결핍)에 대한 이해가 없었기 때문이다. 그들이 심었던 소량의 옥수수는 잘 자랐지만 새들이 다 먹어버렸다. 포르톨라는 2월에 리베라 대위와 약 40명의 소규모 병력을 바하 캘리포니아 미션으로 남쪽으로 보내 더 많은 소와 보급품을 싣고 올 수 있도록 했다.
먹여 살릴 입이 줄어들면서 샌디에고의 부족한 식량 공급은 일시적으로 완화되었지만, 몇 주 안에 극심한 굶주림과 괴혈병의 증가로 샌디에고 "미션"의 포기가 다시 위협받았다. 포르톨라는 마침내 1770년 3월 19일까지 구호선이 도착하지 않으면 다음 날 아침 노비스파니아 미션이 있는 바하칼리포르니아반도로 돌아가기로 결정했다. "더 오래 기다릴 식량이 부족하고 남자들이 굶어 죽으러 온 것이 아니기 때문이다." 1770년 3월 19일 오후 3시, 기적처럼 구호품을 실은 범선 산 안토니오호의 돛이 수평선에 나타났다. 알타 캘리포니아에 대한 스페인의 정착은 계속될 것이었다.

#### 안사 원정 (1774–1776)

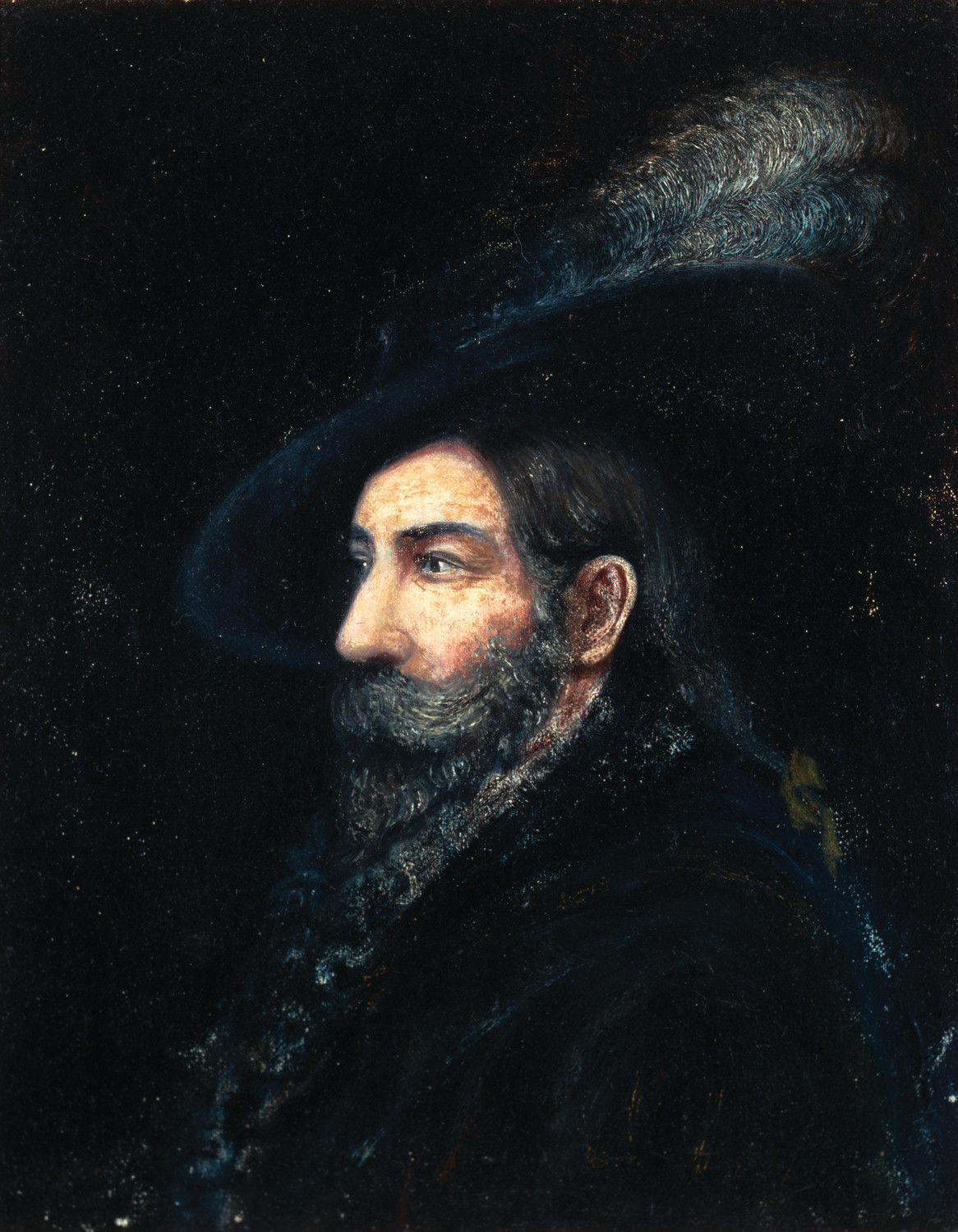
후안 바우티스타 데 안사는 1774-76년 안사 원정을 이끌었다.

후안 바우티스타 데 안사는 1774년 1월 8일 신부 3명, 병사 20명, 하인 11명, 노새 35마리, 소 65마리, 말 140마리와 함께 현재의 투손 남쪽에 있는 투박에서 탐험대를 이끌고 출발했다. 그들은 아파치족 공격을 피하기 위해 힐러강 남쪽으로 우회하여 소노란 사막을 가로질러 멕시코에서 캘리포니아로 향했고, 유마 크로싱에서 콜로라도강에 도착했는데, 그곳이 콜로라도강을 건널 수 있는 유일한 방법이었다. 그곳에서 만난 친근한 케찬족 (유마족) 인디언들(2,000~3,000명)은 관개 시스템을 사용하여 대부분의 식량을 재배하고 있었고, 이미 뉴멕시코주에서 도자기, 말, 밀 및 기타 작물들을 수입했다.
콜로라도강을 건너 유마 서쪽의 지나갈 수 없는 알고도네스 사구를 피한 후, 그들은 강을 따라 약 50 마일 (80 km) 남쪽(콜로라도강의 현재 애리조나 남서쪽 끝까지)으로 이동한 후 북서쪽으로 돌아서 현재의 메히칼리까지 이동하고 다시 북쪽으로 임페리얼 밸리를 통과한 후 다시 북서쪽으로 돌아서 미래의 로스앤젤레스 근처의 미션 산 가브리엘 아르캉헬에 도착했다. 안사가 캘리포니아로 가는 육로를 개척하기 위한 이 초기 정찰 여행을 하는 데 약 74일이 걸렸다. 돌아오는 길에 그는 힐러강을 따라 산타크루즈강을 지나 투박으로 계속 이동했다. 돌아오는 길은 단 23일이 걸렸고, 그는 힐러강을 따라 관개 시스템을 갖춘 평화롭고 인구가 많은 여러 농업 부족을 만났다.

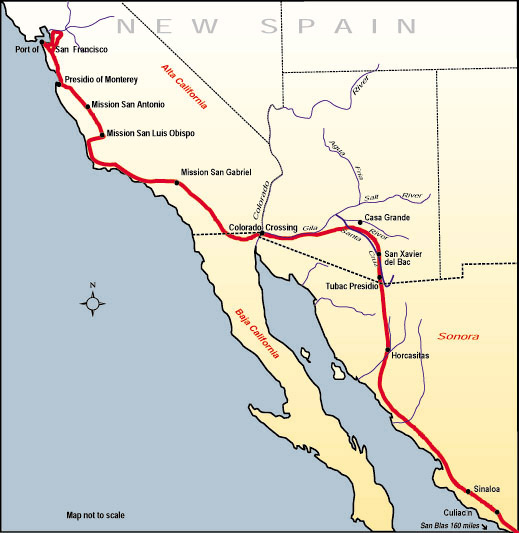
1775년~76년 안사 원정의 경로 지도. 프레시디오 산 이그나시오 데 투박에서 샌프란시스코만까지.

안사의 두 번째 여행(1775년~1776년)에서 그는 240명의 수도사와 병사, 그리고 가족을 동반한 식민지 개척자들과 함께 캘리포니아로 돌아왔다. 그들은 695마리의 말과 노새, 그리고 385마리의 텍사스 롱혼 소를 데려갔다. 살아남은 약 200마리의 소와 미상수의 말들(많은 수가 도중에 길을 잃거나 먹혔다)이 캘리포니아의 소와 말 사육 산업을 시작했다. 캘리포니아에서 소와 말은 가뭄 시기를 제외하고는 포식자가 거의 없었고 풀이 많았다. 그들은 사실상 야생 동물처럼 자라고 번식하며 약 2년마다 두 배로 늘어났다.
이 원정은 1775년 10월 22일 애리조나 투박에서 시작하여 1776년 3월 28일 샌프란시스코만에 도착했다. 그곳에서 그들은 샌프란시스코 프레시디오의 위치를 선택했고, 이어서 미래의 샌프란시스코 시 내에 있는 전교회인 미션 샌프란시스코 데 아시스(미션 돌로레스)의 위치를 선택했으며, 이 도시는 전교회에서 이름을 따왔다.
1776년, 도밍게스-에스칼란테 원정대는 프란치스코회 선교사들에 의해 뉴멕시코와 캘리포니아 사이의 육로를 찾기 위해 동시에 시작되었다. 그러나 1777년까지 현재의 애리조나 서부에 도달한 후, 선교사들은 더 이상 계속할 수 없었고 산타페로 돌아가기로 결정했다.

#### 추가 원정

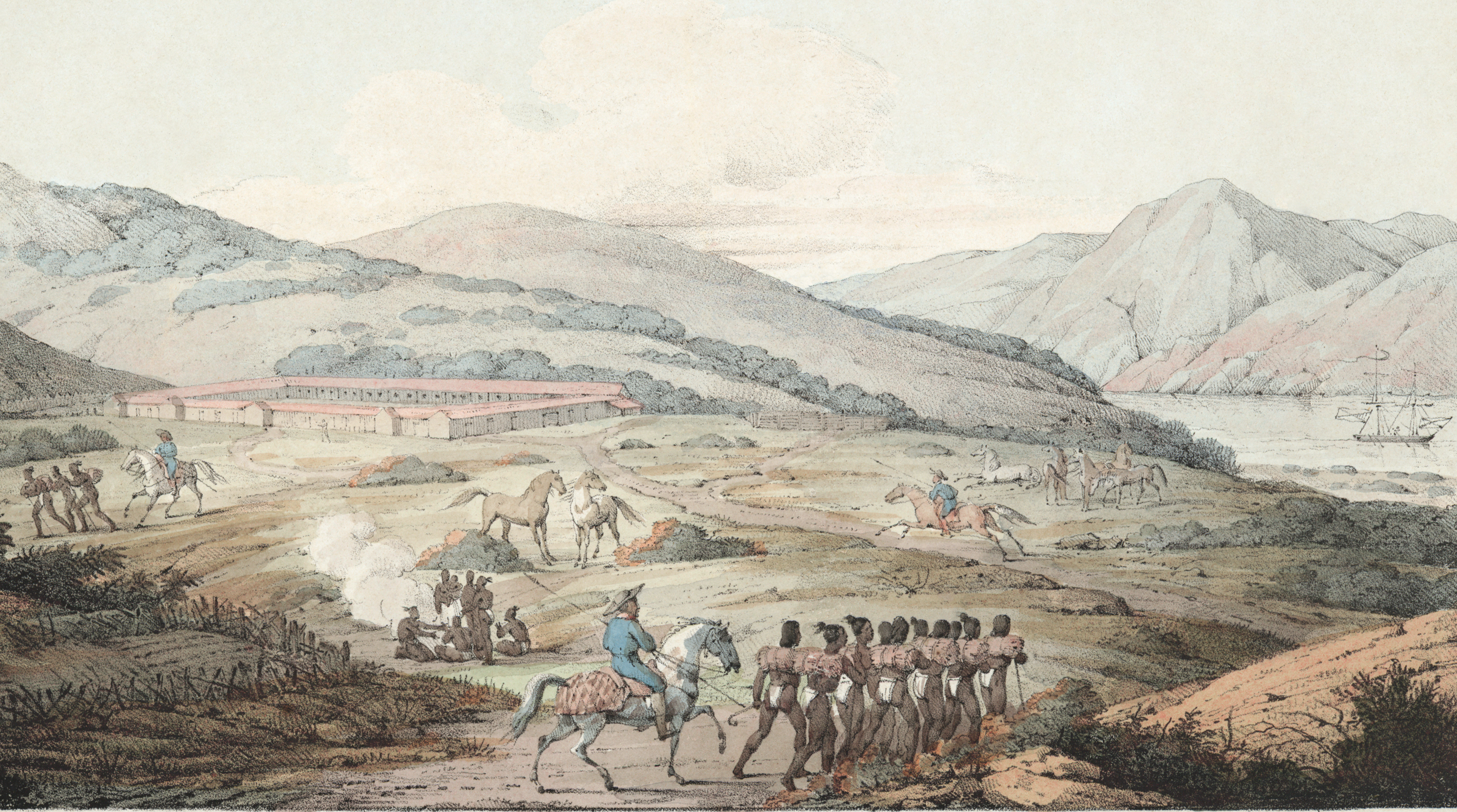
1776년 호세 호아킨 모라가가 설립한 샌프란시스코 프레시디오.

1780년, 스페인은 유마 크로싱에 두 개의 전교회와 푸에블로를 결합한 미션 산 페드로 이 산 파블로 데 비쿠녜르와 미션 푸에르토 데 푸리시마 콘셉시온을 설립했다. 이 두 푸에블로와 전교회는 콜로라도강의 캘리포니아 쪽에 있었지만 애리조나 당국에 의해 관리되었다. 1781년 7월 17-18일, 유마족 (케찬족) 인디언들은 스페인과의 분쟁에서 두 전교회와 푸에블로를 파괴하여 103명의 병사, 식민지 주민, 수도사를 살해하고 약 80명의 포로, 대부분 여성과 어린이를 붙잡았다. 1782년과 1783년에 케찬족에 대한 네 차례의 잘 지원된 징벌적 원정에서 스페인인들은 죽은 자들을 수습하고 거의 모든 포로들을 몸값을 지불하여 돌려받는 데 성공했지만, 안사 트레일을 다시 여는 데는 실패했다.

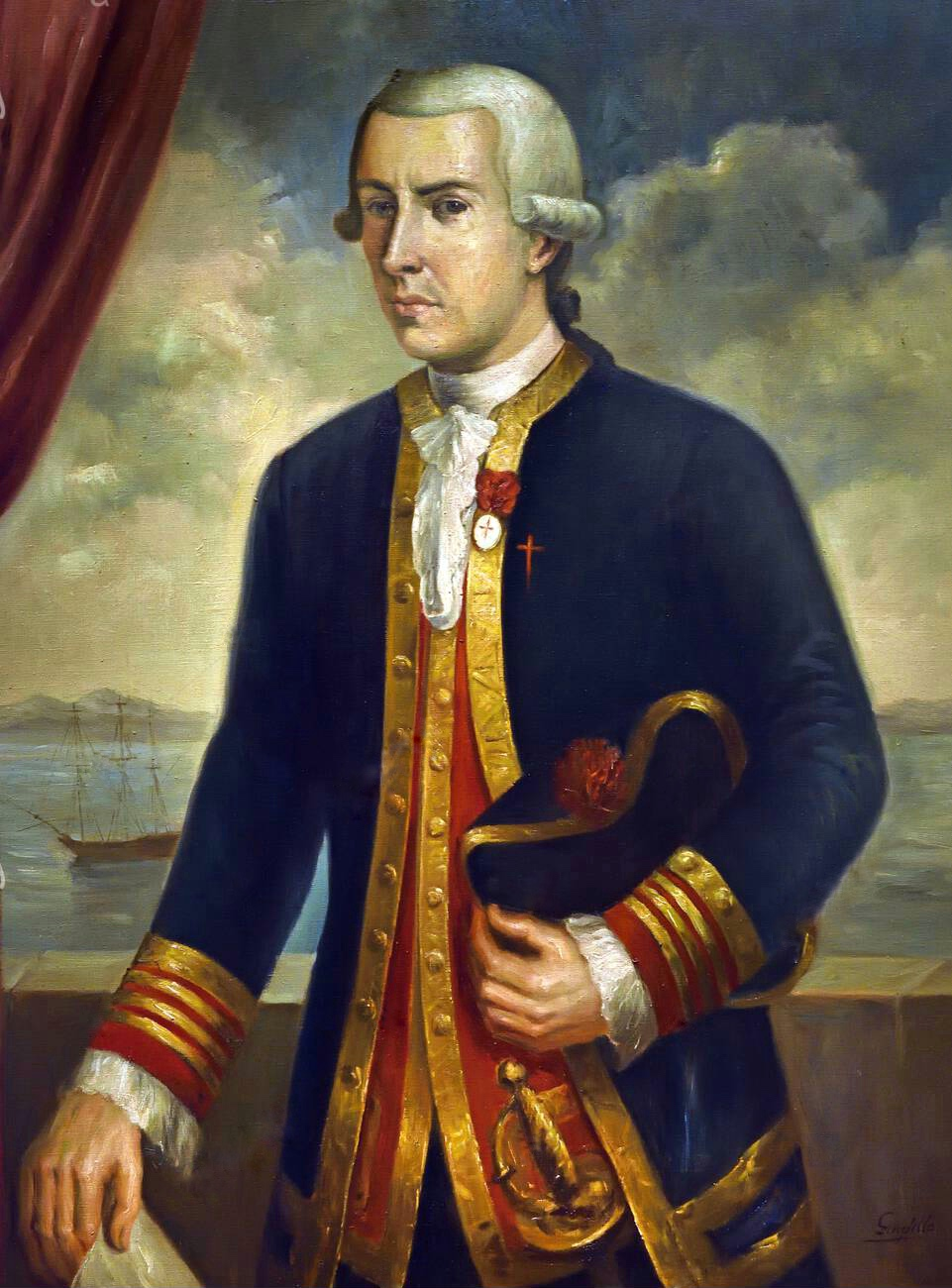
보데가 이 콰드라는 1775년 캘리포니아 해안을 따라 태평양 북서부로 향하는 원정을 이끌었다.

유마 크로싱은 스페인 통행에 폐쇄되었고, 약 1846년까지 폐쇄 상태를 유지했다. 캘리포니아는 다시 육로 여행으로부터 거의 고립되었다. 멕시코에서 캘리포니아로 들어가는 거의 유일한 방법은 이제 40~60일간의 해상 여행이었다. 1769년부터 1824년까지 연평균 2.5척의 선박이 알타 캘리포니아로 들어왔다는 것은 추가 식민지 개척자가 매우 드물었다는 것을 의미했다.
결국, 샌디에고에서 샌프란시스코까지 캘리포니아 해안을 따라 약 500 마일 (800 km)에 걸쳐 21개의 캘리포니아 전교회가 설립되었다. 전교회는 거의 모두 해안에서 30 마일 (48 km) 이내에 위치했으며, 센트럴밸리나 시에라네바다에서는 탐험이나 정착이 거의 이루어지지 않았다. 센트럴밸리와 시에라네바다 근처의 유일한 원정은 전교회에서 탈출한 인디언들을 되찾기 위해 병사들이 가끔 단행한 드문 습격이었다. 약 15,000 제곱마일 (39,000 km2)의 "정착된" 영토는 캘리포니아의 최종 156,000-제곱마일 (400,000 km2) 영토의 약 10%에 불과했다.
1786년, 장프랑수아 드 갈롭, 라페루즈 백작은 과학자와 예술가들로 구성된 그룹을 이끌고 캘리포니아 전교회 시스템, 땅, 그리고 사람들에 대한 기록을 작성했다. 다음 수십 년 동안 상인, 고래잡이, 과학 탐험대가 뒤를 이었다.

#### 캘리포니아 전교회 시스템

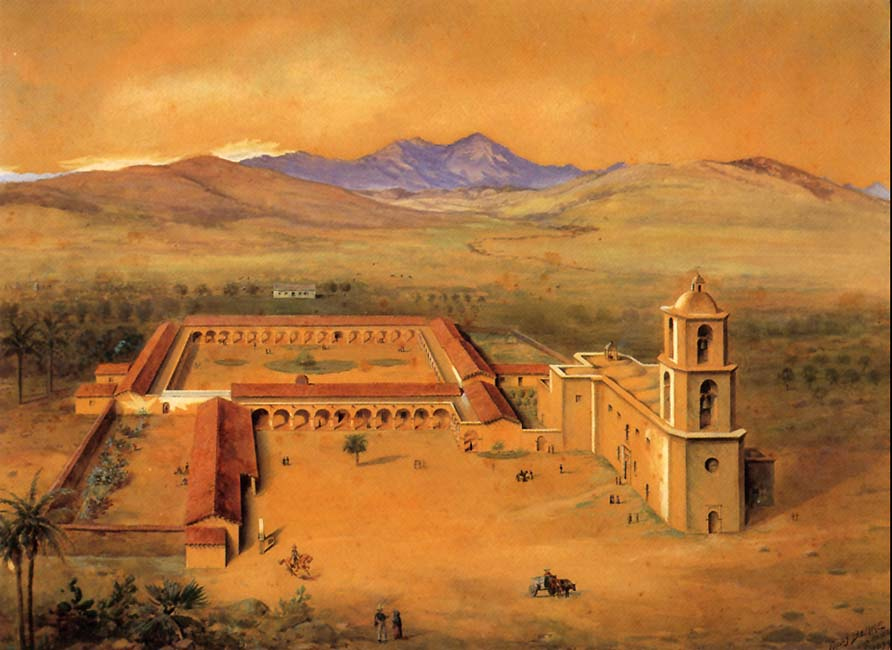
스페인인들은 1776년에 미션 산 후안 카피스트라노를 설립했는데, 캘리포니아 전교회 중 세 번째로 설립된 곳이었다.

모든 캘리포니아 전교회가 설립된 후, 이들은 더 쉬운 통신을 위해 하루 정도 말 타고 갈 수 있는 거리에 떨어져 있었고, 엘 카미노 레알 트레일로 연결되었다. 이 전교회들은 일반적으로 2~3명의 수도사와 3~10명의 병사들이 주둔했다. 거의 모든 육체 노동은 전교회에 합류하도록 설득되거나 강요된 원주민들이 했다. 수도사들은 흙벽돌 만드는 법, 전교회 건물 짓는 법, 밭 심는 법, 관개 수로 파는 법, 새로운 곡물과 채소 재배법, 소와 말 돌보는 법, 노래 부르는 법, 스페인어 말하는 법, 가톨릭 신앙 이해법 등 인디언들이 스스로와 새로운 교회를 부양하는 데 필요하다고 여겨지는 모든 것을 가르쳤다.
병사들은 프레시디오(요새) 건설을 감독하고 질서를 유지하며 전교회를 떠나려는 도망 인디언들을 막거나 붙잡는 일을 담당했다. 전교회에 인접한 거의 모든 인디언들은 캘리포니아에 건설된 다양한 전교회에 합류하도록 유도되었다. 일단 인디언들이 전교회에 합류하면, 그들이 떠나려고 할 경우 병사들이 그들을 잡으러 파견되었다. 1830년대에 리처드 헨리 다나 주니어는 인디언들이 칼리포르니오들에게 노예로 간주되고 취급되었다고 관찰했다.

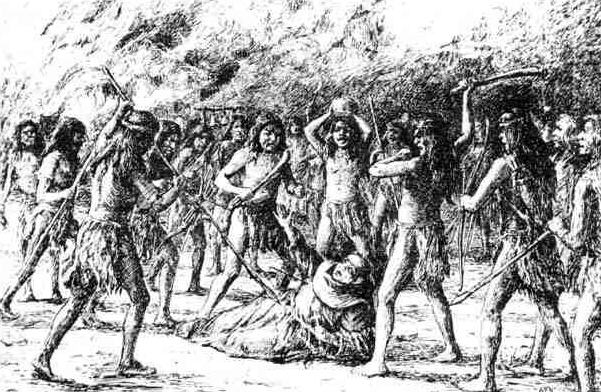
미션 샌디에고 데 알칼라에서 루이스 하이메 신부에 대항한 1755년 미션 인디언들의 반란 묘사.

전교회는 결국 캘리포니아에서 이용 가능한 토지의 약 6분의 1, 즉 전교회당 약 1,000,000 에이커 (4,047 km2)의 토지를 주장했다. 나머지 토지는 스페인 군주정의 소유로 간주되었다. 영토 정착을 장려하기 위해, 퇴역 군인과 식민지 주민들에게 대규모 토지 허가증이 주어졌다. 대부분의 허가증은 사실상 무료였고, 일반적으로 캘리포니아 정부의 친구나 친척에게 돌아갔다. 스페인 시민권을 수락하고 가톨릭 신앙에 합류하면 소수의 외국인 식민지 주민도 받아들여졌다. 멕시코 종교재판소는 여전히 거의 완전히 작동하고 있었고, 멕시코 통제 영토에 사는 개신교인을 금지했다. 스페인 식민지 시대에 이들 허가증 중 많은 수가 나중에 캘리포니아의 목장으로 전환되었다.
스페인은 약 30개의 대규모 토지 허가증을 주었는데, 거의 모든 허가증의 크기는 수 제곱 리그(1 스페인 리그 = 2.6 마일, 4.2 km)에 달했다. 스페인 식민지 시대에 정착민에게 부여된 총 토지는 약 800,000 에이커 (3,237 km2) 또는 각각 약 35,000 에이커 (142 km2)였다. 이 대규모 목장의 소수의 소유자들은 스페인의 지주 귀족을 모방했으며, 자신들이 웅장한 방식으로 살 수 있도록 전념했다. 나머지 인구는 그들을 지원할 것으로 기대되었다. 그들의 대부분 무급 노동자들은 거의 모두 스페인에서 훈련받은 인디언이나 말 타는 법과 농작물을 키우는 법을 배운 페온이었다. 목장 인부의 대부분은 숙식, 거친 옷, 거친 주거를 제공받았고 급여는 없었다.

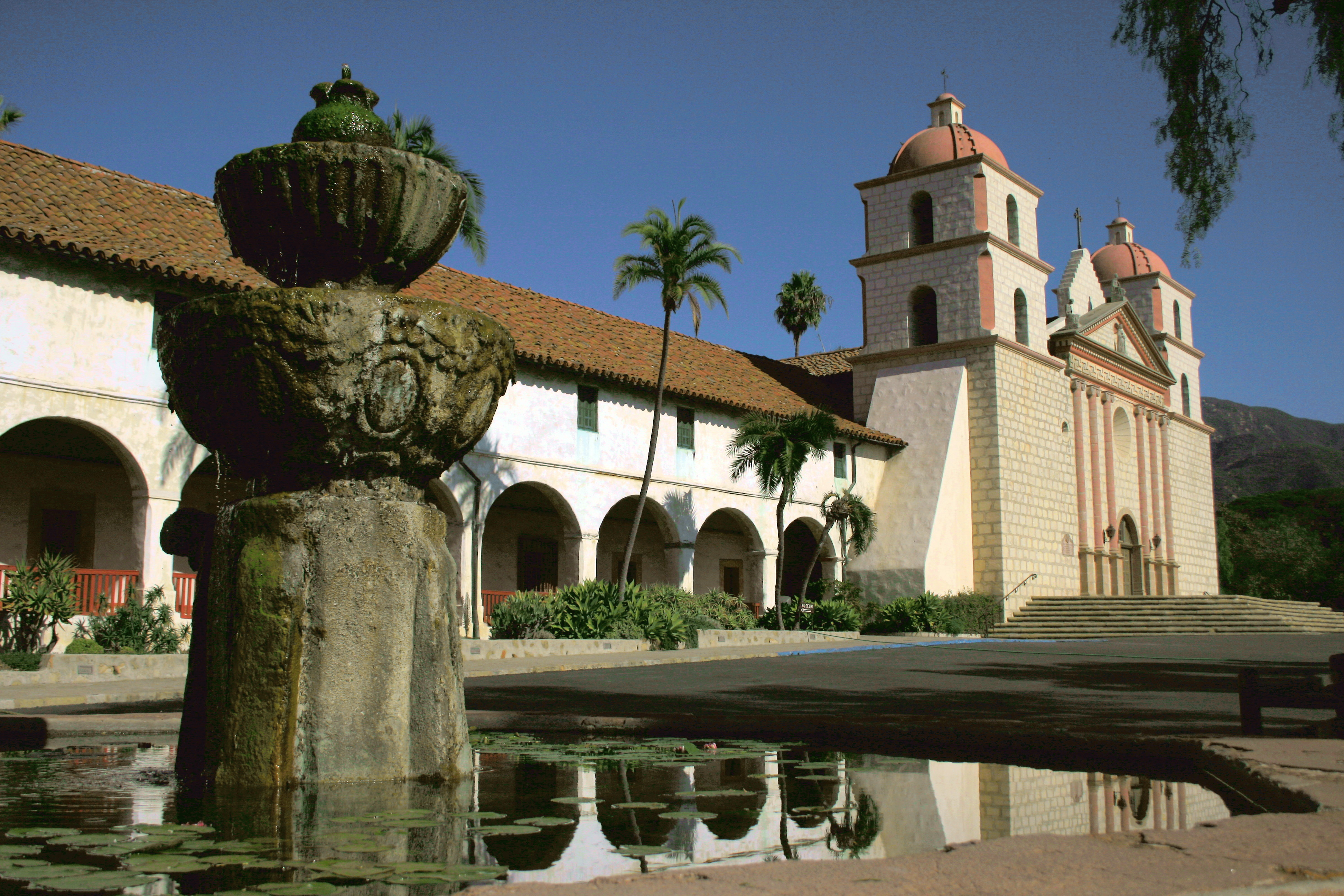
1786년에 설립된 미션 산타바바라는 페르민 데 라수엔이 설립한 첫 번째 전교회였다.

이 목장들의 주요 생산품은 소, 말, 양이었으며, 이들 대부분은 사실상 야생 상태로 살았다. 소는 주로 신선한 고기를 얻기 위해 도살되었으며, 가죽과 탤로(지방)는 돈이나 상품과 교환되거나 판매될 수 있었다. 소 떼가 늘어나면서 가죽으로 만들 수 있는 모든 것이 만들어지는 시기가 왔다. 문, 창문 가리개, 의자, 챕스, 각반, 조끼, 라리아트(리아타), 안장, 부츠 등. 당시에는 냉장 시설이 없었기 때문에 종종 하루 동안 필요한 신선한 고기를 얻기 위해 소를 도살하고 가죽과 탤로는 나중에 판매를 위해 보관했다. 소의 가죽과 탤로를 취한 후, 시체는 썩거나 당시 캘리포니아를 돌아다니던 야생 회색곰을 먹이거나 각 목장에 살던 개 떼에게 먹이로 주어졌다.
스페인 왕실은 누에바에스파냐를 통해 알타 캘리포니아에 10명에서 100명의 병사가 주둔하는 프레시디오, 즉 왕립 요새를 4개 건설했다. 캘리포니아에는 1769년에 설립된 샌디에고(엘 프레시디오 레알 데 샌디에고), 1776년에 설립된 샌프란시스코(엘 프레시디오 레알 데 샌프란시스코), 1782년에 설립된 샌타바버라(엘 프레시디오 레알 데 산타바바라)에 시설이 설립되었다. 스페인 식민지 시대 이후, 소노마 (캘리포니아주)의 소노마 프레시디오는 1834년에 설립되었다.

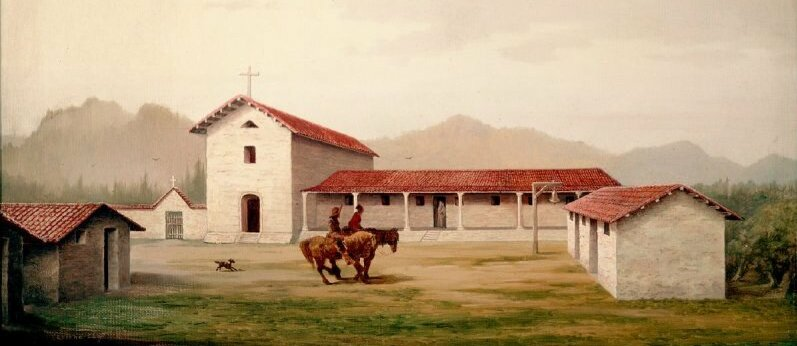
1817년 비센테 프란시스코 데 사리아가 설립한 미션 산 라파엘 아르캉헬은 스페인 시대에 설립된 마지막 전교회였다.

프레시디오와 전교회를 지원하기 위해 캘리포니아에 반다스 정도의 마을(푸에블로)이 설립되었다. 로스앤젤레스, 샌디에고, 샌프란시스코, 샌타바버라, 몬터레이, 빌라 데 브란치포르테(나중에 버려져 샌타크루즈가 됨), 그리고 산호세의 푸에블로는 모두 캘리포니아의 전교회와 프레시디오를 지원하기 위해 설립되었다. 이들은 캘리포니아에 있는 유일한 마을(푸에블로)이었다.
1804년, 프란시스코 팔루가 바하 캘리포니아의 도미니코회 전교회와 알타 캘리포니아의 프란치스코회 전교회 사이를 나눈 선례에 따라 라스 캘리포니아스 속주는 두 개의 영토 행정 구역으로 나뉘었고, 미션 산 미겔 아르캉헬 데 라 프론테라 (티후아나강 계곡과 현대의 메히칼리를 포함) 북쪽의 모든 캘리포니아 땅을 통치했으며, 몬터레이를 새로운 영토의 수도로 삼았다.

### 멕시코 시대 (1821년 ~ 1848년)

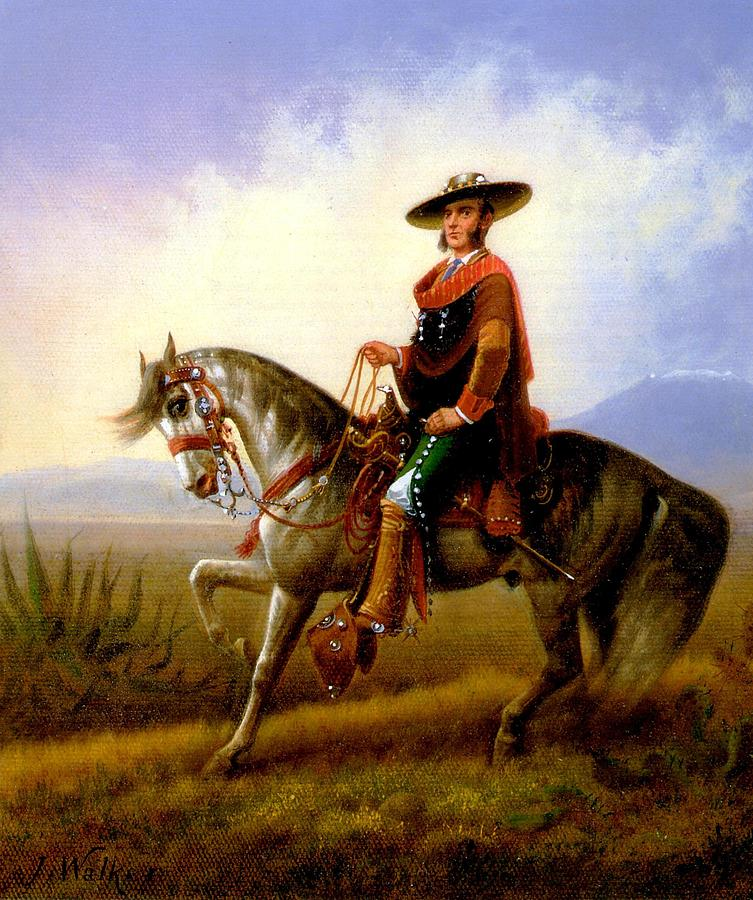
전통적인 바케로 복장을 한 칼리포르니오의 초상화. 칼리포르니오들은 1833년 멕시코 세속화법 이후 캘리포니아의 목장 설립으로 엄청난 혜택을 받았다.

1821년, 멕시코는 스페인으로부터 독립하여 처음에는 멕시코 제1제국이 되었고, 그 다음에는 멕시코 공화국이 되었다. 알타 캘리포니아는 완전한 주가 아닌 영토가 되었다. 영토 수도는 몬터레이에 남아 있었고, 주지사가 행정 관리가 되었다.
독립 후 멕시코는 1848년까지 27년 동안 약 40번의 정부 변화가 있었는데, 이는 평균 정부 지속 기간이 7.9개월이었다는 것을 의미한다. 알타 캘리포니아에서 멕시코는 넓고 인구가 희박하며 가난하고 낙후된 지방을 물려받았으며, 멕시코 국가에 거의 또는 전혀 순 세입을 지불하지 않았다. 또한 알타 캘리포니아는 전교회 인구가 급격히 감소하면서 쇠퇴하는 전교회 시스템을 가지고 있었다.
전체 인구 중 항상 소수였던 알타 캘리포니아 정착민의 수는 캘리포니아의 칼리포르니오 인구에서 출생아 수가 사망자 수보다 많아지면서 서서히 증가했다. 1781년 데 안사 트레일이 콜로라도강을 건너는 것이 폐쇄된 후 멕시코로부터의 이민은 거의 모두 선박을 통해 이루어졌다. 캘리포니아는 계속해서 인구가 희박하고 고립된 영토로 남아 있었다.

#### 무역 정책
멕시코가 알타칼리포르니아주를 장악하기 전에도 외국인과의 무역을 금지하는 부담스러운 스페인 규칙은 쇠퇴하는 스페인 함대가 무역 금지 정책을 강제할 수 없게 되면서 무너지기 시작했다. 정착민들과 그들의 후손(나중에 칼리포르니오라고 불림)들은 새로운 상품, 완제품, 사치품, 기타 상품을 거래하기를 열망했다. 멕시코 정부는 외국 선박과의 무역 금지 정책을 폐지했고 곧 정기적인 무역 여행이 이루어졌다.
또한, 많은 유럽인과 미국인이 멕시코 시민으로 귀화하여 초기 캘리포니아에 정착했다. 이들 중 일부는 멕시코 시대에 목장주이자 상인이 되었는데, 아벨 스턴스와 같은 인물들이 있다.

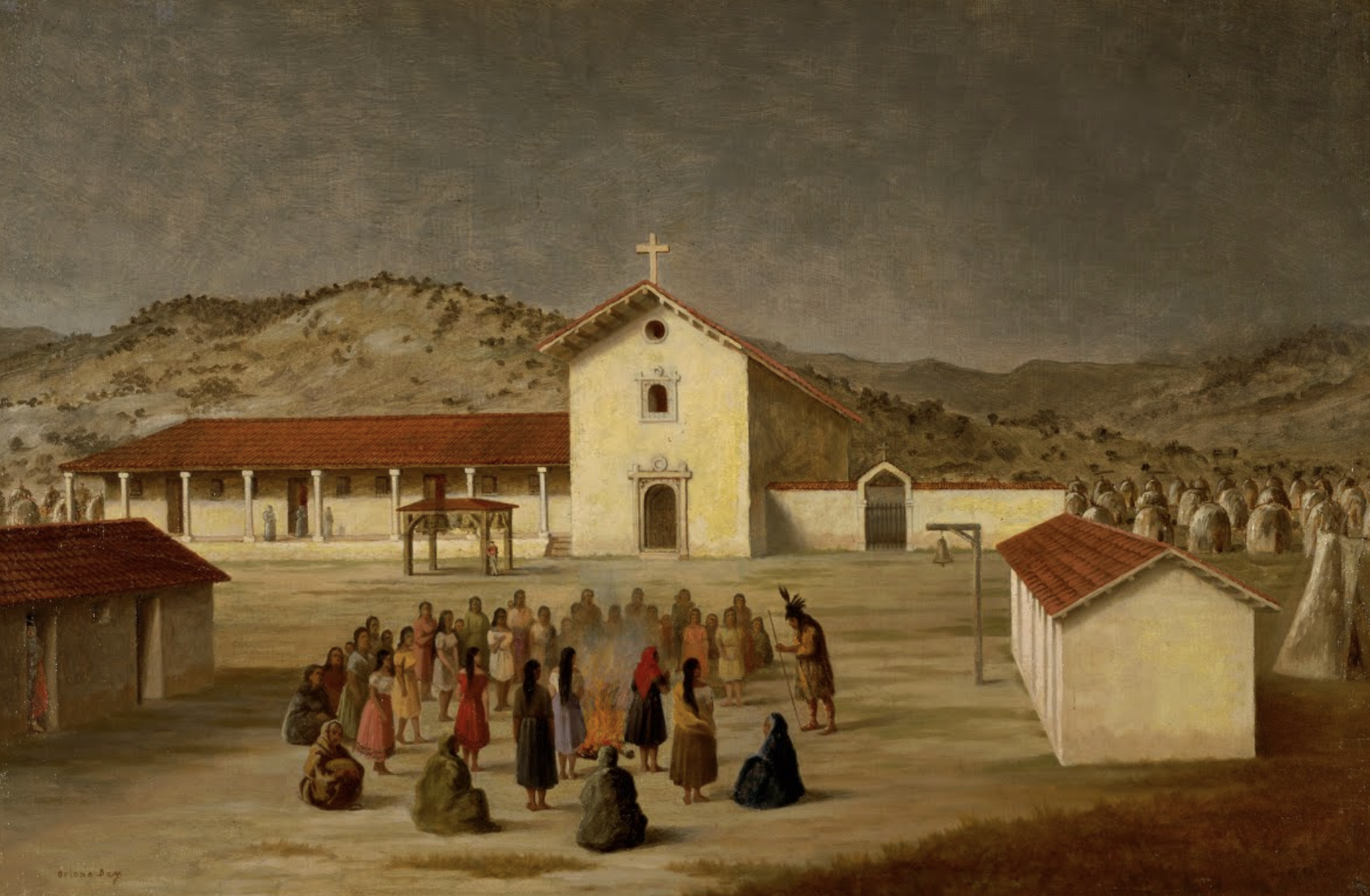
1823년 루이스 안토니오 아르구엘로 총독의 명령으로 설립된 미션 산 프란시스코 솔라노는 캘리포니아에 설립된 마지막 전교회였다.

소 가죽과 탤로, 그리고 해양 포유류 모피 및 기타 상품들은 상호 이익이 되는 무역에 필요한 무역 품목을 제공했다. 최초의 미국, 영국, 러시아 무역선들은 1820년 몇 년 전에 캘리포니아에 처음 나타났다. 리처드 헨리 다나 주니어의 고전적인 책 《돛대 앞의 2년》은 이 무역에 대한 좋은 직접적인 설명을 제공한다. 1825년부터 1848년까지 캘리포니아로 여행하는 선박의 평균 수는 연간 약 25척으로 증가했는데, 이는 1769년부터 1824년까지의 연평균 2.5척에 비해 크게 증가한 것이다.
거래 목적의 주요 입항항은 몬터레이였으며, 최대 100%의 관세(관세)가 부과되었다. 이러한 높은 관세는 선주들에게 더 많은 이익을 남기고 고객들에게는 상품 가격을 낮출 수 있었기 때문에 많은 뇌물 수수와 밀수를 유발했다. 본질적으로 캘리포니아 정부(거의 없었지만)의 모든 비용은 이러한 관세로 충당되었다. 이 점에서 그들은 1850년 미국의 경우와 매우 유사했는데, 미국 연방 정부 수입의 약 89%가 수입 관세에서 나왔지만, 평균 세율은 약 20%였다.

#### 전교회 시스템의 세속화
너무나 많은 미션 인디언들이 홍역, 디프테리아, 천연두, 매독 등 가혹한 환경과 질병에 노출되어 사망하여, 때로는 내륙의 새로운 마을로 습격하여 인디언 여성의 공급을 보충하기도 했다. 이러한 사망자 증가는 생존한 인디언 인구의 매우 낮은 출생률을 동반했다. 크렐에 따르면, 1832년 12월 31일 기준으로 미션 프란치스코회 신부들은 총 87,787건의 세례와 24,529건의 결혼을 집전했으며, 63,789건의 사망을 기록했다.
만약 크렐의 숫자가 믿을 수 있다면 (다른 사람들은 매우 다른 숫자를 가지고 있다) 미션 인디언 인구는 약 1800년에 약 87,000명의 최고치에서 1832년에는 약 14,000명으로 감소했고 계속해서 감소했다. 전교회는 인디언 개종자 수가 급격히 줄고 사망자 수가 출생자 수를 크게 초과하면서 점점 더 어려움을 겪게 되었다. 인디언 출생 대 사망 비율은 사망자당 0.5 미만의 인디언 출생으로 추정된다.
처음에 구상된 전교회는 일반 교구로 전환되기 전 약 10년 동안만 지속될 예정이었다. 1834년 캘리포니아 전교회가 폐지되었을 때, 일부 전교회는 66년 이상 존재했지만, 미션 인디언들은 여전히 자립적이지 못했고, 스페인어에 능숙하지 못했으며, 완전히 가톨릭 신자도 아니었다. 폭력적인 정착민 식민주의에 대한 원주민들의 저항과 봉기는 캘리포니아 원주민 인구의 심각하고 지속적인 감소에도 불구하고 전교회 전역에 걸쳐 광범위하게 퍼져 있었다. 1834년 멕시코는 가톨릭 교회가 전교회 재산의 대부분을 포기해야 한다는 요구에 따라 세속화 절차를 시작했다. 미션 산 후안 카피스트라노는 다음 해인 1834년 8월 9일 피게로아 총독이 "몰수령"을 내렸을 때 이 법률의 영향을 가장 먼저 받았다.
다른 9개 전교회도 곧 이어졌고, 1835년에는 6개가 더 이어졌다. 산 부에나벤투라와 산 프란시스코 데 아시스는 각각 1836년 6월과 12월에 마지막으로 폐쇄되었다. 프란치스코회는 그 직후 대부분의 전교회를 버리고, 가져갈 수 있는 귀중품은 거의 다 가져갔다. 그 후 지역 주민들은 일반적으로 전교회 건물을 건축 자재, 가구 등을 위해 약탈하거나, 전교회 건물이 다른 용도로 사용하기 위해 팔렸다.
이러한 방치에도 불구하고, 산 후안 카피스트라노, 산 디에기토, 그리고 라스 플로레스의 인디언 마을은 에체안디아 주지사의 1826년 선언에 따라 일부 미션을 새로운 푸에블로로 전환할 수 있도록 허용하는 조항 덕분에 한동안 계속되었다. 미션이 세속화된 후, 살아남은 미션 인디언들은 미션의 무급 노동자에서 약 500개의 대규모 칼리포르니오 소유 목장의 무급 노동자와 바케로(카우보이)로 전환되었다.

#### 목장 허가

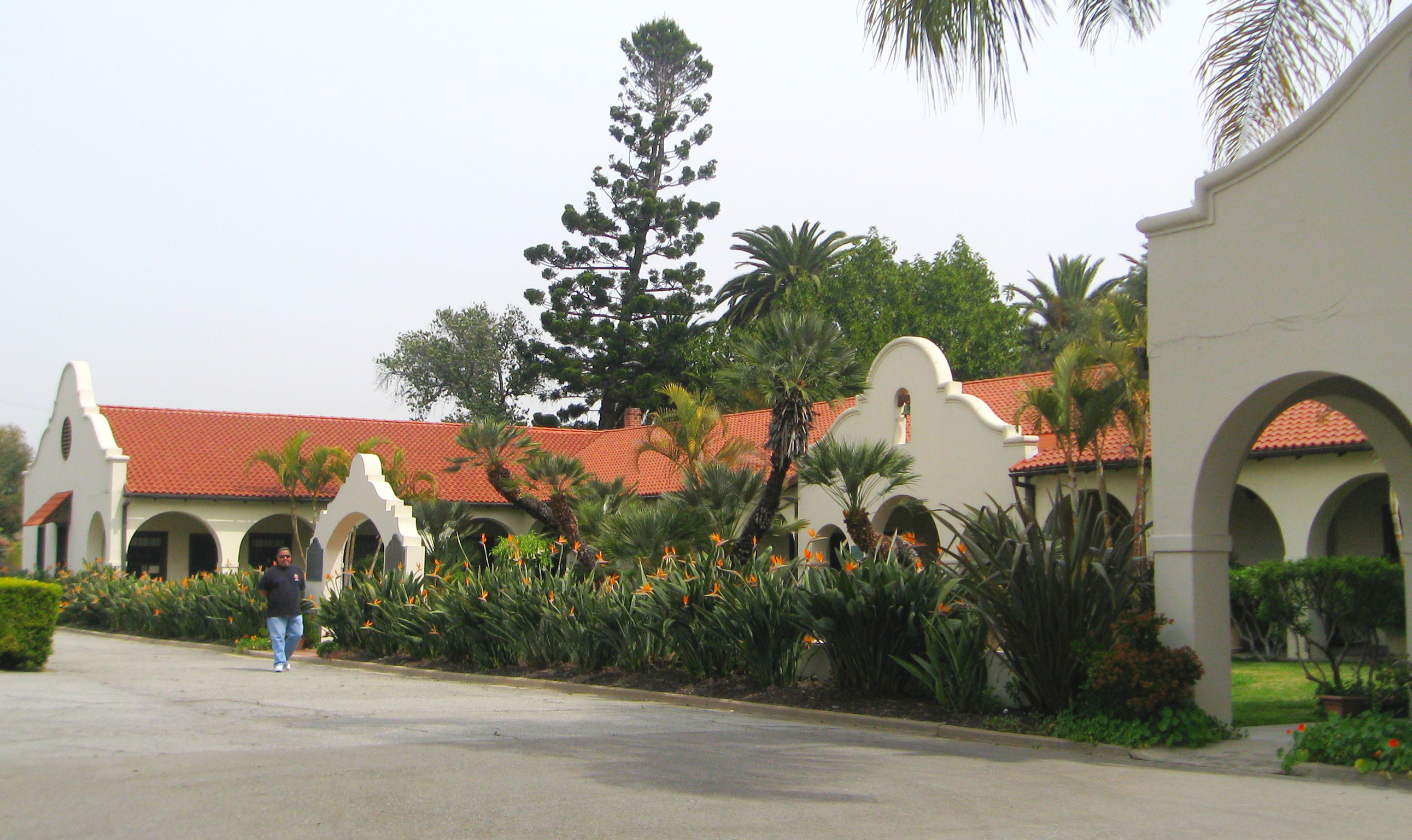
마누엘 도밍게스는 1826년에 란초 산 페드로에 도밍게스 란초 아도베를 지었다.

알타 캘리포니아가 멕시코 주의 일부가 되기 전, 이미 알타칼리포르니아주 전역에 약 30개의 스페인 토지 허가증이 프레시디오 병사들과 정부 관리들, 그리고 알타 캘리포니아 주지사들의 친구와 가족들(그 중 일부는 1775년 안사 원정 초기 정착민의 손자들)에게 주어졌다. 1824년 멕시코 식민지법은 캘리포니아에서 토지 허가증을 청원하는 규칙을 확립했고, 1828년까지 토지 허가증을 확립하는 규칙이 멕시코 레글라멘토(규정)에 명문화되었다. 이 법들은 프란치스코회 미션의 독점을 깨고 토지 허가증을 더 쉽게 얻을 수 있게 하여 캘리포니아로 추가 정착민들이 올 수 있도록 길을 열고자 했다.
선교가 세속화되었을 때, 선교 재산과 가축은 주로 선교 인디언들에게 할당될 예정이었다. 실제로는 거의 모든 선교 재산과 가축은 주지사들에 의해 허가된 약 455개의 대규모 목장에 인수되었는데, 대부분 친구와 가족에게 저렴하거나 무료로 주어졌다. 목장 소유주들은 약 8,600,000 에이커 (35,000 km2)를 주장했으며, 각각 평균 약 18,900 에이커 (76 km2)에 달했다. 이 토지는 거의 모두 해안에서 약 30 마일 (48 km) 이내의 이전 선교지에 분배되었다.

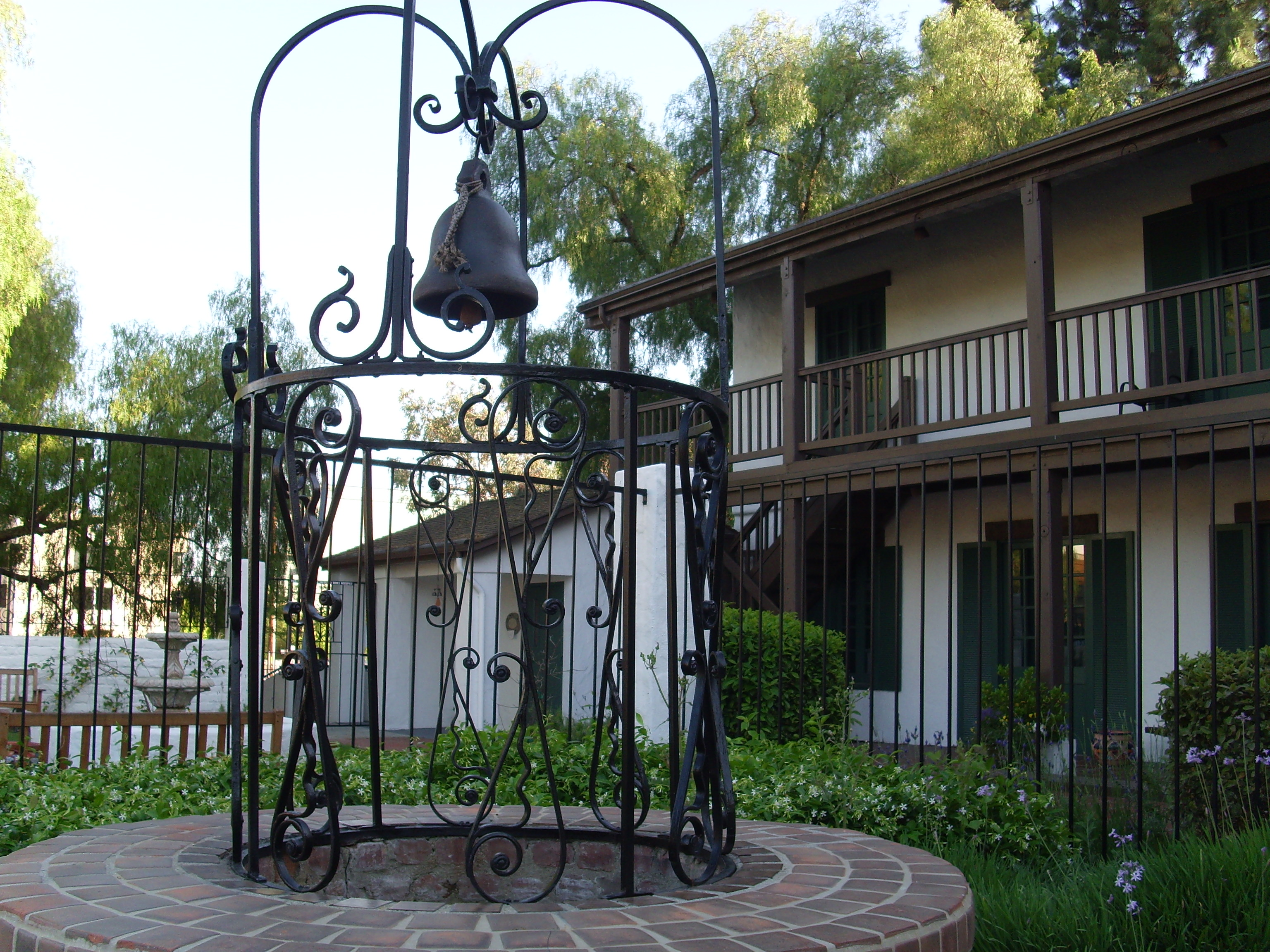
1835년 살비오 파체코가 란초 몬테 델 디아블로에 지은 파체코 아도베.

멕시코의 토지 허가증은 5년 동안 정착하고 경작할 때까지 잠정적이었고, 종종 경계가 매우 불확실하고 때로는 소유권 주장이 상충되기도 했다. 각 목장의 경계는 거의 측량되거나 표시되지 않았고, 종종 시간이 지남에 따라 변하는 지역 지형에 의존했다. 정부가 수입 관세에 의존하여 수입을 얻었기 때문에, 사실상 재산세가 없었다. 미국 주로 편입될 때 도입된 재산세는 큰 충격이었다. 허가받은 사람은 승인 없이 토지를 세분화하거나 임대할 수 없었다.
목장 소유자들은 웅장하게 살려고 노력했고, 그 결과는 남작 영지와 비슷했다. 선교에 의해 설립된 많은 농업, 포도원, 과수원은 급격히 감소하는 선교 인디언 인구가 더 적은 식량을 필요로 하고 선교사와 선교를 지원하는 병사들이 사라지면서 황폐해졌다. 새로운 목장과 서서히 증가하는 푸에블로는 대부분 먹을 만큼의 식량만 재배하고, 가끔 캘리포니아 항구에 들러 무역을 하거나 신선한 물을 얻고 장작을 보충하며 신선한 채소를 얻는 고래잡이 선박과 무역을 했다.

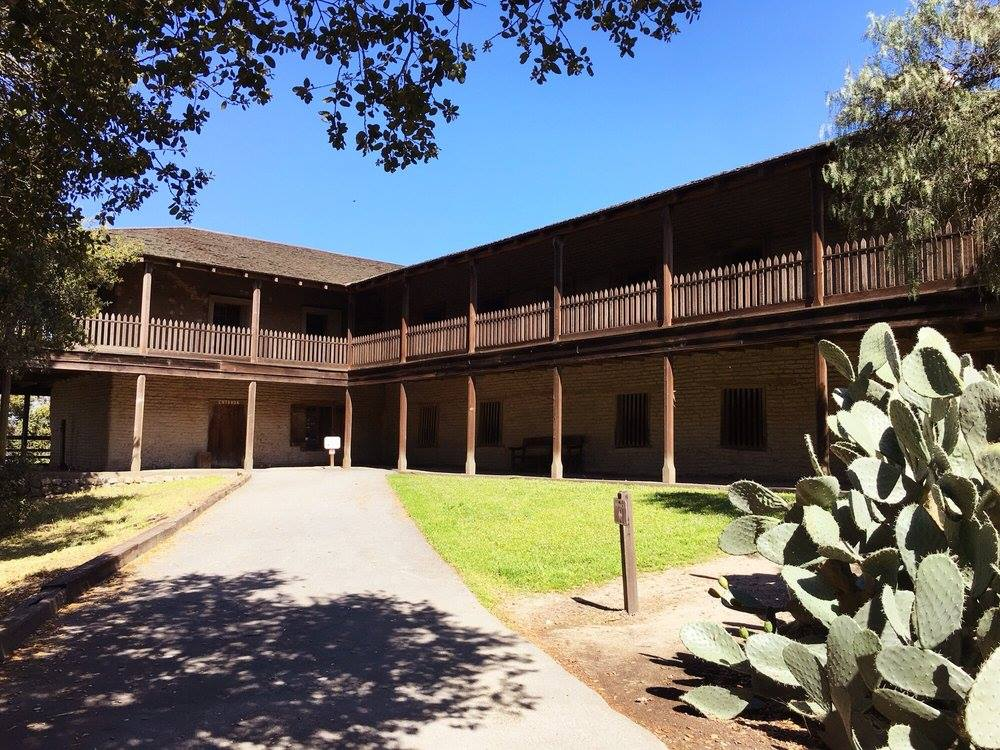
1836년 마리아노 과달루페 발레이오 장군이 란초 페탈루마에 지은 페탈루마 아도베.

이 목장들의 주요 생산물은 소 가죽(캘리포니아 그린백이라고 불림)과 탤로(양초와 비누를 만드는 데 사용되는 정제된 지방)였으며, 이는 다른 완제품 및 상품과 교환되었다. 이 가죽-탤로 무역은 주로 보스턴에 기반을 둔 선박에 의해 이루어졌는데, 이들은 혼곶을 돌아 14,000 마일 (23,000 km)에서 18,000 마일 (29,000 km)를 여행하여 완제품 및 상품을 가져와 칼리포르니오 목장들과 가죽과 탤로를 교환했다. 가죽과 탤로를 제공하는 소와 말은 사실상 야생에서 자랐다.
1845년까지 알타 캘리포니아 주의 비원주민 인구는 약 1,500명의 스페인 및 라틴 아메리카 태생 성인 남성과 약 6,500명의 여성 및 캘리포니아 태생 자녀(칼리포르니오가 됨)로 구성되었다. 이 스페인어 사용자들은 주로 샌디에고에서 북쪽으로 산타바바라까지 주의 남반부에 거주했다. 또한 약 1,300명의 미국 이민자와 다양한 배경의 500명의 유럽 이민자가 있었다. 이들은 거의 모두 성인 남성이었으며, 대다수는 몬터레이에서 북쪽으로 소노마, 동쪽으로 시에라네바다 산기슭까지의 중앙 및 북부 캘리포니아에 거주했다.
대규모 비해안 토지 허가는 1839년에 미래의 새크라멘토 시 근처에 대규모 토지 허가를 받은 존 서터에게 주어졌으며, 그는 이곳을 "누벨 헬베티아"("신 스위스")라고 불렀다. 그곳에서 그는 포트 로스의 많은 무기를 갖춘 광범위한 요새를 건설했는데, 이는 러시아인들이 그 요새를 버렸을 때 외상으로 구입한 것이었다. 서터스 요새는 캘리포니아 센트럴밸리의 첫 번째 비-원주민 공동체였다. 서터스 요새는 1839년부터 약 1848년까지 캘리포니아의 주요 농업 및 무역 식민지였으며, 종종 캘리포니아 가도 여행자들을 캘리포니아로 환영하고 지원했다. 서터스 요새 또는 그 근처의 정착민들 대부분은 미국에서 온 새로운 이민자들이었다.

### 캘리포니아 정복 (1846–1847)

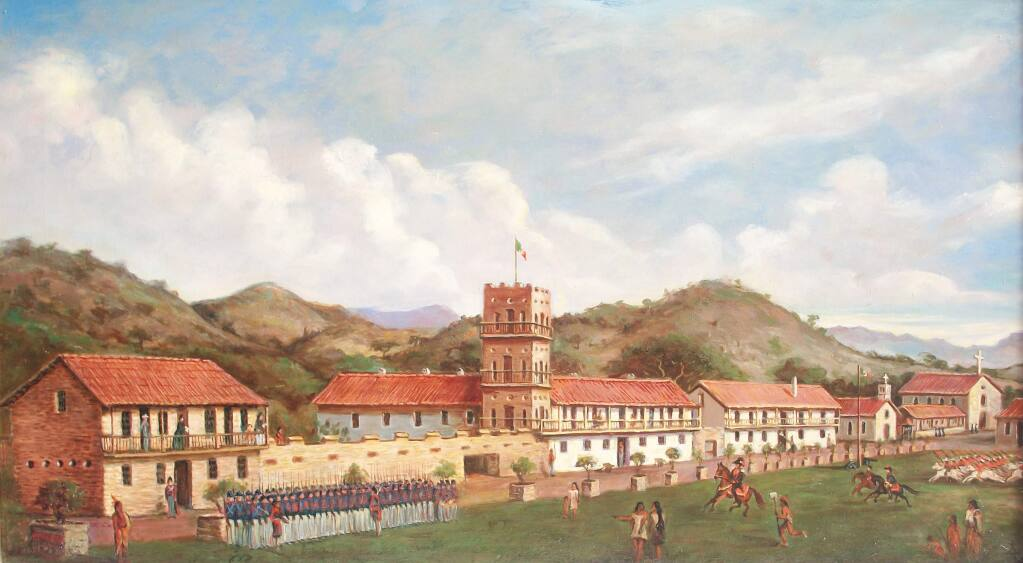
1846년 소노마에서 병력을 사열하는 마리아노 과달루페 발레이오 장군.

미국과 멕시코 간의 적대 행위는 부분적으로 멕시코와 텍사스 공화국 간의 영토 분쟁, 그리고 나중에 1845년 미국의 텍사스 합병으로 촉발되었다. 미국과 멕시코 군대 간의 여러 전투로 인해 미국 의회는 1846년 5월 13일 멕시코에 대한 전쟁 선포를 발표했으며, 멕시코-미국 전쟁이 시작되었다. 분쟁 소식은 약 한 달 후에 알타 캘리포니아에 도달했다.
캘리포니아에서 미국이 사용할 수 있는 주요 병력은 태평양 전대 소속 함선에 탑승한 푸른색 재킷을 입은 수병과 미국 해병대였다. 텍사스와 다른 영토를 놓고 멕시코와의 전쟁이 매우 가능하다고 추측한 미국 해군은 1845년에 미국의 이익을 보호하기 위해 몇 척의 추가 해군 함선을 태평양에 보냈다. 동부 해안에서 혼곶을 돌아 남미를 거쳐 캘리포니아까지 17,000-마일 (27,000 km)가 넘는 거리를 이동하는 데 배는 평균 약 200일이 걸렸다.
멕시코와의 전쟁이 시작되었을 때 캘리포니아 근처의 미 해군 태평양 전대에는 5척의 함선이 있었다. 1846년과 1847년에 이는 13척의 해군 함선으로 증가했는데, 이는 미 해군이 보유한 함선의 절반 이상이었다. 당시 캘리포니아에 있던 유일한 다른 미군 병력은 존 C. 프리몬트 대위의 미국 육군 지형 공병대 탐험대에 소속된 약 30명의 군사 지형학자 등과 30명의 산악인, 안내자, 사냥꾼 등이었다. 그들은 1846년 6월 초에 전쟁이 임박했고 소노마 (캘리포니아주)에서 이미 반란이 시작되었다는 소식을 듣고 현재의 오리건으로 가는 길에 캘리포니아를 떠나고 있었다.

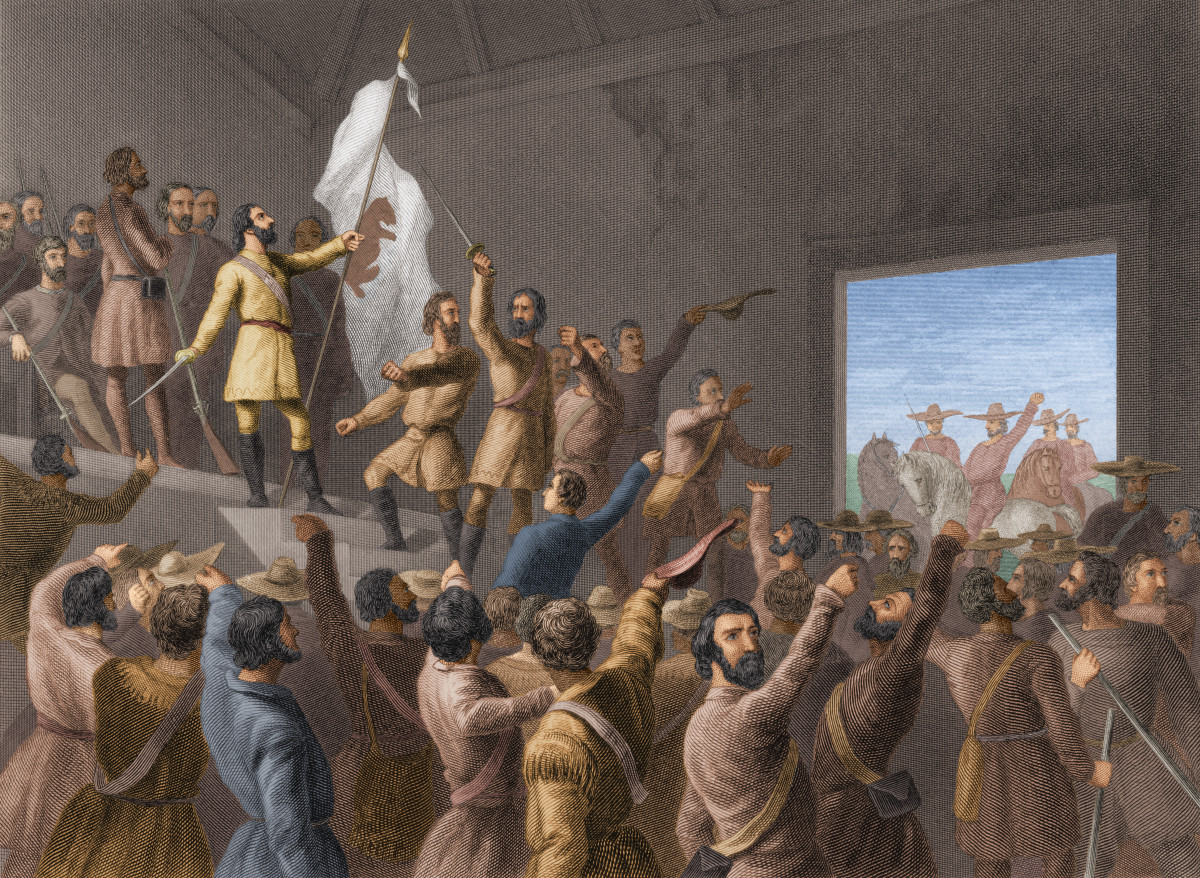
1846년 곰 깃발 반란은 캘리포니아 공화국을 선포하고 미국의 캘리포니아 정복을 예고했다.

캘리포니아에 새로 도착한 정착민들에 대한 칼리포르니오의 군사 행동 가능성에 대한 소문(1840년에 이미 일어났던 일)을 듣고, 일부 정착민들은 소노마, 캘리포니아의 작은 칼리포르니오 수비대를 무력화하기로 결정했다. 1846년 6월 15일, 주로 미국 시민들인 약 30명의 정착민들은 반란을 일으켜 한 발도 쏘지 않고 소노마의 작은 칼리포르니오 수비대를 점령하고 새로운 캘리포니아 공화국 정부를 선포했다. 이 반란 소식을 들은 프리몬트와 그의 탐험대는 캘리포니아로 돌아왔다. 이 "공화국"은 실제 권한을 행사하지 못했고, 미 정부의 통제를 받아들인 후 불과 26일 만에 해체되었다.
전 해군 군의관 윌리엄 M. 우드와 마사틀란 주재 미국 영사 존 패럿은 1846년 5월 10일 과달라하라 (멕시코)에 도착했다. 그곳에서 그들은 미국과 멕시코 군대 간의 진행 중인 적대 행위에 대한 소식을 듣고, 당시 멕시코 마사틀란에 머물고 있던 태평양 전대 사령관인 준장 존 D. 슬로트에게 특수 사절을 통해 메시지를 보냈다. 1846년 5월 17일, 이 사절의 메시지는 슬로트 준장에게 미국과 멕시코 간의 적대 행위가 시작되었음을 알렸다.

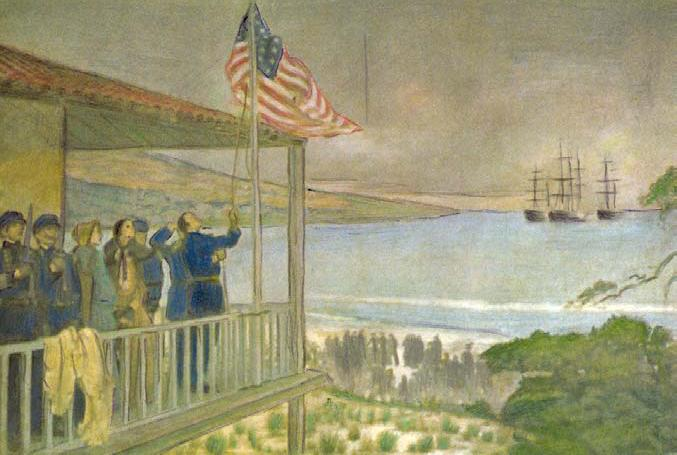
몬터레이 전투에서 승리한 후 옛 몬터레이 세관 위에 미국 국기를 게양하는 군대.

존 D. 슬로트 준장과 그의 함선 4척은 당시 멕시코 마사틀란 항구에 정박해 있었다. 소식을 들은 슬로트 준장은 기함인 프리깃함 Savannah와 슬루프 Levant (1837)를 몬터레이 항구로 파견했고, 이들은 1846년 7월 2일에 도착했다. 그들은 이미 그곳에 있던 슬루프 Cyane와 합류했다. 미국인들은 영국이 채권자들을 만족시키기 위해 캘리포니아를 합병하려고 시도할지도 모른다는 두려움을 가지고 있었다. 캘리포니아 연안에 주둔한 영국 태평양 전대의 함대는 미국 함대보다 함선, 대포, 병력 면에서 더 강했다. 명백히 영국은 칼리포르니오와 미국 사이에 적대 행위가 발생할 경우 개입할지 여부에 대한 명령을 받지 않았고, 새로운 명령을 요청하는 데는 영국까지 메시지를 보내고 다시 받는 데 18개월에서 24개월이 걸렸을 것이다. 결국 영국은 미국이 이 지역을 합병하는 것을 해안에서 지켜보기만 했다.
처음에는 캘리포니아의 누구도 기능 장애와 비효율적인 멕시코 정부를 대체하는 것에 대해 저항이 거의 없었다. 멕시코 정부는 1846년까지 존재한 지 24년 만에 이미 40명의 대통령을 배출했다. 대부분의 새로운 정착민과 칼리포르니오는 중립적이거나 적극적으로 반란을 지지했다. "로스 오소스"라고 불리는 독립적인 집단이 소노마에 캘리포니아 공화국의 "곰 깃발"을 게양했다. 이 공화국은 프리몬트가 돌아와 6월 23일 윌리엄 B. 이데, 곰 깃발 반란의 지도자로부터 통제권을 넘겨받기 전까지 25일 이상 존재하지 않았다. 오늘날의 캘리포니아 주기는 이 곰 깃발을 기반으로 하며 여전히 "캘리포니아 공화국"이라는 문구를 포함하고 있다. 존 A. 서터와 그의 부하들, 그리고 서터스 요새의 보급품이 반란에 합류했다.

#### 미국의 해안 항구 및 도시 점령

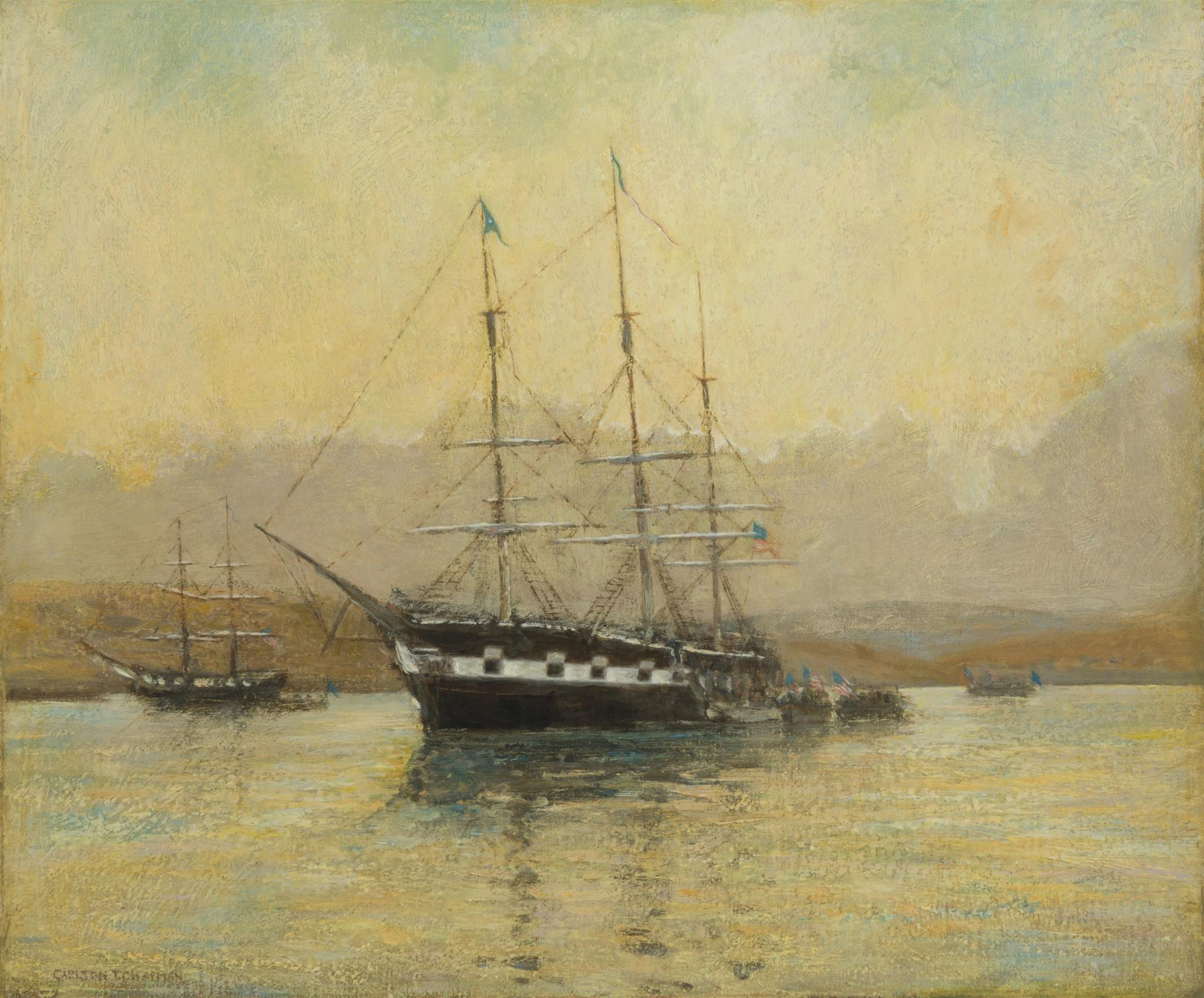
1846년 에 의한 샌디에고의 미국 점령

1846년, 미 해군은 전쟁 발생 시 모든 캘리포니아 항구를 점령하라는 명령을 받았다. 태평양 전대 함선에는 약 400~500명의 미국 해병대원과 미 해군 푸른 재킷 수병이 지상 작전 투입이 가능했다. 캘리포니아 소노마에서 발생한 곰 깃발 반란 소식과 조지 S. 시모어 경이 이끄는 2,600톤, 600명의 영국 영국 왕립 해군 전함 HMS Collingwood 기함이 몬터레이 항구 외곽에 도착했다는 소식을 들은 슬로트 준장은 마침내 행동에 나섰다. 1846년 7월 7일, 전쟁 선포 7주 후, 슬로트 준장은 몬터레이만에 있던 태평양 전대 소속 함선 USS Savannah와 슬루프 Cyane, Levant의 함장들에게 몬터레이(알타 캘리포니아의 수도)를 점령하라고 지시했다. 50명의 미국 해병대원과 약 100명의 푸른 재킷 수병이 상륙하여 별다른 저항 없이 도시를 점령했다. 이전에 주둔했던 소수의 칼리포르니오 병력은 이미 도시를 떠난 상태였다. 그들은 한 발도 쏘지 않고 미국 국기를 게양했다. 유일하게 발사된 총성은 항구에 있던 각 미 해군 함선이 새로운 미국 국기에 발사한 21발의 예포였다. 영국 함선들은 관찰했지만 아무런 조치도 취하지 않았다.
버려진 프레시디오와 미션 샌프란시스코 데 아시스(미션 돌로레스)는 샌프란시스코에 있었으며, 당시에는 예르바 부에나라고 불렸는데, 1846년 7월 9일 슬루프 USS Portsmouth의 미국 해병대원과 미 해군 수병들에 의해 한 발도 쏘지 않고 점령되었다. 민병대 대위 토머스 팔론은 샌타크루즈에서 약 22명의 소규모 병력을 이끌고 1846년 7월 11일 피 한 방울 흘리지 않고 작은 마을인 푸에블로 데 산호세를 점령했다. 팔론은 존 D. 슬로트 준장으로부터 미국 국기를 받아 7월 14일 푸에블로 위에 게양했다. 1846년 7월 15일, 준장 슬로트는 샌드위치 제도(하와이)에서 스톡턴의 배인 프리깃함 USS Congress이 도착하자 태평양 전대 지휘권을 로버트 F. 스톡턴 준장에게 이양했다.

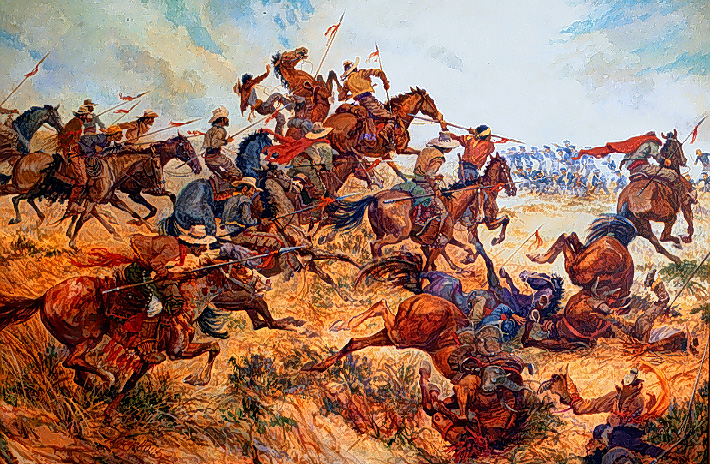
1846년 산 파스쿠알 전투.

스톡턴은 훨씬 더 공격적인 지도자로서, 프리몬트에게 프리몬트의 병사, 스카우트, 안내원 및 기타 인원과 자원 민병대(많은 수가 이전 곰 깃발 반란군이었다)의 합동 부대를 조직하도록 요청했다. 이 부대는 캘리포니아 대대라고 불렸고, 미군에 편성되어 정규군 급여를 받았다. 7월 19일, 프리몬트의 새로 형성된 "캘리포니아 대대"는 약 160명의 병력으로 증강되었다. 이 병력에는 프리몬트의 30명의 지형측량병과 그들의 30명의 스카우트 및 사냥꾼, 미 해병대 중위 아치볼드 H. 길레스피, 2문의 대포를 다룰 미 해군 장교, 서터가 훈련시킨 인디언 부대, 그리고 여러 다른 나라에서 온 많은 영구 캘리포니아 정착민뿐만 아니라 미국 정착민들도 포함되었다. 캘리포니아 대대원들은 주로 빠르게 항복하는 캘리포니아 마을을 수비하고 질서를 유지하는 데 사용되었다.
해군은 샌프란시스코에서 해안을 따라 내려가면서 저항 없이 항구를 점령했다. 작은 푸에블로(마을)인 샌디에고는 1846년 7월 29일 한 발의 총성도 없이 항복했다. 작은 푸에블로인 샌타바버라는 1846년 8월 한 발의 총성도 없이 항복했다.

#### 로스앤젤레스 점령

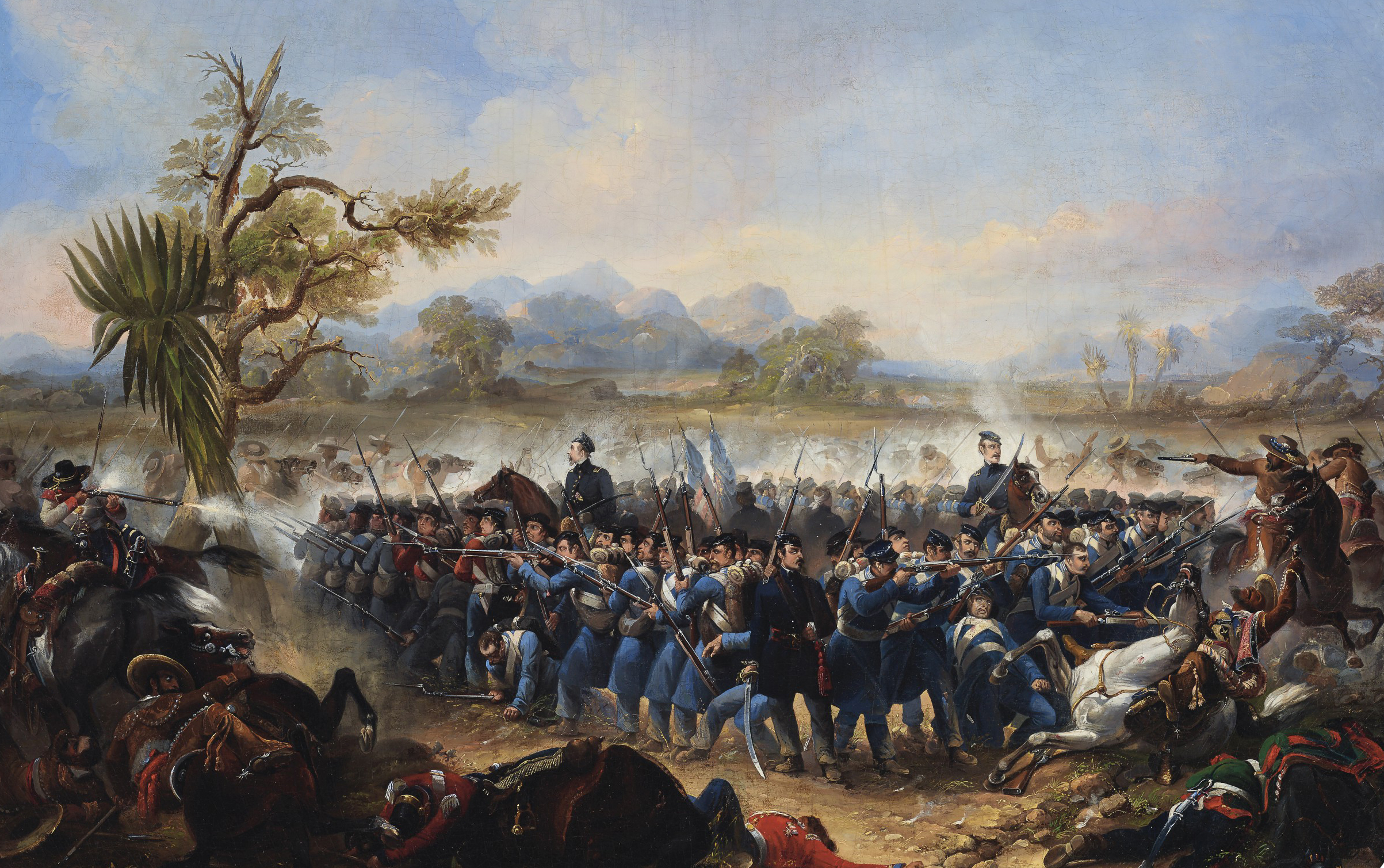
1847년 산 가브리엘강 전투는 알타 캘리포니아 미군 작전의 결정적인 승리였다.

1846년 8월 13일, 미 해병대, 푸른 재킷 수병, 프리몬트의 캘리포니아 대대 일부로 구성된 합동 부대가 USS Cyane에 의해 운반되어 깃발을 휘날리고 군악대가 연주하며 캘리포니아 푸에블로 데 로스앤젤레스에 진입했다. 프리몬트의 캘리포니아 대대 부사령관인 미 해병대 대위 아치볼드 H. 길레스피는 40~50명의 불충분한 병력으로 알타 캘리포니아에서 가장 큰 도시인 로스앤젤레스(약 3,500명)를 점령하고 질서를 유지하도록 남겨졌다. 칼리포르니오 정부 관리들은 이미 알타 캘리포니아를 떠난 상태였다.
1846년 9월, 칼리포르니오의 호세 마리아 플로레스, 호세 안토니오 카리요, 앙드레 피코는 지난 달 로스앤젤레스에 대한 미국의 침공에 저항하는 캠페인을 조직하고 이끌었다. 그 결과, 수적으로 열세였던 미군 병력은 다음 몇 달 동안 도시를 철수했다. 다음 4개월 동안 미군은 산 파스쿠알 전투(샌디에고, 캘리포니아), 도밍게스 목장 전투(로스앤젤레스 근처), 산 가브리엘 강 전투(로스앤젤레스 근처)에서 칼리포르니오 창병대와 소규모 교전을 벌였다. 로스앤젤레스 저항이 시작된 후, 미군 캘리포니아 대대는 약 400명의 병력으로 확장되었다.
1847년 1월 초, 미 해병대, 미 해군 수병, 1846년 12월 힐러강 트레일을 통해 도착한 스티븐 W. 카니 장군의 80명의 미국 육군 드라군(기병), 그리고 프리몬트 캘리포니아 대대 2개 중대 약 600명의 합동 부대가 몇 차례의 매우 작은 교전(주로 기싸움) 끝에 로스앤젤레스를 재점령했다. 최초의 미군 퇴각 4개월 후, 같은 미국 국기가 다시 로스앤젤레스 상공에 휘날렸다. 캘리포니아에서의 사소한 무장 저항은 1847년 1월 13일 칼리포르니오들이 카우엥가 조약에 서명하면서 중단되었다. 비공격 약속을 지키지 않은 것에 대한 미국인들의 가능한 처벌을 우려했던 약 150명의 칼리포르니오들은 약 300마리의 말을 모아 유마 크로싱 힐러강 트레일을 통해 멕시코 소노라로 후퇴했다. 1845년 멕시코로부터 캘리포니아의 통제권을 빼앗았던 칼리포르니오들은 이제 새롭고 훨씬 더 안정적인 정부를 갖게 되었다.

#### 카우엥가 조약 이후

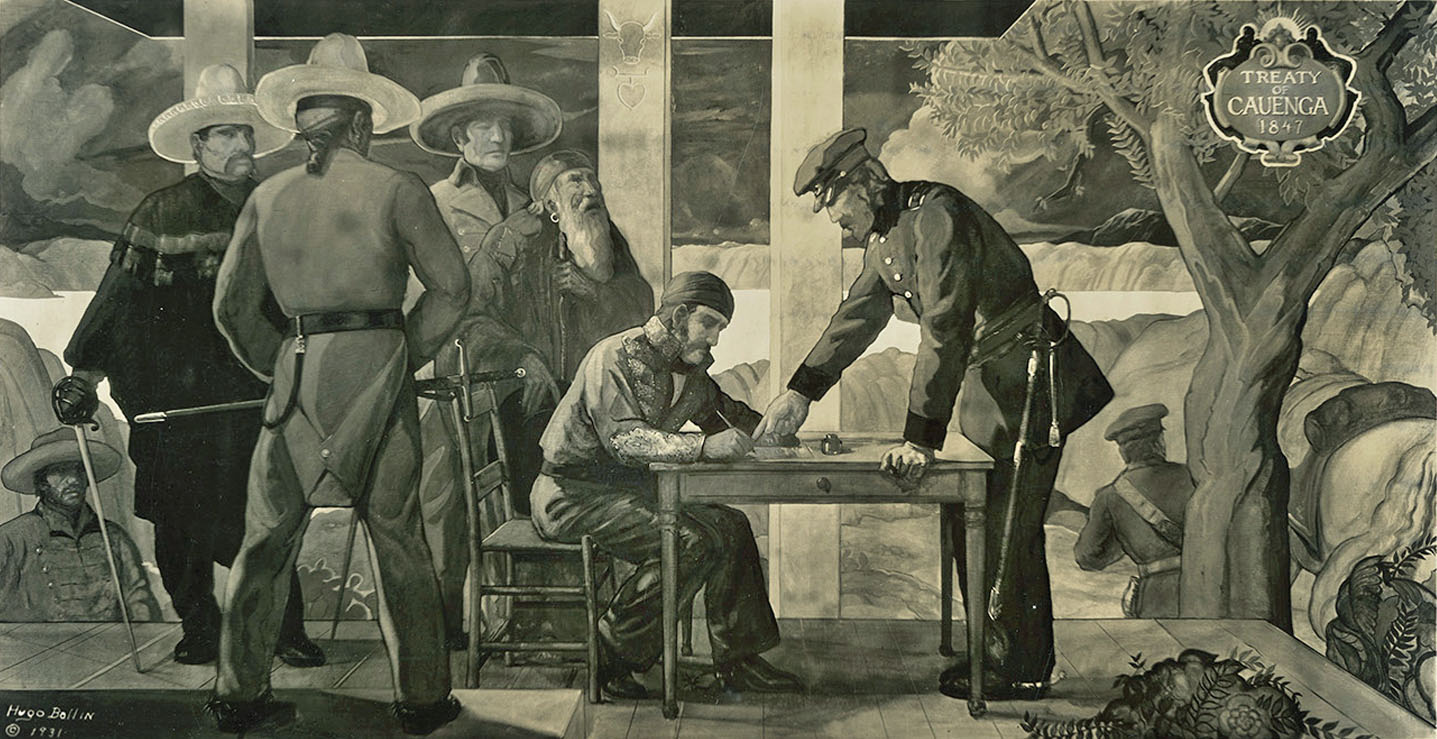
1847년 캄포 데 카우엥가에서 칼리포르니오 장군 앙드레 피코와 미군 장군 존 C. 프리몬트가 서명한 카우엥가 조약은 미국의 승리 아래 휴전을 선포했다. 1년 후인 1848년에 서명된 과달루페 이달고 조약은 공식적으로 멕시코-미국 전쟁을 종식시키고 공식적으로 알타칼리포르니아주를 미국에 할양했다.

1847년 초 카우엥가 조약이 체결된 후, 태평양 전대는 바하칼리포르니아반도의 모든 도시와 항구를 점령하고 찾을 수 있는 모든 멕시코 태평양 해군 함선을 침몰시키거나 나포했다. 바하 캘리포니아는 이어진 과달루페 이달고 조약 협상에서 멕시코로 반환되었다. 캘리포니아는 1847년 1월 카우엥가 조약 체결 이후 미국의 통제 하에 있었으며, 1848년에 체결된 과달루페 이달고 조약으로 미국에 공식적으로 합병되고 대가가 지불되었다.
1847년 1월 13일 카우엥가 조약 체결로 적대 행위가 중단된 후, 1847년 1월 22일 스톡턴 준장의 후임인 윌리엄 B. 슈브릭 준장은 54문의 함포와 약 500명의 승무원을 태운 레이지함 USS Independence를 타고 몬터레이에 나타났다. 1847년 1월 27일, 수송선 렉싱턴호는 대령 크리스토퍼 톰킨스 대위가 이끄는 대포 중대 113명의 미국 육군 정규군 병사들을 태우고 캘리포니아 몬터레이에 도착했다.
약 320명의 병력(그리고 소수의 여성)으로 구성된 모르몬 대대의 추가 병력은 적대 행위가 중단된 후 1847년 1월 28일 샌디에고에 도착했다. 그들은 약 2,000 마일 (3,200 km) 떨어진 미주리강의 모르몬교 캠프에서 모집되었다. 이 병력은 캘리포니아에서 무기를 가지고 제대할 것이라는 이해하에 모집되었다. 대부분은 1847년 7월 이전에 제대했다. 조나단 D. 스티븐슨 대령의 뉴욕 자원병 1연대의 약 648명의 병력 형태의 추가 병력은 1847년 3~4월에 도착했다. 이 또한 적대 행위가 중단된 후였다. 탈영과 이동 중 사망 후, 4척의 배가 스티븐슨의 648명의 병력을 캘리포니아로 데려왔다. 처음에 그들은 태평양 전대의 모든 육상 군사 및 주둔지 임무와 모르몬 대대 및 캘리포니아 대대의 주둔지 임무를 인수했다.
뉴욕 자원병 부대는 알타 캘리포니아의 샌프란시스코에서 바하 캘리포니아의 라파스, 멕시코로 배치되었다. 이사벨라호는 1847년 8월 16일 필라델피아에서 100명의 병력을 싣고 출항하여 다음 해인 1848년 2월 18일 캘리포니아에 도착했으며, 스웨덴호가 또 다른 병력 부대를 싣고 도착한 것과 거의 같은 시기였다. 이 병력은 스티븐슨의 뉴욕 자원병 1연대의 기존 부대에 추가되었다. 스티븐슨의 부대는 캘리포니아에서 제대할 것이라는 이해하에 모집되었다. 1848년 1월 말 금이 발견되자 스티븐슨의 많은 병력은 탈영했다.
미국 1850년 캘리포니아 인구조사는 모든 주민의 출생지를 묻고 약 7,300명의 캘리포니아 출생 주민을 발견한다. 샌프란시스코, 컨트라코스타, 산타클라라 군의 미국 인구조사 기록은 샌프란시스코의 많은 화재 중 하나로 소실되거나 불탔다. 샌프란시스코의 약 200명의 히스패닉계(1846년 디렉토리)와 1846년 컨트라코스타 및 산타클라라 군의 알려지지 않은(그러나 1852년 CA 인구조사 재조사에서 소수로 나타남) 히스패닉계의 수를 더하면 적대 행위가 시작되기 전 1846년 주 전체의 히스패닉계는 8,000명 미만이다. 캘리포니아 인디언의 수는 1850년 인구조사에 포함되지 않았기 때문에 알 수 없지만, 대략 50,000명에서 150,000명 사이로 추정된다.

### 미국 시대

#### 임시 정부 (1846–1850)

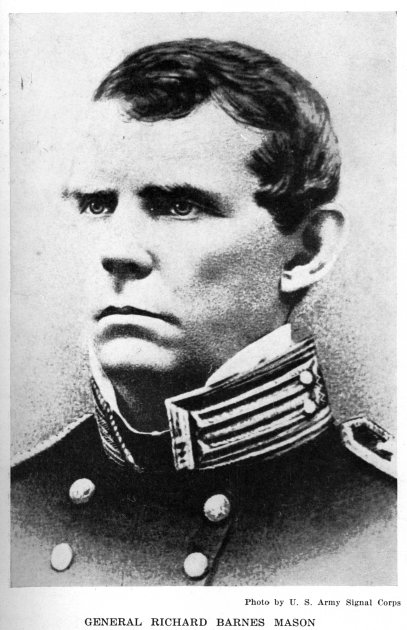
리처드 반스 메이슨 장군은 1847년부터 1849년까지 가장 오랫동안 미국의 캘리포니아 군정장관을 지냈으며, 캘리포니아의 주 편입을 감독했다.

1847년 이후 캘리포니아는 미 육군이 임명한 군정장관과 600명 남짓한 불충분한 병력으로 통제되었다(탈영병으로 인해 많은 어려움을 겪었다). 1850년까지 캘리포니아는 캘리포니아 골드 러시로 인해 비인디언 및 비칼리포르니오 인구가 10만 명을 넘어섰다. 미국 의회에서 노예주 대 비노예주 수에 대한 큰 갈등이 있었음에도 불구하고, 캘리포니아의 크고 급격하며 지속적인 인구 증가와 동부로 수출되는 많은 양의 금은 캘리포니아에 자체 경계를 선택하고, 대표자를 선출하고, 헌법을 작성하며, 대부분의 다른 주에 요구되는 준주 상태를 거치지 않고 1850년에 자유주로 연방에 편입될 수 있는 충분한 영향력을 부여했다.
과달루페 이달고 조약은 1848년 2월에 멕시코-미국 전쟁을 공식적으로 종식시켰다. 1,500만 달러와 멕시코에 대한 미국의 채무 청구권 인수를 대가로, 새로운 텍사스 주의 경계 주장이 해결되었고, 뉴멕시코주, 캘리포니아, 그리고 미래의 여러 미국 남서부 주들의 미정착 영토가 미국의 통제 하에 추가되었다.
1847년부터 1850년까지 캘리포니아는 캘리포니아 주재 고위 군사령관이 임명한 군정장관과 600명이 조금 넘는 불충분한 병력의 통제를 받았다. 이러한 상황은 군에게는 분명히 불안정했는데, 그들은 정부를 수립하고 운영하는 데 대한 성향, 선례, 훈련이 없었기 때문이다. 1845년 3월 4일부터 1849년 3월 4일까지 재임한 제임스 K. 포크 대통령은 1848년 의회에서 캘리포니아를 영토 정부를 가진 준주로 만들려고 시도했고, 1849년에도 다시 시도했지만, 이를 어떻게 수행할지에 대한 구체적인 사항에 대해 의회의 동의를 얻는 데 실패했다. 문제는 자유주 대 노예주 수였다.
베넷 C. 라일리 장군은 멕시코-미국 전쟁 중 베라크루스 공방전과 차풀테펙 전투에 참전했으며 유능한 군사령관으로 평가받았고, 1849년~1850년 캘리포니아의 마지막 군정장관이었다. 더 나은 대표 정부에 대한 대중의 요구에 부응하여, 라일리 장군은 1849년 6월 3일자 공식 선언을 발표하여 헌법 제정 회의와 1849년 8월 1일 대표자 선거를 요구했다.

#### 몬터레이 헌법 제정 회의 (1849)
회의 대표들은 비밀 투표로 선출되었지만, 캘리포니아의 인구 및 거주지에 대한 인구조사 데이터가 부족하여, 대표들은 1년 후인 1850년 미국 캘리포니아 인구조사에서 나타난 급변하는 주 인구를 대략적으로 반영했다. 선출된 48명의 대표 중 대부분은 1846년 이전의 미국 정착민들이었고, 8명은 통역사를 사용해야 했던 캘리포니아 태생 칼리포르니오들이었다. 엘도라도군의 새로운 광부들은 당시 캘리포니아에서 가장 인구가 많았음에도 불구하고 회의에 대표자가 없었기 때문에 심각하게 과소 대표되었다. 선거 후 캘리포니아 헌법 제정 회의는 1849년 9월 몬터레이의 작은 마을이자 이전 칼리포르니오 수도에서 주 헌법을 작성하기 위해 모였다.
모든 미국 주의 헌법과 마찬가지로, 캘리포니아 헌법은 원래 1789년 미국 헌법에 명시된 형식과 정부 역할에 밀접하게 따랐으며, 주로 세부 사항에서만 차이가 있었다. 헌법 제정 회의는 43일 동안 회의를 열어 첫 캘리포니아 헌법을 논의하고 작성했다. 1849년 헌법은 오하이오주와 뉴욕 헌법에서 많은 부분을 (수정하여) 복사했지만, 원래 여러 다른 주 헌법의 부분과 독창적인 내용도 포함하고 있었다.

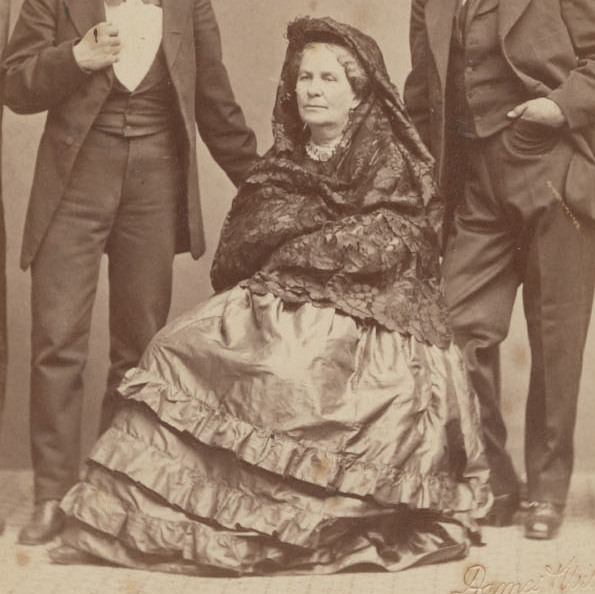
안구스티아스 데 라 게라는 캘리포니아 헌법 초안 작성 과정에서 여성의 재산권을 옹호하는 데 중요한 역할을 했다.

캘리포니아 헌법의 21개 조항으로 구성된 권리 선언(제1조: 제1항 ~ 제21항)은 미국 헌법의 10개 조항 권리장전보다 더 넓었다. 미국 헌법과 다른 네 가지 중요한 차이점이 있었다. 회의는 주의 경계를 선택했다. 다른 대부분의 영토와 달리, 캘리포니아의 경계는 의회에 의해 정해지지 않았다(제12조). 제9조는 주 전체 교육을 장려하고, 주가 부분적으로 자금을 지원하는 공립 학교 시스템을 제공했으며, 대학교(캘리포니아 대학교) 설립을 규정했다. 캘리포니아 버전은 처벌을 제외한 노예제(제1조 제18항)와 결투(제11조 제2항)를 금지했으며, 여성과 아내에게 자신의 재산을 소유하고 통제할 권리(제11조 제14항)를 부여했다.
주의 부채 한도는 30만 달러로 정해졌다(제8조). 다른 모든 주와 마찬가지로, 그들은 민사 법원에서 계약 및 재산의 권리를 지지할 시민의 권리를 보장했다(제1조 제16항). 그들은 12년마다 재확인되어야 하는 판사를 가진 대법원과 함께 사법 시스템을 만들었다(제6조). 그들은 주의 원래 29개 군을 만들고(제1조 제4항), 양원제 입법부를 만들고, 투표소를 설치하고, 균일한 조세 규칙을 설정했다. 1849년 헌법은 "이 헌법에 의해 법적 유권자로 선언된 캘리포니아의 모든 시민, 그리고 선거일에 이 주의 거주자인 미국의 모든 시민, ... 이 헌법에 따른 첫 번째 총선거에서, 그리고 그 채택 문제에 대해" 투표권을 보장했다(제12조 제5항).
캘리포니아 헌법은 1849년 11월 13일 비오는 날 실시된 선거에서 대중 투표로 비준되었다(제12조 제8항에 명시된 대로). 1849년 헌법은 창립 문서로서 부분적인 성공으로만 평가되었으며, 1879년 5월 7일에 처음 비준된 현재 헌법으로 대체되었다.

#### 주 편입 (1850)

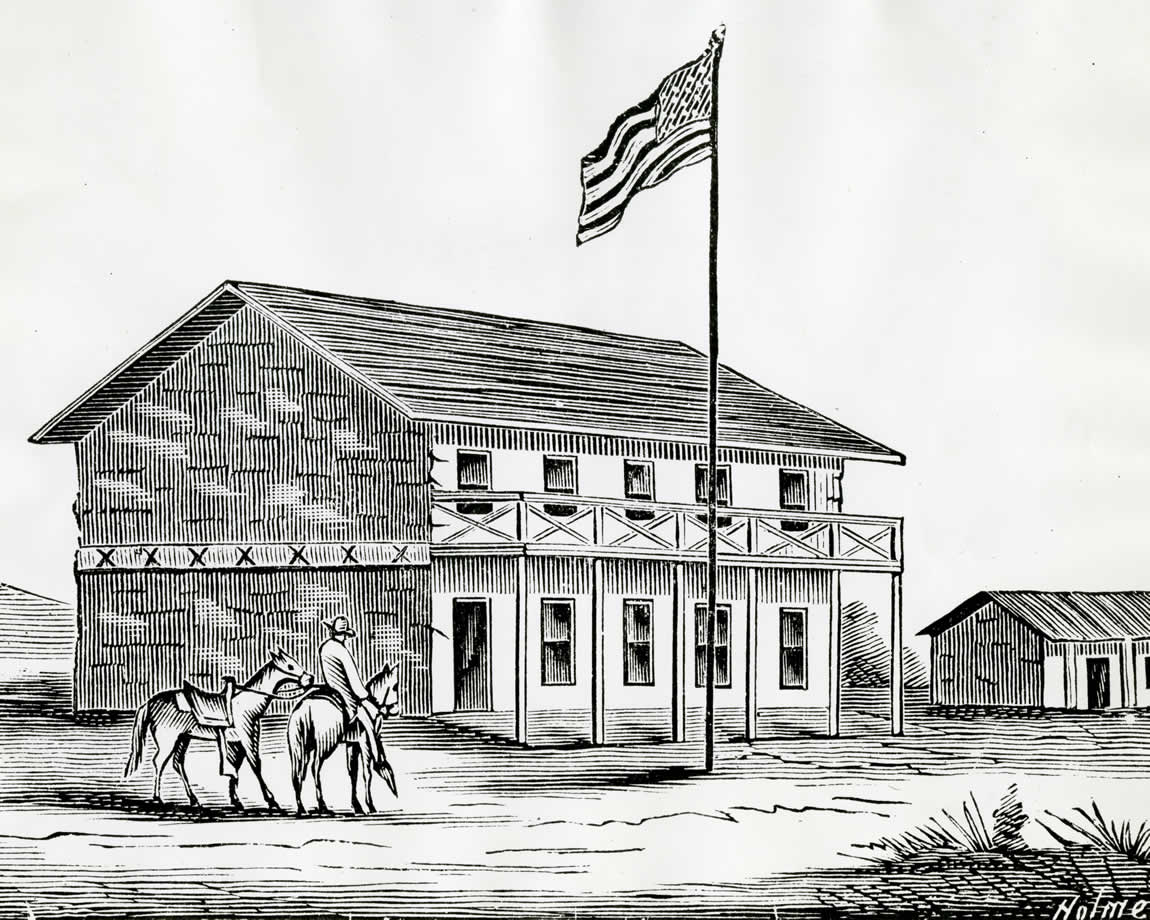
산호세에 위치한 캘리포니아 최초의 주 의사당 건물. 1850년에서 1851년까지 캘리포니아의 수도 역할을 했다.

푸에블로 데 산호세는 최초의 주 수도로 선정되었다(제11조 제1항). 선거 직후 임시 주 정부가 수립되었고, 군을 설치하고 주지사, 상원의원, 하원의원을 선출했으며, 주 편입 전 10개월 동안 운영되었다. 1850년 타협에 합의된 대로, 의회는 1850년 9월 9일 캘리포니아 주 편입법을 통과시켰다.
38일 후 퍼시픽 메일 증기선 SS 오리건호는 1850년 10월 18일 샌프란시스코에 캘리포니아가 이제 31번째 주가 되었다는 소식을 전했다. 몇 주 동안 축하 행사가 이어졌다. 주 수도는 산호세(1850년~1851년), 발레이오(1852년~1853년), 베니시아(1853년~1854년)로 여러 차례 변경되다가 1854년에 새크라멘토로 최종 선정되었다.

#### 캘리포니아 골드 러시 (1848–1855)

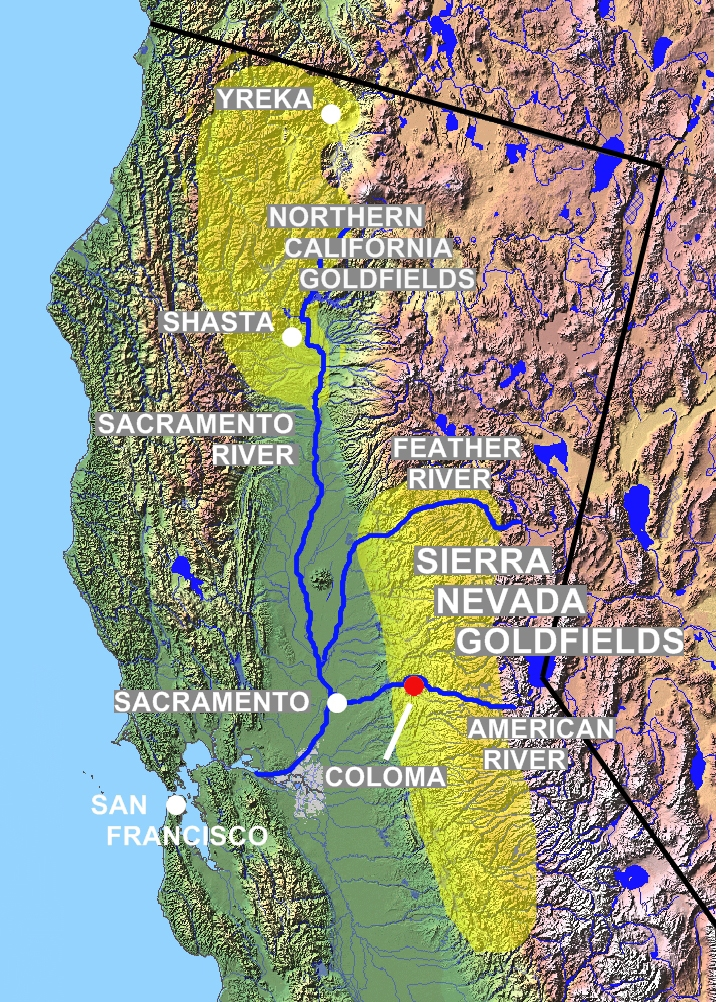
시에라네바다산맥 (미국)과 샤스타 캐스케이드의 금광 지역.

캘리포니아 골드 러시의 확정된 소식을 처음 들은 사람들은 오리건, 샌드위치 제도(하와이), 멕시코, 페루, 칠레의 사람들이었다. 이들은 1848년 말에 처음으로 주에 몰려들기 시작했다. 1848년 말까지 약 6,000명의 아르고나우타이들이 캘리포니아에 왔다. 미국인과 다양한 국적, 신분, 계층, 인종의 외국인들이 금을 찾아 캘리포니아로 몰려들었다. 거의 모두(약 96%)가 젊은 남성이었다. 캘리포니아 골드 러시의 여성들은 소수였지만 새로운 것을 하고 새로운 임무를 맡을 많은 기회를 가졌다. 종종 아르고나우타이라고 불리는 이들은 캘리포니아 가도를 걸어오거나 배를 타고 왔다. 1849년에만 약 80,000명의 아르고나우타이들이 도착했는데, 약 40,000명은 캘리포니아 가도를 통해, 40,000명은 배를 타고 왔다.
샌프란시스코는 모든 캘리포니아 항구의 공식 통관항으로 지정되었으며, 외국 상품을 실은 모든 선박으로부터 관세(일명 관세 및 종가세)(평균 약 25%)가 세관장에 의해 징수되었다. 최초의 세관장은 케어니 장군이 임명한 에드워드 H. 해리슨이었다. 해운은 1825년부터 1847년까지 평균 약 25척이었던 것에 비해 1849년에는 약 793척, 1850년에는 803척으로 급증했다. 모든 선박은 어떤 상품을 실었는지 검사받았다. 샌프란시스코에 하선하는 승객들은 금광 지역으로 접근하기가 더 쉬웠는데, 그곳에서 다른 배를 타고 새크라멘토 및 기타 여러 마을로 갈 수 있었기 때문이다.
샌프란시스코의 선박 운송이 급증하여 화물 폭증을 처리하기 위해 부두와 방파제가 개발되어야 했다. 롱 워프가 가장 두드러졌다. 골드 러시의 요구를 충족하기 위해 음식, 다양한 종류의 술, 도구, 철물, 의류, 완제품 주택, 목재, 건축 자재 등은 물론 농부, 기업가, 예비 광부, 도박꾼, 연예인, 매춘부 등이 전 세계에서 샌프란시스코로 몰려왔다. 이러한 수입품에는 골드 광부들에게 식량을 공급하기 위해 알타 캘리포니아로 수입된 많은 수의 갈라파고스땅거북과 바다거북이 포함되었다. 처음에는 필요한 많은 식량이 하와이, 멕시코, 칠레, 페루, 미래의 오리건 주와 같은 가까운 항구에서 수입되었다. 칼리포르니오들은 가축 수요가 갑자기 증가하면서 처음에는 번성했다. 이러한 식량 선적은 두 주에서 농업이 개발되면서 주로 오리건과 캘리포니아 내의 선적으로 바뀌었다.

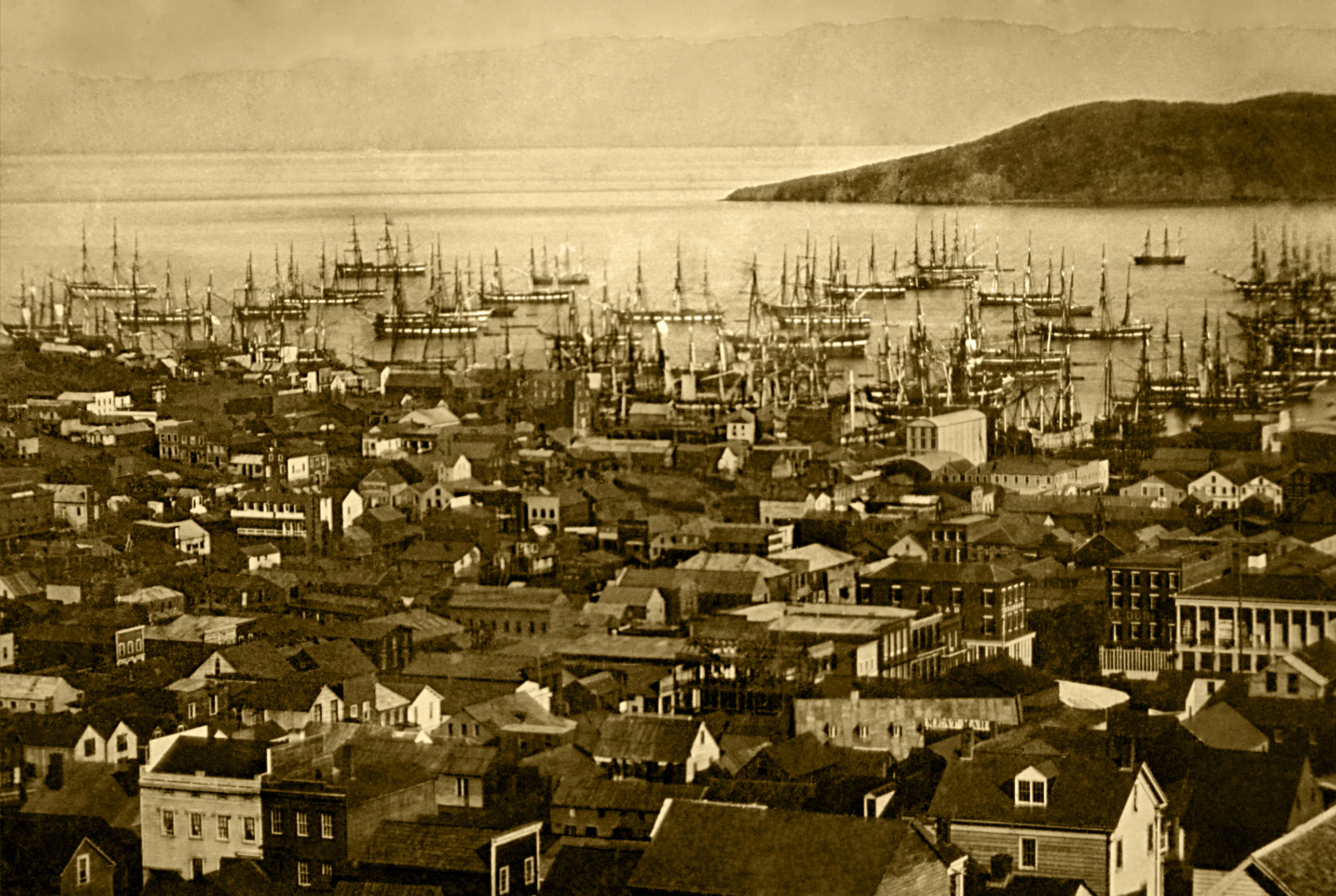
샌프란시스코 항구, c. 1850년~51년.

1849년부터 많은 선박 승무원들이 항구에 도착하자마자 배를 버리고 금광으로 향했다. 곧 샌프란시스코만에는 수백 척의 버려진 배들이 해안에 정박해 있었다. 더 좋은 배들은 새로 승무원을 고용하여 운송 및 여객 사업에 다시 투입되었다. 다른 배들은 싸게 팔려 진흙 지대로 끌어올려 창고선, 술집, 임시 상점, 떠다니는 창고, 주택 등 다양한 용도로 사용되었다. 이 용도가 변경된 배들 중 많은 수가 샌프란시스코의 여러 화재 중 하나에서 부분적으로 파괴되었고, 결국 이용 가능한 땅을 확장하기 위한 매립지로 사용되었다. 샌프란시스코의 인구는 1846년 약 200명에서 1852년 캘리포니아 인구조사에서는 36,000명으로 폭발적으로 증가했다.
샌프란시스코에서는 처음에는 많은 사람들이 나무집, 진흙 밭에 끌어 올려진 배를 집이나 사업장으로 사용하고, 술집, 호텔, 하숙집으로 사용되는 목재 골조 캔버스 천막, 그리고 기타 인화성 구조물에 거주했다. 이 모든 캔버스 및 목재 구조물은 많은 술 취한 도박꾼 및 광부들과 결합되어 거의 필연적으로 많은 화재로 이어졌다. 샌프란시스코는 1849년에서 1852년 사이에 여섯 번의 대화재로 여섯 번이나 전소되었다.
캘리포니아에 살던 칼리포르니오들은 마침내 멕시코 정부에 지쳐 1846년에 알타칼리포르니아주의 통제권을 장악했다. 1848년 금이 발견될 당시 캘리포니아에는 약 9,000명의 전 칼리포르니오와 조나단 D. 스티븐슨 대령의 뉴욕 자원병 1연대 및 해고된 캘리포니아 대대와 모르몬 대대의 구성원들을 포함한 약 3,000명의 미국 시민이 있었다. 태평양 전대는 샌프란시스코만과 캘리포니아의 해안 도시들을 확보했다.
이 주는 공식적으로 대령 리처드 반스 메이슨 군정장관의 통제 하에 있었는데, 그는 캘리포니아를 통치하기 위해 약 600명의 병력밖에 없었다. 이 병력 중 상당수는 금광으로 가기 위해 탈영했다. 골드 러시 이전에는 캘리포니아에 몇몇 작은 푸에블로(마을), 세속화되어 버려진 전교회, 그리고 주로 전교회 토지와 가축을 점유한 칼리포르니오들이 소유한 약 500개의 대규모(평균 18,000 에이커 (73 km2) 이상) 목장 외에는 거의 어떤 인프라도 존재하지 않았다. 골드 러시 이전 캘리포니아에서 가장 큰 도시는 약 3,500명의 주민이 살던 푸에블로 데 로스앤젤레스였다.

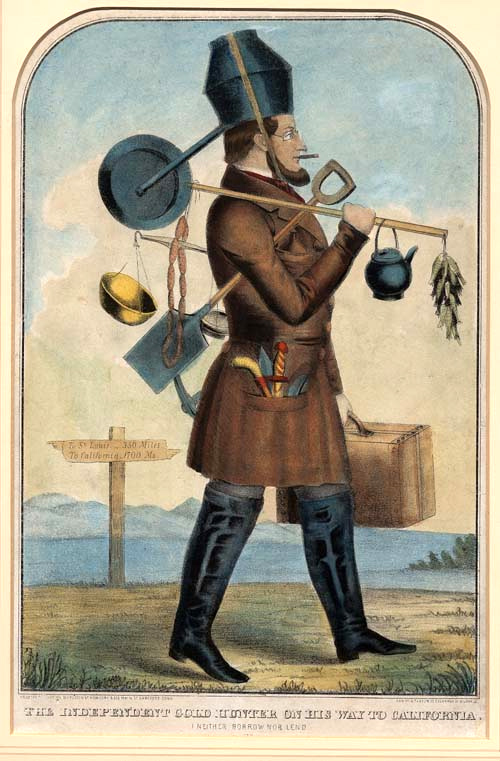
"캘리포니아로 가는 독립 금 사냥꾼", c. 1850년

외딴 지역으로의 갑작스럽고 대규모의 유입은 대부분의 지역에 존재하지도 않던 주 인프라를 압도했다. 광부들은 텐트, 나무 판잣집, 마차, 또는 버려진 선박에서 떼어낸 갑판 선실에서 살았다. 금이 발견되는 곳마다 수백 명의 광부들이 협력하여 채굴 주장을 설정하고, 캠프를 세우고, 자신의 채굴권을 주장했다. 러프 앤 레디(Rough and Ready)와 행타운(플레이서빌 (캘리포니아주))과 같은 이름으로, 각 캠프에는 종종 자체 웨스턴 살롱, 댄스홀, 도박장이 있었다. 캠프에서는 물가가 폭등했다. 광부들은 종종 "금가루"로 음식, 술 및 기타 물품을 지불했다.
처음에는 아르고나우타이 중 일부가 혼곶을 우회하는 해상 루트를 통해 여행했다. 선박은 연중 내내 이 루트를 이용할 수 있었고, 첫 선박들은 1848년 11월 초에 동부 해안 항구를 떠나기 시작했다. 동부 해안에서 남아메리카 남단 주변을 항해하는 데는 일반적으로 5~8개월이 걸렸으며, 일반 범선으로는 평균 약 200일이 걸렸다. 이 여행은 선택한 경로에 따라 쉽게 18,000 해리 (33,000 km) 이상을 커버할 수 있었으며, 일부는 샌드위치 제도(하와이)를 경유하기도 했다. 1849년 초부터 훨씬 빠른 클리퍼선이 사용되기 시작하면서 이 항해를 평균 120일 만에 완료할 수 있었지만, 보통 승객은 거의 태우지 않았다. 이들은 고가 화물 운송을 전문으로 했다. 캘리포니아로 향하는 거의 모든 화물은 일반 범선으로 운송되었는데, 느리지만 가장 저렴한 화물 운송 방법이었다. 약 1850년부터 많은 캘리포니아 여행자들이 파나마 또는 니카라과로 증기선을 타고 파나마 지협 또는 니카라과를 건넌 다음 캘리포니아로 가는 또 다른 증기선을 탔다. 캘리포니아에서는 다른 작은 증기선들이 샌프란시스코에서 새크라멘토강을 거쳐 스톡턴, 새크라멘토, 메리즈빌 등으로 광부들을 실어 날랐다. 이 여행은 연결편에 따라 40~60일 만에 할 수 있었다. 돌아오는 광부 및 그들의 금은 거의 모두 이 경로를 역으로 따라 동부 해안으로 돌아갔다.
캘리포니아 가도를 이용한 사람들은 보통 4월 초에 미주리강의 마을을 떠나 150~170일 후인 8월 말 또는 9월 초에 캘리포니아에 도착했다. 주로 중서부에 살던 농부 등이 마차와 팀을 이루어 캘리포니아 가도를 이용했다. 일부 겨울 마차 통행은 힐러강(데 안사 트레일)과 옛 스페인 무역로의 일부를 포함하는 경로를 통해 이루어졌다. 캘리포니아로 온 아르고나우타이의 약 절반은 이 경로 중 하나를 통해 마차로 왔다.

#### 골드 러시의 영향

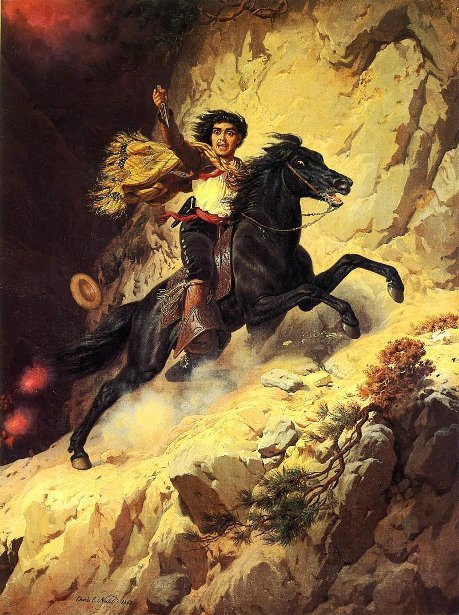
"캘리포니아의 로빈 후드"라고 불린 호아킨 무리에타는 캘리포니아 골드 러시 동안 악명 높은 무법자였다. 그는 유명한 캘리포니아 도적 영웅 조로의 영감이 되었다.

1848년 캘리포니아에서 금이 확인되기도 전에, 의회는 퍼시픽 메일 증기선 회사와 계약을 맺고 태평양에서 정기적인 외륜선 패킷선, 우편, 승객 및 화물 노선을 설정했다. 이는 파나마, 니카라과 및 멕시코에서 샌프란시스코 및 오리건으로 왕복하는 정기 노선이었다. 동부 해안 도시 및 뉴올리언스에서 파나마의 차그레스강까지의 대서양 우편 계약은 미국 우편 증기선 회사가 따냈으며, 이 회사의 첫 증기선인 SS 팔콘호는 1848년 12월 1일에 파견되었다. 퍼시픽 메일 증기선 회사의 첫 증기선인 SS California호는 뉴욕에서 혼곶을 돌아 증기 운항한 후 파나마 및 멕시코에서 첫 항해로 금 탐사자들을 가득 싣고 1849년 2월 28일에 샌프란시스코에 나타났다. 캘리포니아 골드 러시가 확인되자 다른 외륜선들도 곧 태평양 및 대서양 노선에 투입되었다. 1849년 후반에는 SS 맥킴과 같은 외륜선들이 샌프란시스코에서 새크라멘토강을 거슬러 새크라멘토 및 메리즈빌까지 125 마일 (201 km)의 거리를 광부와 사업가들을 태우고 다녔다. 샌프란시스코만에서는 곧 증기 동력 예인선들이 운항하기 시작했다.
새로운 정착민들의 식량 수요를 충족시키기 위해 주 전역에서 농업이 확대되었다. 농업은 곧 적절한 장소에서 충분한 물을 찾는 어려움으로 인해 제한되는 것으로 밝혀졌다. 가을에 심고 봄에 수확하는 겨울 밀은 관개 없이 잘 자라는 초기 작물 중 하나였다. 골드 러시 초기에 금광 지역의 재산권에 대한 서면 법률이 없었고, 광부들에 의해 "주장 제기" 시스템이 개발되었다. 골드 러시는 또한 부정적인 영향을 미쳤다. 아메리카 원주민들은 전통적인 땅에서 밀려나 학살당했으며 금광은 환경 피해를 유발했다.
캘리포니아 골드 러시 초기에는 사금 채굴 방식이 사용되었는데, 이는 패닝부터 "요람(cradles)"과 "흔들개(rockers)" 또는 "롱톰(long-toms)"을 사용하는 방식, 그리고 강 전체의 물을 강 옆의 수문으로 돌려 강바닥의 자갈 속에서 금을 파내는 방식까지 다양했다. 이러한 사금은 지질학적 시간을 거치면서 광석에서 금이 분리되는 느린 붕괴 과정으로 인해 형성되었다. 이러한 순금은 일반적으로 강이나 개울 바닥의 자갈 속에서 발견되는 바위 틈새에서 발견되었는데, 금은 일반적으로 자갈을 통해 아래로 내려가거나 개울의 구부러진 곳 또는 바닥 틈새에 쌓였다. 골드 러시 첫 5년 동안 약 12백만 트로이온스 (370 t)의 금이 채굴되었다. 이 금은 당시 금본위제를 따르던 미국에서 가용 자금을 크게 증가시켰다. 즉, 더 많은 금을 가질수록 더 많은 것을 살 수 있었다.

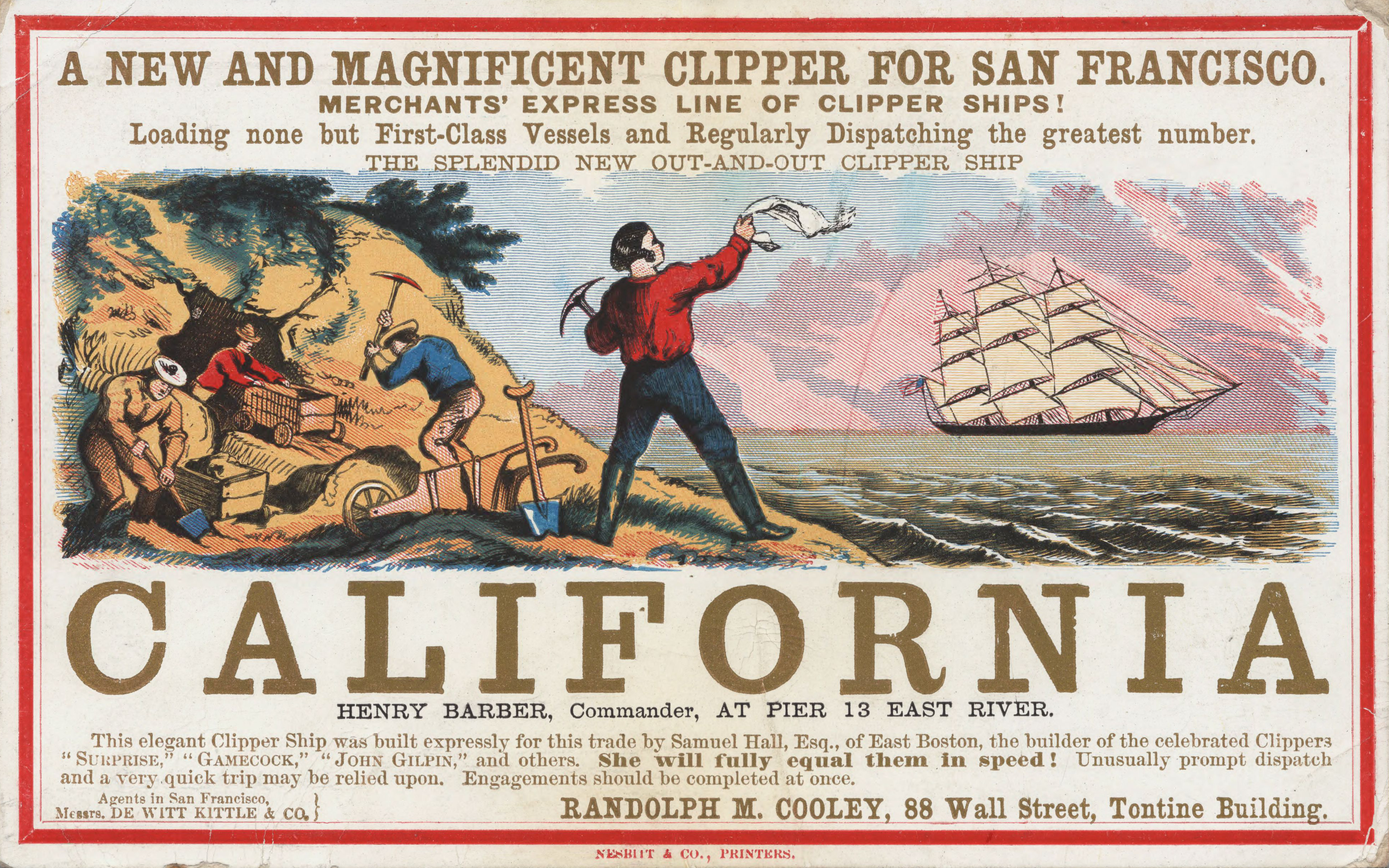
1850년경 캘리포니아 항해 광고.

더 쉽게 얻을 수 있는 금이 채굴되면서, 하드 록 석영 채굴, 수압 채굴, 준설 채굴이 발전함에 따라 채굴은 훨씬 더 자본 및 노동 집약적이 되었다. 1880년대 중반까지 약 11백만 트로이온스 (340 t)의 금(2006년 11월 가격으로 약 66억 미국 달러 가치)이 "수압 채굴" 방식으로 채굴된 것으로 추정되며, 이는 나중에 전 세계로 퍼져나갔음에도 불구하고 극심한 환경적 결과를 초래했다. 1890년대 후반까지 준설 기술이 경제성을 갖추게 되었고, 약 20백만 트로이온스 (620 t) 이상의 금이 준설로 채굴된 것으로 추정된다(2006년 11월 가격으로 약 120억 미국 달러 가치). 골드 러시 기간 동안과 그 이후 수십 년 동안, 경암 채굴은 골드 컨트리에서 생산된 금의 단일 최대 공급원이 되었다.
1850년까지 미국 해군은 마레 아일랜드 해군 조선소에 서부 해안 해군 기지를 건설할 계획을 세우기 시작했다. 인구의 크게 증가와 새로운 금의 부는 도로, 다리, 농장, 광산, 증기선 노선, 사업체, 웨스턴 살롱, 도박장, 하숙집, 교회, 학교, 마을, 수은 광산, 그리고 풍요로운 현대(1850년대) 미국 문화의 다른 구성 요소들의 건설을 야기했다. 갑작스러운 인구 증가는 북부, 그리고 나중에는 남부 캘리포니아 전역에 더 많은 마을을 건설하게 했고, 기존의 몇몇 마을은 크게 확장되었다. 샌프란시스코와 새크라멘토의 인구가 폭발적으로 증가하면서 첫 도시들이 나타나기 시작했다.

#### 캘리포니아 원주민 대량학살

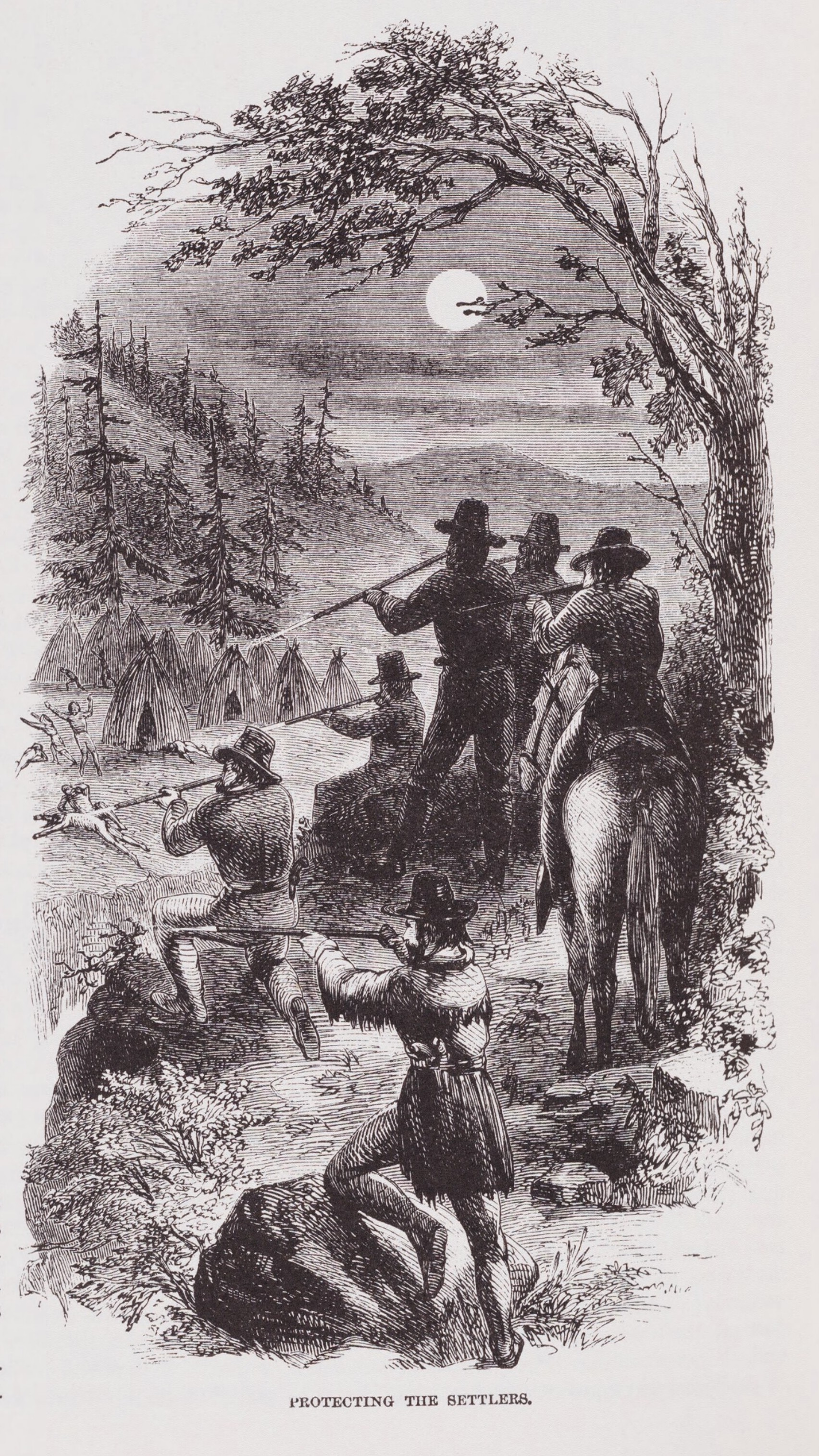
1846년에서 1873년 사이에 미국 정부 요원들은 캘리포니아 원주민에 대한 절멸 캠페인인 캘리포니아 원주민 대량학살을 벌였으며, 그 결과 최대 10만 명이 사망했다.

스페인 전교회는 해안을 따라 설립되었으므로 이 지역들은 식민지화의 영향을 가장 먼저 받았다. 캘리포니아 인디언들은 프란치스코회 수도사들이 농업을 도입하기 전에는 농업을 하지 않았으며, 철저히 수렵채집사회였다. 스페인과 멕시코 캘리포니아 점령기 동안 샌프란시스코 남부의 거의 모든 해안 부족들은 선교에 합류하도록 유도되었다. 너무나 많은 미션 인디언들이 선교에서의 가혹한 환경과 홍역, 디프테리아, 천연두, 매독 등과 같은 질병에 노출되어 사망하여, 때로는 선교의 인디언 여성 공급을 보충하기 위해 내륙의 새로운 마을로 습격이 이루어지기도 했다. 크렐에 따르면, 1832년 12월 31일 기준으로 미션 프란치스코회 신부들은 1800년부터 1830년까지 총 87,787건의 세례와 24,529건의 결혼을 집전했으며, 63,789건의 사망을 기록했다. 만약 크렐의 숫자가 믿을 수 있다면 (다른 사람들은 약간 다른 숫자를 가지고 있다) 미션 인디언 인구는 약 1800년에 약 87,000명의 최고치에서 1832년에는 약 14,000명으로 감소했고 계속해서 감소했다. 전교회는 인디언 개종자 수가 급격히 줄고 사망자 수가 출생자 수를 크게 초과하면서 점점 더 어려움을 겪게 되었다. 인디언 출생 대 사망 비율은 사망자당 0.5 미만의 인디언 출생으로 추정된다. 1832년에 선교가 해체된 후, 살아남은 인디언들은 대부분 약 500개의 새로 설립된 목장에서 일하기 시작했으며, 이들은 선교의 "재산"(선교당 약 1,000,000 에이커 (400,000 ha))을 점유했다. 인디언들은 일반적으로 4개의 스페인 푸에블로 중 한 곳에서 하인으로 일하거나 새로 설립된 목장에서 숙식을 제공받았으며, 또는 내륙의 다른 부족들과 합류하려고 시도했다. 새로운 목장들은 그들의 원래 부족 영토를 거의 모두 점유했다.
골드 러시로 촉발된 새로운 이민 물결은 캘리포니아 원주민 인구에 재앙적인 영향을 계속 미쳤고, 그들은 자연 면역이 없는 유라시아 질병으로 인해 급격히 감소했다. 예를 들어, 캘리포니아 스페인 전교회가 설립되었을 때, 원주민들은 종종 들어오는 광부, 목장주, 농부들에 의해 전통적인 부족 토지에서 강제로 쫓겨났다. 욘토켓 학살, 클리어 레이크의 블러디 아일랜드 학살, 올드 샤스타 학살 등 수백 명의 원주민이 살해당한 여러 학살이 있었다. 수천 명이 더 질병으로 사망한 것으로 추정된다. 낮은 인디언 여성 출산율과 결합하여 인디언 인구는 급격히 감소했다.

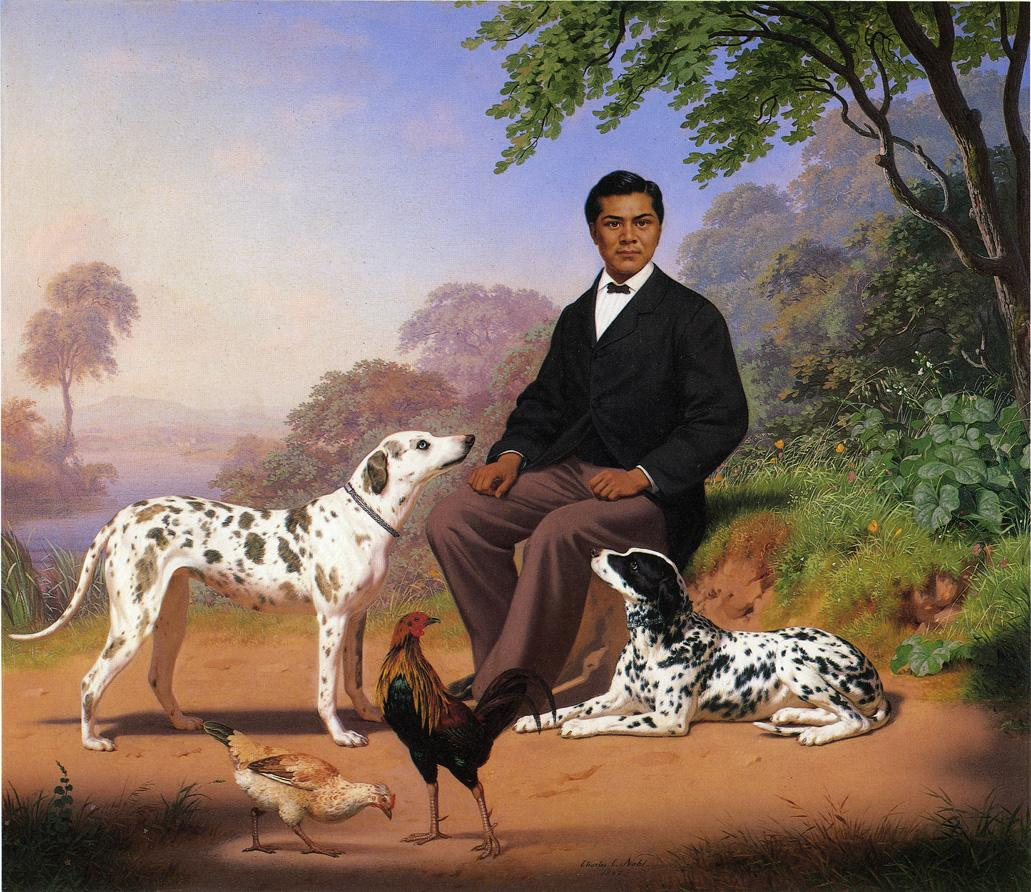
1867년 새크라멘토의 "동화된" 마이두족 남성의 초상화.

데이비드 스탠나드, 벤저민 매들리, 에드 카스티요를 포함한 여러 학자들은 캘리포니아 정부의 행동을 대량학살로 묘사했다. 1850년부터 1860년 사이에 캘리포니아 주는 토착민들로부터 정착민들을 "보호"하기 위한 목적으로 민병대를 고용하기 위해 약 150만 달러(이 중 약 25만 달러는 연방 정부가 상환)를 지불했다. 이러한 사적인 군사 침략은 앞서 언급된 여러 학살에 연루되었으며, 때로는 원주민들의 "무모한 살해"에 참여하기도 했다. 캘리포니아의 초대 주지사 피터 버넷은 인디언 부족의 절멸을 공공연히 요구했으며, 캘리포니아 원주민 인구에 대한 폭력과 관련하여 "두 인종 사이에 절멸 전쟁이 인디언 인종이 멸종될 때까지 계속될 것이라고 예상해야 한다. 우리는 고통스러운 후회 외에는 결과를 예측할 수 없지만, 인종의 피할 수 없는 운명은 인간의 힘과 지혜를 넘어선다"고 말했다. 그 결과, 현대 캘리포니아의 부흥은 원주민들에게 큰 비극과 고난을 안겨주었다.
1850년 이후 수십 년 동안, 남아 있는 원주민 중 일부는 점진적으로 일련의 보호구역과 목장으로 옮겨졌는데, 이들은 종종 매우 작고 고립되어 있었으며, 그곳에 사는 인구가 익숙했던 수렵채집사회 방식으로 생활하기 위한 적절한 천연자원이나 정부 자금이 부족했다. 다른 많은 캘리포니아 원주민 인구는 공식적인 보호구역이나 목장에 정착하지 못했으며, 그들의 후손은 연방으로부터 인정받지 못하고 있다.

#### 노예제

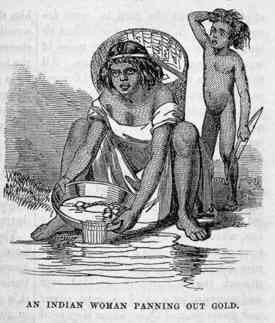
캘리포니아에서 노예제는 1829년 멕시코 당국에 의해 폐지되었지만, 미국 주 편입 후 첫 캘리포니아 주의회는 인디언 통치 및 보호법을 통과시켜 미국인에 의한 캘리포니아 원주민의 강제 노동을 허용했다.

캘리포니아 북서부의 부족들은 유럽인이 도착하기 훨씬 전부터 노예제를 시행했다. 유럽인들이 소유한 흑인 노예는 결코 없었으며, 많은 아프리카 혈통의 자유인들이 캘리포니아 골드 러시(1848년~1855년)에 참여했다. 일부는 친척들을 구매할 만큼 충분한 금을 가지고 동부로 돌아갔다. 1849년 캘리포니아 헌법은 주 내의 모든 형태의 노예제를 금지했으며, 나중에 1850년 타협으로 캘리포니아는 분열되지 않고 자유주로 연방에 편입될 수 있었다. 그럼에도 불구하고, 1850년 인디언 통치 및 보호법에 따라 많은 아메리카 원주민들이 주에서 공식적으로 노예화되었으며, 이 관행은 캘리포니아가 14차 수정안에 따라 법률을 변경한 1860년대 중반까지 계속되었다.

#### 캘리포니아 해양 역사
캘리포니아의 해양 역사는 아메리카 원주민의 파내기 카누, 갈대 카누, 꿰맨 카누(토몰); 초기 유럽 탐험가; 식민지 스페인 및 멕시코 캘리포니아 해양 역사; 러시아인 및 알류트족 카약의 해양 모피 무역을 포함한다. 미국 해군 활동에는 태평양 전대와 멕시코-미국 전쟁이 포함된다. 캘리포니아 골드 러시 해운은 외륜선, 클리퍼, 범선, 파나마, 니카라과, 멕시코, 혼곶을 경유하는 통행 및 샌프란시스코 항의 성장을 포함한다. 또한 캘리포니아 해군 시설, 캘리포니아 조선, 캘리포니아 난파선, 캘리포니아 등대에 대한 섹션도 포함된다.

#### 남북 전쟁 당시 캘리포니아

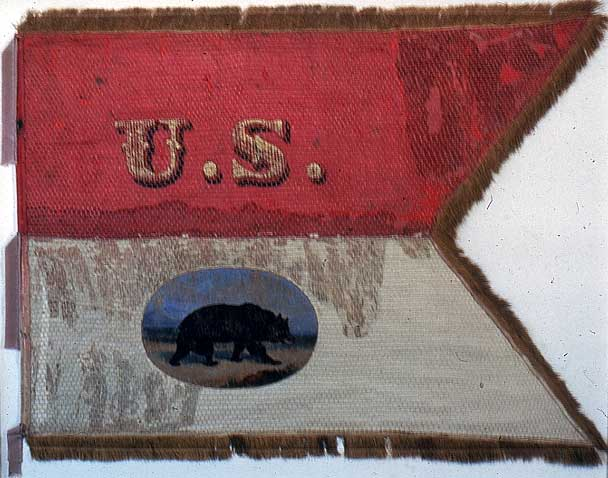
남북 전쟁 당시 미국 남북 전쟁 중 A 중대(캘리포니아 100)의 깃발.

남부 캘리포니아를 준주나 주로 분리하려는 가능성은 연방 정부에 의해 거부되었고, 1861년 섬터 요새 공격 이후 캘리포니아에 애국적인 열풍이 불면서 이 아이디어는 사라졌다.
캘리포니아의 남북 전쟁 참여는 동부로 금을 보내고, 제한된 수의 전투 부대를 모집하거나 자금을 지원하고, 수많은 요새를 유지하며 병력을 동부로 파견하는 것을 포함했는데, 이들 중 일부는 유명해졌다. 1860년 민주당의 분열 이후, 1861년 공화당 링컨 지지자들이 주의 통제권을 장악하여 큰 남부 인구의 영향력을 최소화했다. 그들의 큰 성공은 태평양 철도 토지 부여와 대륙 횡단 철도의 서부 절반으로 센트럴 퍼시픽 철도를 건설할 수 있는 권한을 얻는 것이었다.
캘리포니아는 주로 중서부 및 남부 농민, 광부, 사업가들이 정착했다. 남부인들과 일부 칼리포르니오들은 남부 연방을 선호했지만, 주에는 노예제가 없었고, 전쟁 자체 동안에는 대체로 무력했다. 그들은 조직화가 방해받았고, 그들의 신문은 우편 사용이 거부되어 폐쇄되었다. 남부 연방 동조자였던 전 상원의원 윌리엄 M. 그윈은 체포되어 유럽으로 도피했다.
자원한 연방군 병사들은 거의 모두 서부에 머물렀는데, 태평양 사령부 내에서 요새와 다른 시설을 지키고, 분리주의 지역을 점령하고, 주와 서부 영토에서 인디언들과 싸웠다. 약 2,350명의 병사들이 캘리포니아 종대에 소속되어 1862년에 애리조나를 가로질러 동쪽으로 행진하여 애리조나와 뉴멕시코에서 남부 연방군을 몰아냈다. 캘리포니아 종대는 그 후 전쟁의 대부분을 이 지역에서 적대적인 인디언들과 싸우며 보냈다.

#### 초기 캘리포니아 교통

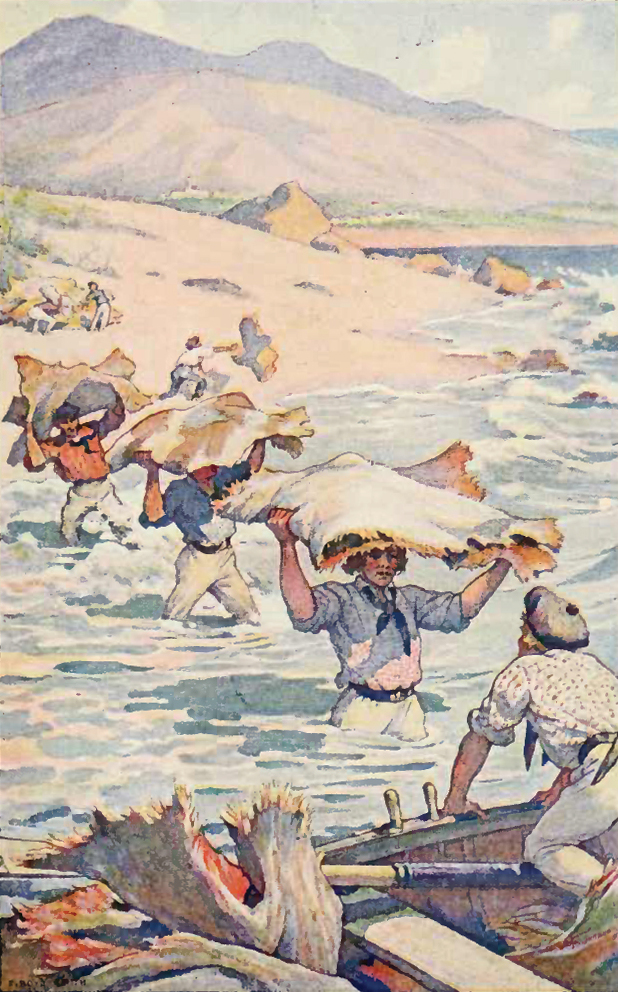
캘리포니아 가죽 무역의 묘사.

멕시코가 1821년 알타칼리포르니아주를 장악하기 전에도 1770년부터 1821년까지 시행되던 외국인과의 무역을 금지하는 부담스러운 스페인 규칙은 쇠퇴하는 스페인 함대가 무역 금지 정책을 강제할 수 없게 되면서 무너지기 시작했다. 산업이나 제조 능력이 거의 없었던 칼리포르니오들은 새로운 상품, 유리, 경첩, 못, 완제품, 사치품 및 기타 상품을 거래하기를 열망했다. 멕시코 정부는 외국 선박과의 무역 금지 정책을 폐지했고 곧 정기적인 무역 여행이 이루어졌다. 이 캘리포니아 목장의 주요 생산품은 소 가죽(캘리포니아 그린백이라고 불림), 탤로(양초와 비누를 만드는 데 사용되는 정제된 지방) 및 캘리포니아/텍사스 롱혼 소의 뿔이었으며, 이들은 다른 완제품 및 상품과 교환되었다. 이 가죽-탤로 무역은 주로 보스턴에 기반을 둔 선박에 의해 이루어졌는데, 이들은 범선을 타고 약 200일 동안 혼곶을 돌아 17,000 마일 (27,000 km)에서 18,000 마일 (29,000 km)를 여행하여 완제품 및 상품을 가져와 칼리포르니오 목장들과 가죽, 탤로, 뿔을 교환했다. 가죽, 탤로, 뿔을 제공하는 소와 말은 사실상 야생에서 자랐다. 칼리포르니오의 가죽, 탤로, 뿔은 상호 이익이 되는 무역에 필요한 무역 품목을 제공했다. 최초의 미국, 영국, 러시아 무역선들은 1816년 이전에 캘리포니아에 나타나기 시작했다. 1832년경에 쓰여진 리처드 헨리 다나 주니어의 고전적인 책 《돛대 앞의 2년》은 그가 1834년~35년에 캘리포니아로 한 2년간의 범선 바다 무역 항해에 대한 좋은 직접적인 설명을 제공한다.,
1825년부터 1848년까지 캘리포니아로 여행하는 선박의 평균 수는 연간 약 25척으로 증가했는데, 이는 1769년부터 1824년까지의 연평균 2.5척에 비해 크게 증가한 것이다. 무역 목적의 입항항은 알타 캘리포니아 수도인 몬터레이였으며, 약 100%의 관세가 부과되었다. 이러한 높은 관세는 선주들에게 더 많은 이익을 남기고 고객들에게는 상품 가격을 낮출 수 있었기 때문에 많은 뇌물 수수와 밀수를 유발했다. 본질적으로 캘리포니아 정부(거의 없었지만)의 모든 비용은 이러한 관세(세관 수수료)로 충당되었다. 이 점에서 그들은 1850년 미국의 경우와 매우 유사했는데, 미국 연방 정부 수입의 약 89%가 수입 관세(일명 세관 또는 종가세)에서 나왔지만, 평균 세율은 약 20%였다.

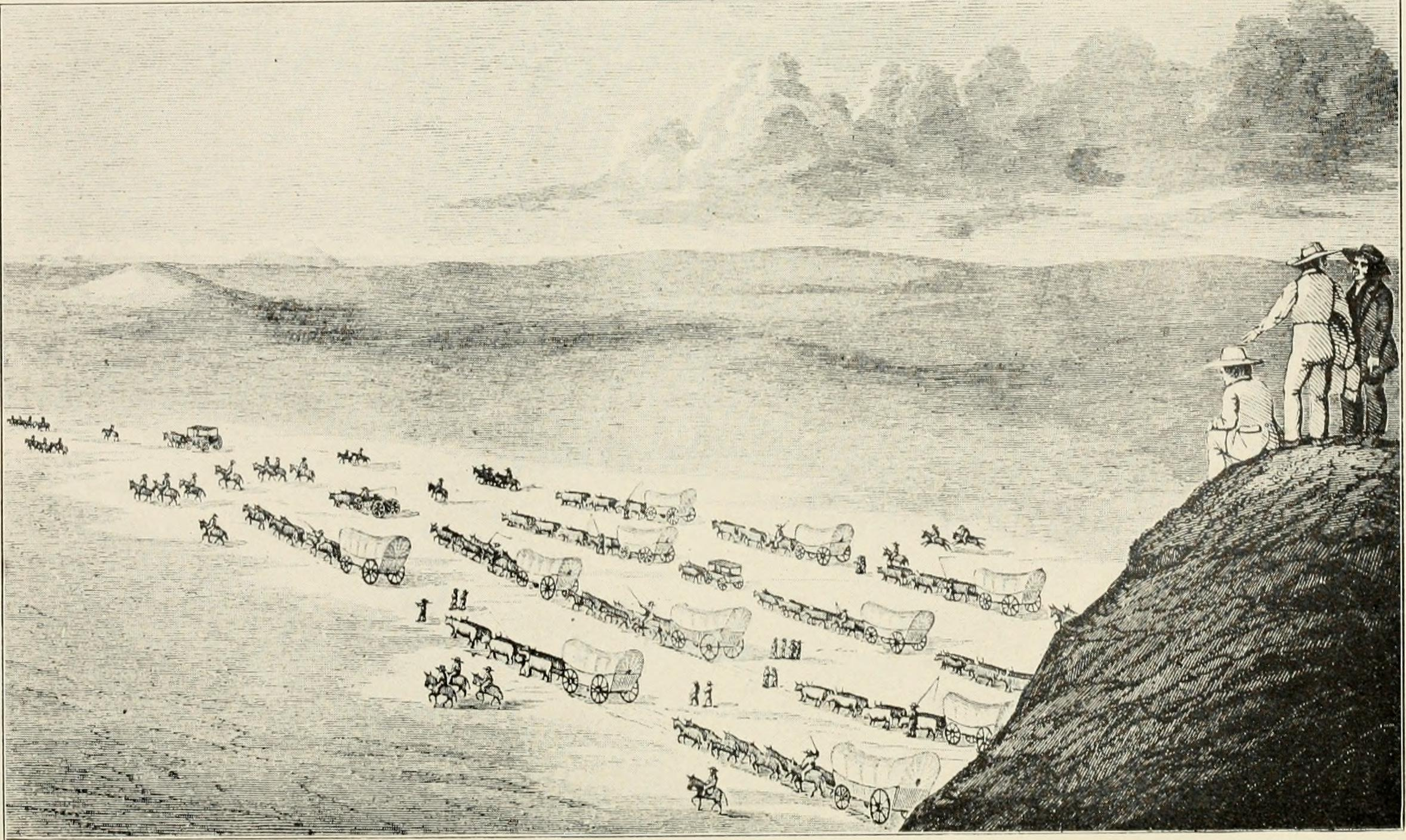
도너 파티가 캘리포니아 가도를 따라 서쪽으로 향하는 모습.

1848년 이후 선박들은 캘리포니아 내 해안 도시들과 그곳으로 이어지는 항로 간에 쉽고 저렴한 연결을 제공했다. 캘리포니아로 가는 거의 모든 화물은 1869년 대륙 횡단 철도가 완공될 때까지 범선으로 운반되었다. 해상 항로는 동부 해안이나 유럽에서 남아메리카의 혼곶을 돌아 17,000 마일 (27,000 km) 이상의 거리였다. 이 항로는 "표준" 범선으로는 평균 약 200일, 클리퍼로는 약 120일이 걸렸다. 골드 러시 동안 발생한 주요 문제 중 하나는 캘리포니아를 떠나는 선박의 유료 화물이 부족했다는 것이다. 식량, 보급품, 승객은 캘리포니아로 들어오는 주요 화물이었지만, 돌아오는 승객, 우편물, 금의 왕복 무역은 제한적이었다. 샌프란시스코만에 도착한 많은 범선들은 그곳에 버려지거나 창고나 매립지로 전환되었다.
1846년 오리건 경계 분쟁은 영국과의 합의로 해결되었고, 캘리포니아는 1847년 미국의 통제 하에 놓여 1848년에 합병되고 비용이 지불되었다. 미국은 이제 태평양 강대국이 되었다. 1848년부터 미국 의회는 캘리포니아 합병 후 캘리포니아 골드 러시가 확인되기 전에 퍼시픽 메일 증기선 회사에 199,999달러를 보조금으로 지급하여 태평양에서 정기적인 패킷선, 우편, 승객 및 화물 노선을 설정하도록 했다. 이는 파나마시티, 니카라과 및 멕시코에서 샌프란시스코 및 오리건으로 왕복하는 정기 노선이었다.

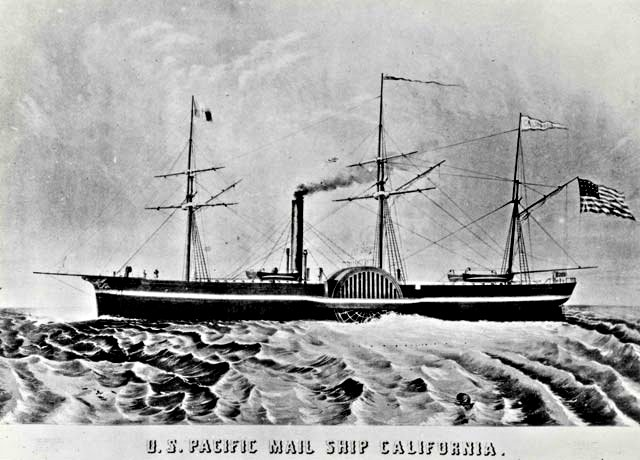
퍼시픽 메일 증기선 회사 소속으로 파나마시티와 샌프란시스코 사이를 항해한 최초의 외륜선인.

태평양 노선에서 계약된 3척의 퍼시픽 메일 증기선 회사 외륜선 중 첫 번째인 SS California (1848)호는 1848년 10월 6일 뉴욕시를 떠났다. 이는 캘리포니아에서 금광이 확인되기 전이었으며, 60석의 살롱(약 300달러 운임)과 150석의 일반 선실(약 150달러 운임) 승객 칸에 부분적인 승객만 태우고 떠났다. 캘리포니아까지 가는 승객은 소수에 불과했다. 금광 소식이 퍼지자 SS California호는 칠레 발파라이소와 파나마 파나마시티에서 더 많은 승객을 태우고 1849년 2월 28일 샌프란시스코에 도착했다. 그녀는 약 400명의 금광을 찾는 승객들로 가득 차 있었는데, 이는 설계된 승객 수의 두 배였다. 샌프란시스코에서 그녀의 승객과 승무원 중 선장과 한 명을 제외한 모든 사람이 배를 버리고 떠났고, 선장이 파나마시티로 돌아가기로 계약된 항로를 개척하기 위해 훨씬 더 많은 돈을 지불하고 승무원을 모으는 데 두 달이 더 걸렸다. 더 많은 외륜선들이 곧 동부 해안 도시에서 파나마의 차그레스강과 니카라과 산후안강까지 운항하기 시작했다. 1850년대 중반까지 캘리포니아와 태평양 및 카리브해 항구 사이를 승객, 금, 우편물과 같은 고가 화물을 싣고 왕복하는 10척 이상의 태평양 및 10척 이상의 대서양/카리브해 외륜 증기선이 있었다. 동부 해안으로의 여행은 1850년 이후 모든 선박 연결편을 최소한의 대기 시간으로 맞출 수 있다면 40일 정도로 단축될 수 있었다.

새크라멘토의 새크라멘토강 강변에 있는 증기선과 리버보트.

증기선은 베이 에어리어와 금광 지역에 더 가까이 흐르는 새크라멘토강과 샌와킨강을 운항하며 샌프란시스코에서 새크라멘토, 메리즈빌, 스톡턴까지 승객과 보급품을 운송했는데, 이 세 도시는 금광 지역에 보급품을 공급하는 주요 도시였다. 샌와킨강 하류의 스톡턴 시는 졸린 오지에서 번성하는 무역 중심지로 빠르게 성장했으며, 시에라네바다 산기슭의 금광으로 향하는 광부들의 경유지가 되었다. 나중에 스톡턴-로스앤젤레스 도로가 된 밀튼 로드와 같은 거친 길은 계곡의 길이를 따라 빠르게 확장되었고, 노새 팀과 덮개가 있는 마차가 운행했다. 리버보트 항해는 샌와킨강에서 빠르게 중요한 운송 수단이 되었고, 보트 운영자들이 눈이 녹는 동안 샌와킨강의 연간 수위 상승을 부르는 "6월 상승(June Rise)" 기간에는 습한 해에는 큰 배가 프레즈노까지 상류로 올라갈 수 있었다. 골드 러시의 절정기에는 스톡턴 지역의 강에 수백 척의 버려진 해상 선박들이 몰려들었다고 전해진다. 선원들은 금광을 찾아 탈영했기 때문이다. 너무나 많은 유휴 선박들이 막혀서 강 보트 교통을 위해 여러 차례 불에 태워졌다. 처음에는 도로가 거의 없었기 때문에 꾸러미 열차와 마차가 광부들에게 보급품을 날랐다. 곧 마차 도로, 다리, 나룻배, 유료 도로 시스템이 구축되었고, 이들 중 많은 곳은 사용자들로부터 징수된 통행료로 유지되었다. 최대 10마리의 노새가 끄는 대형 화물 마차가 꾸러미 열차를 대체했고, 통행료로 건설되고 유지되는 유료 도로는 광산 캠프에 더 쉽게 접근할 수 있게 하여 급행 회사들이 장작, 목재, 식량, 장비, 의류, 우편물, 소포 등을 광부들에게 배달할 수 있도록 했다. 나중에 네바다에 공동체가 개발되자 일부 증기선은 오늘날 미드호가 있는 곳까지 콜로라도강을 거슬러 화물을 운반하는 데 사용되기도 했다.

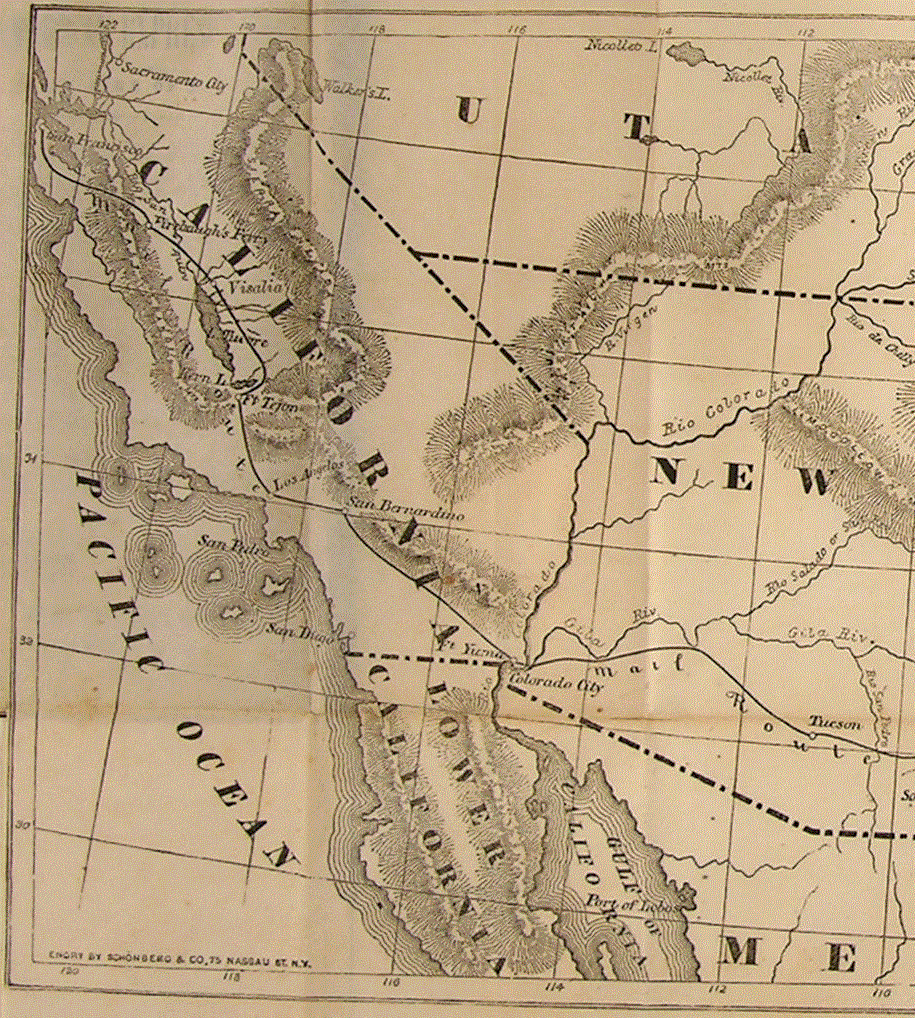
1858년경 버터필드 오버랜드 메일의 캘리포니아 노선 지도.

버터필드 오버랜드 메일 역마차 노선은 1857년부터 1861년까지 2,800 마일 (4,500 km)가 넘는 거리를 운행하는 역마차 서비스였다. 이 노선은 멤피스 (테네시주)와 세인트루이스에서 샌프란시스코까지 승객과 미국 우편물을 운송했다. 버터필드 오버랜드 역마차 회사는 800명 이상의 직원을 고용했으며, 139개의 중계소, 1800마리의 가축, 250대의 콩코드 역마차를 동시에 운행했다. 각 동부 종착역에서 출발한 노선은 포트스미스에서 만난 다음 인디언 준주(오클라호마), 텍사스, 미래의 뉴멕시코주, 애리조나주를 거쳐 힐러강 트레일을 따라 유마 크로싱에서 콜로라도강을 건너 캘리포니아로 들어가 샌프란시스코에서 끝났다.
남북 전쟁이 임박하면서 버터필드 역마차 계약은 해지되었고 캘리포니아로 가는 역마차 노선은 변경되었다. 1861년 3월 2일에 승인된 의회 법률에 따라 이 노선은 중단되었고 1861년 6월 30일에 서비스가 중단되었다. 같은 날, 미주리주 세인트조지프에서 유타주 솔트레이크시티, 카슨시티를 거쳐 플레이서빌 (캘리포니아주)까지의 중앙 노선이 발효되었다. 카슨시티의 중앙 오버랜드 노선 끝에서 그들은 존슨 패스(현재 캘리포니아주 50번 국도)를 통해 플레이서빌 유료 도로를 따라 캘리포니아로 향했는데, 이는 당시 시에라네바다 산맥을 겨울에도 개방 상태로 유지하는 가장 빠르고 유일한 노선이었기 때문이다. 남부 힐러강 노선의 버터필드 역마차 노선에 있던 1800마리의 드래프트 말과 노새, 250대의 마차 등은 철수되어 미주리주 세인트조지프에서 플레이서빌 (캘리포니아주)까지의 새로운 노선인 기존 오리건, 캘리포니아 가도를 따라 솔트레이크시티를 거쳐 유타와 네바다 중앙을 통과하는 노선으로 이동되었다. 1861년 6월 30일, 센트럴 오버랜드 캘리포니아 루트가 미주리주 세인트조지프에서 플레이서빌 (캘리포니아주)까지 발효되었다. 밤낮으로 이동하고 약 10 마일 (16 km)마다 팀을 교체하여 역마차는 약 28일 만에 여행을 마칠 수 있었다. 신문 특파원들은 여행을 하면서 "지옥"을 미리 보았다고 보도했다.

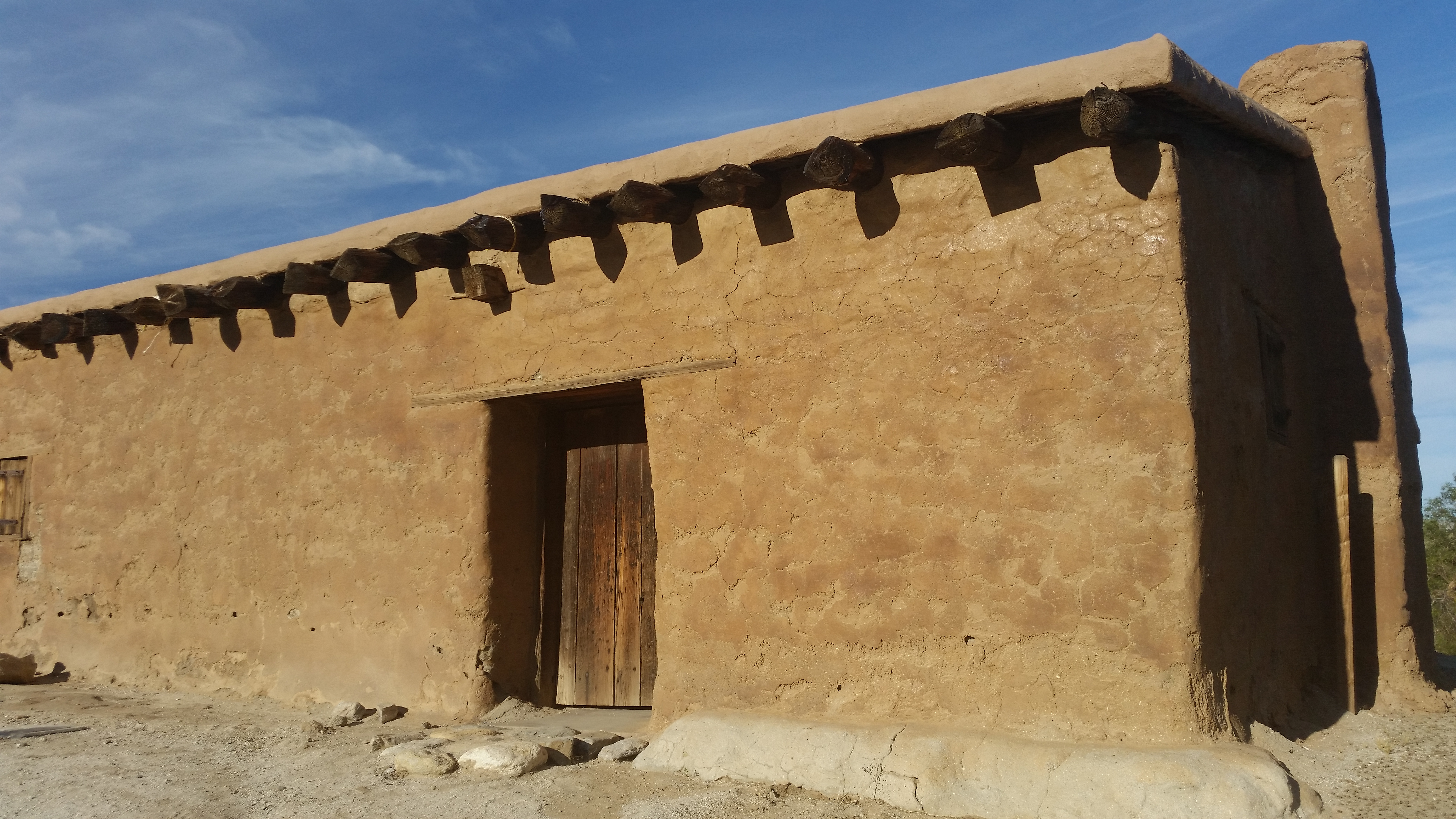
줄리안 (캘리포니아주)에 있는 버터필드 오버랜드 메일의 바예시토스 정류장.

화물이 바다와 강에서 옮겨진 후에는 거의 항상 말이나 소가 끄는 마차로 운송되었는데, 이는 1920년경까지도 마찬가지였다. 마차길이 없으면 화물은 노새 팩 트레인으로 옮겨지거나 광부들의 등에 실렸다. 새 주택, 수문 박스 등을 짓기 위한 목재는 절실히 필요했으며, 광부들을 먹일 식량은 더욱 필요했다. 그러나 캘리포니아에는 많은 토착 목재가 있었고, 심지어 1850년 초에도 이 목재를 목재로 가공하는 제재소가 설립되었다. 식량은 처음에는 하와이, 오리건 또는 멕시코 등 서해안의 모든 항구에서 경제적으로 수입될 수 있었다. 목재와 식량은 처음에 골드 러시 승객을 실어 나르고 많은 경우 만에 버려져 싸게 구입할 수 있었던 선박으로 운송되었다. 골드 광부들에게 필요한 "소박한" 1850년대 생활 방식을 위한 많은 물품은 거의 항상 말, 노새 또는 소가 끄는 마차로 운반되었다. 밀과 목재는 오리건과 컬럼비아강 지역에서 경제적으로 수입될 수 있는 초기 상품이었다. 곧 특정 종류의 봄밀은 가을에 캘리포니아에 심을 수 있고, 온화한 겨울과 비로 인해 관개 없이도 봄에 좋은 작물을 수확할 수 있다는 것이 밝혀졌다. 나중에 이 밀의 대부분은 전 세계 항구로 수출되었고, 캘리포니아는 마침내 많은 수입 선박에 대한 반환 화물을 갖게 되었다. 1890년대 캘리포니아는 미국 최고의 밀 생산지가 되었지만, 시장과 훨씬 가까운 중서부에서 번성하는 밀 생산지와는 경쟁할 수 없었다. 캘리포니아의 다른 작물들은 일반적으로 훨씬 더 수익성이 높다는 것이 밝혀졌고, 캘리포니아는 중서부 농장에서 대부분의 밀을 수입하는 데 다른 주와 합류했다.

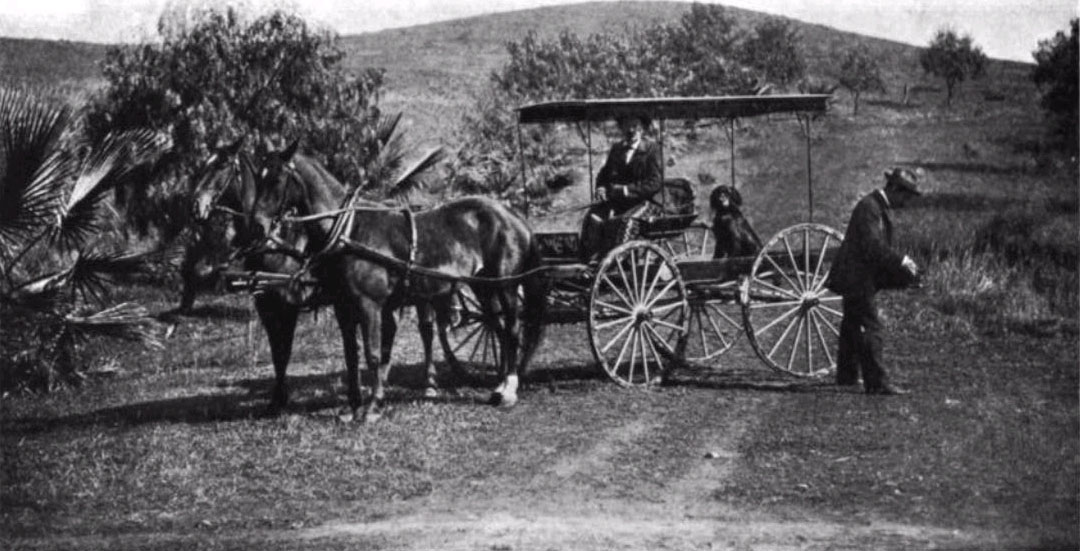
1896년 캘리포니아 고속도로국이 벅보드 마차로 측량하고 있다.

1848년은 알타 캘리포니아에 대한 멕시코의 통제가 끝나는 해였으며, 이 시기는 또한 목장주들의 가장 큰 번영이 시작되는 시기였다. 1848년 이전의 칼리포르니오 목장 사회는 캘리포니아에서 거의 야생으로 자라던 대규모 롱혼 소 떼 외에는 자원이 거의 없었다. 목장들은 소를 도살하고 가죽을 벗겨내고 지방을 잘라내어 북아메리카에서 가장 큰 소 가죽(캘리포니아 그린백이라고 불림)과 탤로 사업을 영위했다. 소 가죽은 말리기 위해 펼쳐졌고, 탤로는 큰 소 가죽 자루에 담겼다. 나머지 동물은 썩거나 당시 캘리포니아에 흔했던 회색곰을 먹이로 남겨졌다. 가죽, 탤로, 때로는 뿔을 거래하는 상인들은 이들을 동부 해안으로 가져갔는데, 그곳에서 가죽은 다양한 가죽 제품을 만드는 데 사용되었고, 대부분의 탤로는 양초를 만드는 데 사용되었으며, 뿔은 주로 단추를 만드는 데 사용되었다. 무역 여행은 보통 2년 이상이 걸렸다. 리처드 헨리 다나 주니어의 고전적인 책 《돛대 앞의 2년》(원래 1840년 출판)은 그가 1834년~35년에 떠났던 캘리포니아로의 2년 간의 범선 바다 무역 항해에 대한 좋은 직접적인 설명을 제공한다. 칼리포르니오 식단의 상당 부분은 소고기였지만, 당시에는 보존하기 쉬운 방법이 없었기 때문에 방문객이 나타났을 때처럼 신선한 고기가 필요할 때는 다른 동물을 도살했으며, 가죽과 탤로는 재활용할 수 있어 손실이 거의 없었다. 골드 러시가 시작되면서 소고기 시장은 급격히 변하여 수천 명의 광부, 사업가 및 다른 행운을 쫓는 사람들이 북부 캘리포니아로 몰려들었다. 이 신참들은 고기가 필요했고, 소 값은 가죽당 1~2달러에서 소당 30~50달러로 치솟았다. 1848년경부터 1860년경까지 목장주들은 히스패닉 캘리포니아의 "황금기"를 누렸다. 그러나 대체로 문맹이었던 목장주들은 1860년대에 소에게 몇 년간 나쁜 시기가 찾아오면서 거의 모든 토지를 잃었고, "번영하는" 생활 방식을 위해 빌린 많은 담보 대출을 더 이상 갚을 수 없었다. 골드 러시 초기에는 소고기 수요가 너무 많아 텍사스에서 캘리포니아로 약 60,000마리의 롱혼이 몰려왔다는 기록도 있다.

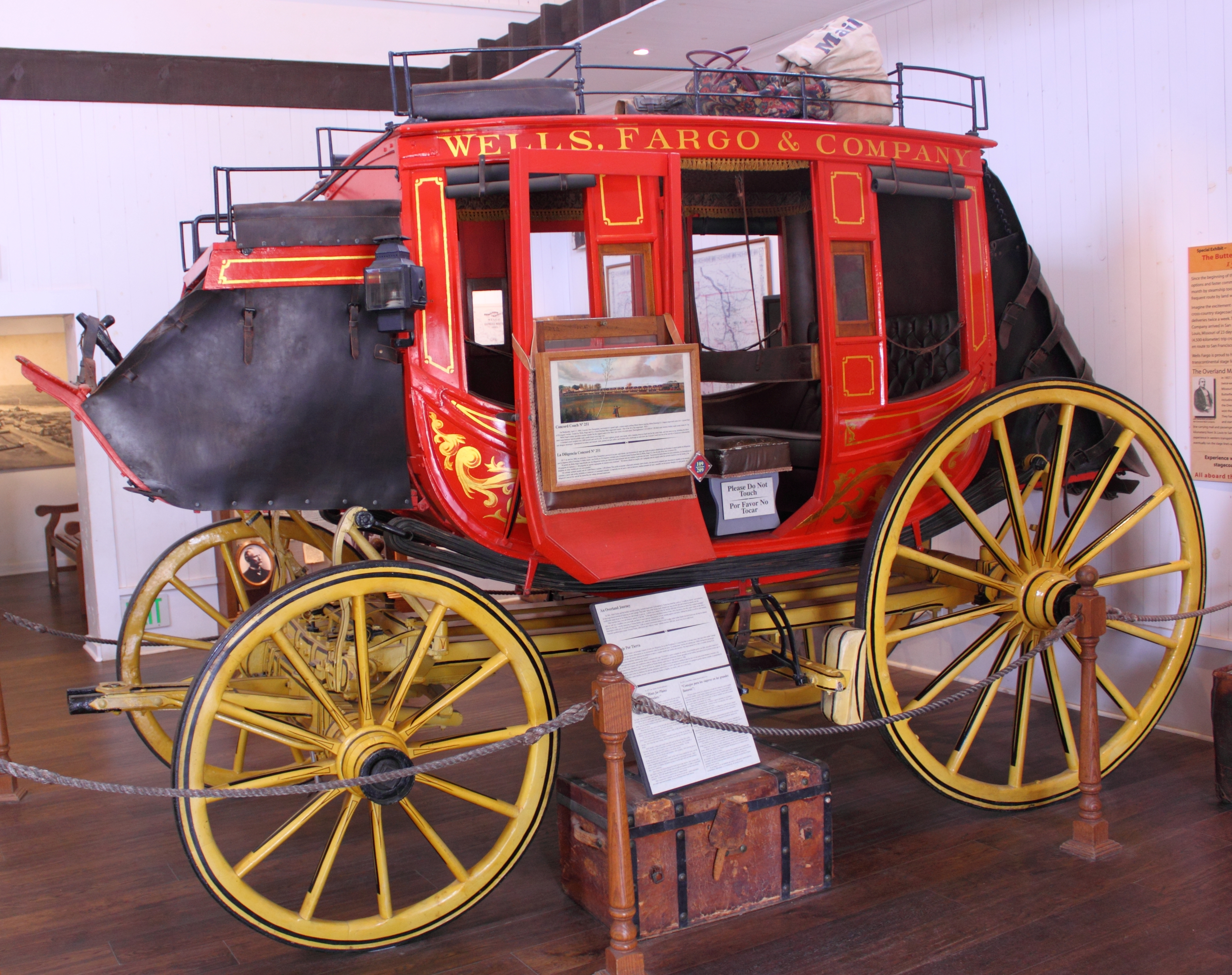
옛 샌디에고 타운 주립 역사 공원의 웰스 파고 도색을 한 콩코드 역마차 251호.

조랑말 속달 우편은 1860년~1861년에 네바다와 시에라를 가로지르는 이와 동일한 경로의 상당 부분을 사용했다. 유타와 네바다를 가로지르는 중앙 노선을 따라 이 역마차와 조랑말 속달 우편 정류소는 대륙 횡단 전신 정류소(1861년 10월 24일 완공)와 합류했다. 조랑말 속달 우편은 전신이 설립된 직후에 종료되었다. 이 결합된 마차-역마차-조랑말 속달 우편-전신선 경로는 국립 트레일 지도에 조랑말 속달 우편 국립 역사 트레일로 표시되어 있다. 솔트레이크시티에서 전신선은 모르몬–캘리포니아–오리건 트레일의 상당 부분을 따라 네브래스카주 오마하까지 이어졌다. 1869년 대륙 횡단 철도가 완공된 후, 철도 노선을 따라 전신선이 주 노선이 되었다. 필요한 중계소, 선로, 전신 교환원을 철도 노선을 따라 공급하고 유지하는 것이 훨씬 쉬웠기 때문이다. 철도 노선이나 중요한 인구 중심지에서 벗어난 전신선은 대부분 버려졌다.
1870년대 이후, 역마차는 철도에 연결되지 않은 내륙 마을 간의 주요 지역 승객 및 우편 운송 수단으로 사용되었으며, 범선과 외륜선 증기선이 항구 도시를 연결했다. 화물 마차는 여전히 거의 모든 화물을 운반했다. 철도가 도착했을 때도, 역마차는 더 외딴 지역을 철도 종점과 연결하는 데 필수적이었다. 품질 면에서 최고는 9인승 콩코드 역마차였지만, 더 저렴하고 거친 "진흙 마차"도 일반적으로 사용되었다. 웰스 파고 회사는 독립 노선과 계약하여 특급 소포를 배달하고 금괴와 주화를 운송했다. 역마차 여행은 종종 불편했는데, 승객들이 제한된 공간에 빽빽하게 모여 앉고, 포장되지 않은 거친 도로에서 창문을 통해 먼지가 쏟아져 들어오고, 거친 승차감, 씻지 않은 동승자, 그리고 스프링이 좋지 않은 강철 바퀴 역마차 때문이었다. 일부 운전사는 시속 최고 속도로 구불구불한 길을 여섯 마리의 말을 몰고 가는 기술로 유명했으며, 거의 전복되지 않았다. 경쟁 역마차 노선의 요금 경쟁으로 일부 노선에서는 마일당 2센트까지 요금이 줄어들기도 했다. 당시 하루 1달러가 일반적인 임금이었다. 강도들은 역마차를 터는 것이 수익성이 좋지만 위험한 사업임을 알았으며, 잡히면 총에 맞거나 교수형을 당할 수도 있었다. 미국 정부의 우편 보조금은 많은 역마차 노선에 필수적인 기본 수입을 제공했지만, 역마차 노선을 운영하는 것은 종종 재정적으로 불안정한 사업이었다.

#### 철도

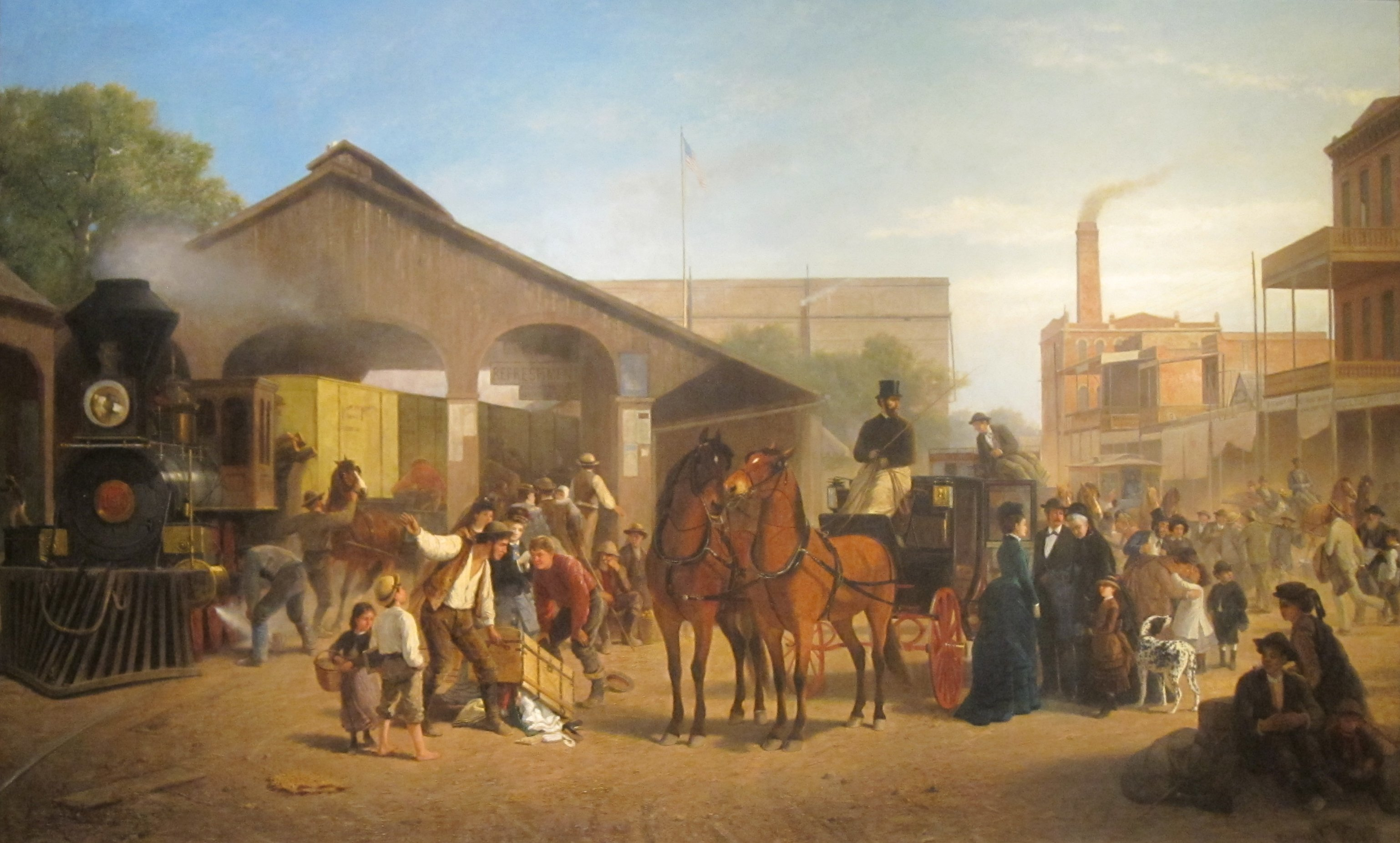
1874년 새크라멘토의 기차역.

캘리포니아 최초의 철도는 1855년 2월에 새크라멘토에서 폴섬까지 건설되었다. 이 22-마일 (35 km) 길이의 노선은 플레이서빌 (캘리포니아주)의 번성하는 금광을 활용하기 위한 것이었지만, 채굴이 거의 끝날 무렵(1856년 2월)에 완공되었다. 새크라멘토에서 오마하까지의 대륙 횡단 철도는 1869년 5월 9일에 완공되었다. 철도의 태평양 끝 지점인 센트럴 퍼시픽 철도는 북부 캘리포니아의 시에라네바다 산맥을 가로지르는 거의 모든 화물 운송을 인수했다. 1870년까지 오클랜드와 새크라멘토에서 기차 연락선을 통해 샌프란시스코까지 철도 연결이 이루어졌고, 이는 당시 캘리포니아의 모든 주요 도시를 동부 해안과 효과적으로 연결했다.
남부 캘리포니아의 첫 철도인 로스앤젤레스 & 산 페드로 철도는 1869년 10월 존 G. 다우니와 피네아스 배닝에 의해 개통되었다. 이 철도는 산 페드로와 로스앤젤레스 사이 21 마일 (34 km)를 운행했다. 1876년 캘리포니아의 첫 로스앤젤레스와 북부 캘리포니아를 연결하는 철도는 서던 퍼시픽 철도의 샌와킨 노선이 샌 페르난도 철도 터널을 테하차피 산맥을 통해 완공하면서 이루어졌고, 로스앤젤레스를 센트럴 퍼시픽 철도와 연결했다. 로스앤젤레스까지의 이 경로는 테하차피 루프를 따라갔는데, 이는 컨군의 테하차피 패스를 통과하는 0.73-마일 (1.17 km) 길이의 '루프선', 즉 나선형 선로였고, 베이커즈필드와 샌와킨 밸리를 모하비 사막의 모하비 사막과 연결했다.

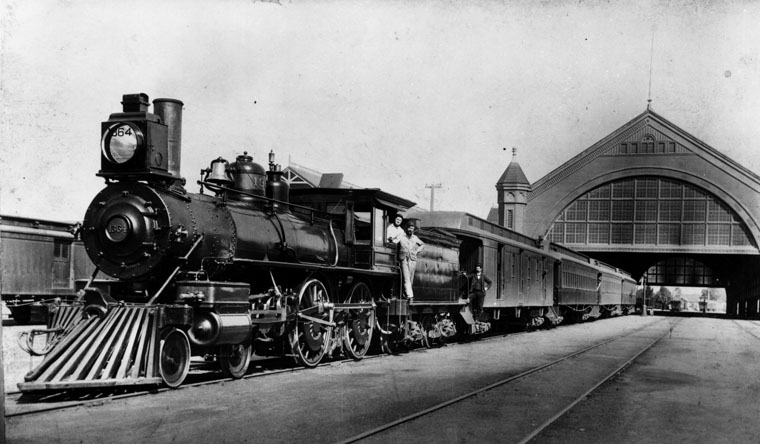
1891년 로스앤젤레스 아케이드 디포의 서던 퍼시픽 열차.

캘리포니아의 대부분 철도 노선은 단거리 철도로 시작했지만, 1860년부터 1903년까지 일련의 철도 합병과 인수가 이루어져 주를 서비스하는 네 개의 주요 주간 철도(서던 퍼시픽 철도, 유니언 퍼시픽 철도, 산타페 철도, 웨스턴 퍼시픽 철도)가 탄생했다. 이들 각 철도는 캘리포니아와 동쪽의 다른 주들을 연결하는 대륙 횡단 철도 중 하나(서던 퍼시픽은 두 개)를 통제했다. 철도들은 많은 양의 화물과 승객을 운송했으며, 19세기 후반과 20세기 초반에 주의 경제와 인구가 빠르게 확장될 수 있도록 했다.
1890년대에는 캘리포니아에서 전철 건설이 시작되었고, 20세기 초에는 캘리포니아의 가장 큰 도시들을 서비스하는 여러 시스템이 존재했다. 주의 전철 시스템에는 샌디에고 전철, 로스앤젤레스의 퍼시픽 전철 시스템, 로스앤젤레스 퍼시픽 철도, 이스턴 베이 전철 및 샌프란시스코, 오클랜드 및 산호세 철도와 같은 인터어번 철도 시스템이 포함되었으며, 새크라멘토 노던 철도도 건설되었다. 1920년대까지 로스앤젤레스의 퍼시픽 전철 시스템은 세계에서 가장 큰 전철이었다.

## 1900년 이후 캘리포니아의 역사
1900년 이후 캘리포니아는 빠르게 성장하여 곧 농업 및 산업 강국이 되었다. 경제는 주로 전문 농업, 기름, 관광, 해운, 영화를 기반으로 했고, 1940년 이후에는 항공우주 및 일렉트로닉스 산업과 같은 첨단 기술 산업과 상당한 군대 주둔을 기반으로 했다. 할리우드의 영화와 스타들은 주를 전 세계의 "중심"으로 만드는 데 기여했다. 캘리포니아는 미국의 문화적 현상이 되었다. 더 나은 삶을 찾는 더 큰 아메리칸 드림의 일부로서 "캘리포니아 드림"이라는 개념은 20세기 초부터 말까지(1900년~2010년) 3천5백만 명의 새로운 주민들을 끌어들였다. 실리콘 밸리는 세계 컴퓨터 혁신의 중심지가 되었다.

## 같이 보기
- 캘리포니아 역사 개요
- 캘리포니아 역사 참고문헌
- 캘리포니아 교육의 역사
- 캘리포니아 농업의 역사
- 캘리포니아의 영토 진화
- 캘리포니아 역사 학회 목록
  - 캘리포니아 역사 박물관
- 캘리포니아 꿈
- 캘리포니아의 여성 참정권
- 캘리포니아의 히스패닉과 라틴계

### 특정 지역
- 치코 (캘리포니아주)의 역사
- 로스앤젤레스의 역사
  - 샌퍼낸도밸리의 역사
- 피드몬트 (캘리포니아주)의 역사
- 리버사이드 (캘리포니아주)의 역사
- 새크라멘토의 역사
- 샌버너디노 (캘리포니아주)의 역사
- 샌디에고의 역사
- 샌프란시스코의 역사
  - 샌프란시스코 베이 에어리어의 타임라인
- 산호세 (캘리포니아주)의 역사
- 산타아나 (캘리포니아주)의 역사
- 샌타바버라 (캘리포니아주)의 역사
- 샌타모니카의 역사

## 내용주
1. ↑  금 사냥꾼은 상상할 수 있는 모든 장비를 가득 싣고 있지만, 그 중 많은 부분은 캘리포니아에서 쓸모가 없을 것이다. 광부는 (일부 버전의 캡션에) 말한다: "할머니의 조언을 따르지 않고 혼을 돌아, 해협을 지나, 또는 차그레스(파나마)를 통해 가지 않은 것이 유감이다."[74]

## 더 읽어보기

### 조사
- Bakken, Gordon Morris. California History: A Topical Approach (2003), college textbook
- Hubert Howe Bancroft. The Works of Hubert Howe Bancroft, vol 18–24, History of California to 1890; complete text online; famous, highly detailed narrative written in 1880s

- Cherny, Robert W., Richard Griswold del Castillo, and Gretchen Lemke-Santangelo. Competing Visions: A History Of California (2005), college textbook
- Cleland, Robert Glass. A History of California: The American Period (1922) 512 pp.   online edition
- Hart, James D.  A Companion to California (2nd ed. U of California Press, 1987), 610pp; excellent encyclopedic coverage of 3000 topics; not online.

- Hayes, Derek. Historical Atlas of California: With Original Maps, (2007), 256 pp.

- Hittell, Theodore Henry. History of California (4 vol 1898) old. detailed narrative; online edition
- Hoover, Mildred B., Rensch, Hero E. and Rensch, Ethel G. Historic Spots in California, Stanford University Press, Stanford, CA. (3rd Ed. 1966) 642 pp.
- Lavender, David.  California: land of new beginnings (1972) online
- Lavender, David.  California : a bicentennial history (1976); short and popular; online

- Pitt, Leonard. Los Angeles A to Z:  An Encyclopedia of the City and County. (U of California Press, 1997) 625pp; excellent encyclopedic coverage of 2000 topics; not online.
- Rawls, James and Walton Bean. California: An Interpretive History (8th ed 2003), college textbook; the latest version of Bean, California : an interpretive history (1983) online
- Rice, Richard B., William A. Bullough, and Richard J. Orsi. Elusive Eden: A New History of California 3rd ed (2001), college textbook online

- Staniford, Edward F. The pattern of California history (1975) online

- Starr, Kevin. California: A History (2005), a synthesis in 370 pp. of his 8-volume scholarly history
- Starr, Kevin. Americans and the California Dream, 1850-1915 (1973)

### 전문 연구
- Brands, H.W. The Age of Gold: The California Gold Rush and the New American Dream (2003) excerpt
- Brilliant, Mark. The Color of America Has Changed: How Racial Diversity Shaped Civil Rights Reform in California, 1941-1978 (2010) In terms of civil rights, Blacks had different goals than did Hispanics and Asians.
- Burns, John F. and Richard J. Orsi, eds; Taming the Elephant: Politics, Government, and Law in Pioneer California (2003)

- Deverell, William. Railroad Crossing: Californians and the Railroad, 1850-1910. (1994). 278 pp.
- Ellison, William. A Self-governing Dominion: California, 1849-1860  (1950) online

- Fitzgerald, David Scott, and John D. Skrentny, eds. Immigrant California: Understanding the Past, Present, and Future of U.S. Policy (Stanford University Press, 2021)
- Gordon Margaret S. Employment Expansion and Population Growth: The California Experience 1900–1950 (1954).

- Higgins, Andrew Stone. Higher Education for All: Racial Inequality, Cold War Liberalism, and the California Master Plan. U of North Carolina Press, 2023.
- Isenberg, Andrew C.  Mining California: An Ecological History. (2005). 242 pp.
- Jelinek, Lawrence. Harvest Empire: A History of California Agriculture (1982) brief durvey; online
- Lightfoot, Kent G.  Indians, Missionaries, and Merchants: The Legacy of Colonial Encounters on the California Frontiers. U. of California Press, 1980. 355 pp.
- Sackman, Douglas Cazaux.  Orange Empire: California and the Fruits of Eden. (2005). 386 pp.
- Starr, Kevin  and Richard J. Orsi eds. Rooted in Barbarous Soil: People, Culture, and Community in Gold Rush California (2001)
- Street, Richard Steven.  Beasts of the Field: A Narrative History of California Farmworkers, 1769-1913. (2004). 904 pp.
- White, Gerald Taylor. Formative years in the Far West : a history of Standard Oil Company of California and predecessors through 1919 (1962) online

### 역사학 및 교육
- Aron, Stephen. "Convergence, California and the Newest Western History", California History Volume: 86#4 September 2009. pp 4+ historiography.
- Deverell, William, and David Igler, eds. A Companion to California History (2008), long historiographical essays by scholars excerpt and text search

- Haas, Lisbeth. Conquests and historical identities in California, 1769–1936 (University of California Press com in 1991) online
- Hartig, Anthea M. "Powered by Primary Sources, Sustained by Scholarship: Teaching California," California History (2018) 95#4:  2-7 DOI: 10.1525/ch.2018.95.4.2
- Merchant, Carolyn ed. Green Versus Gold: Sources In California's Environmental History (1998) readings in primary and secondary sources excerpt and text search
- Rawls, James J. ed. New Directions In California History: A Book of Readings (1988)
- "Round Table California History at the College Level" California History (2018) 95#4: 8-21; DOI: 10.1525/ch.2018.95.4.8
- Sucheng, Chan, and  Spencer C. Olin, eds. Major Problems in California History (1996), readings in primary and secondary sources